# 大同電力
大同電力株式会社（だいどうでんりょく、英文社名：Great Consolidated Electric Power Company, Limited.）は、大正から昭和戦前期にかけて存在した日本の電力会社である。当時の大手電力会社、通称「五大電力」の一つ。
大阪送電株式会社（おおさかそうでん）の社名で1919年に設立され、1921年に木曽電気興業・日本水力の2社を合併して大同電力となった。木曽川などの河川において電源開発を手がけ、同時に関西・中部・関東にまたがる広域送電網を構築。これらの地域で営業する電気事業者への電力供給を事業の中心とする、卸売り電力会社として発展した。
1939年に解散。保有していた発電所はその後の再編を経て関西電力・中部電力・北陸電力の3社に継承された。また傍系会社の系譜を引く特殊鋼メーカーの大同特殊鋼に「大同」の社名を残している。

## 概要

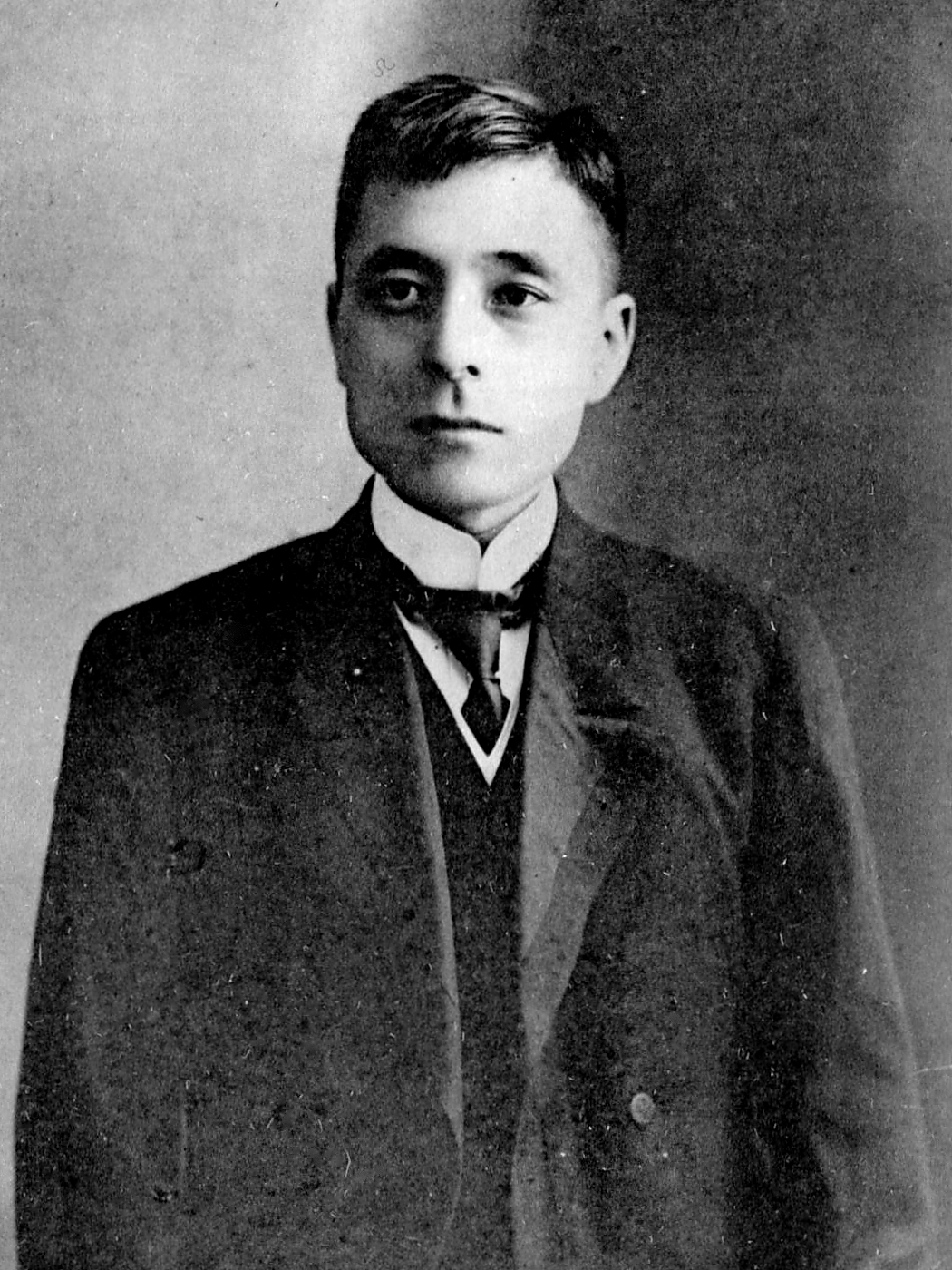
初代社長福澤桃介

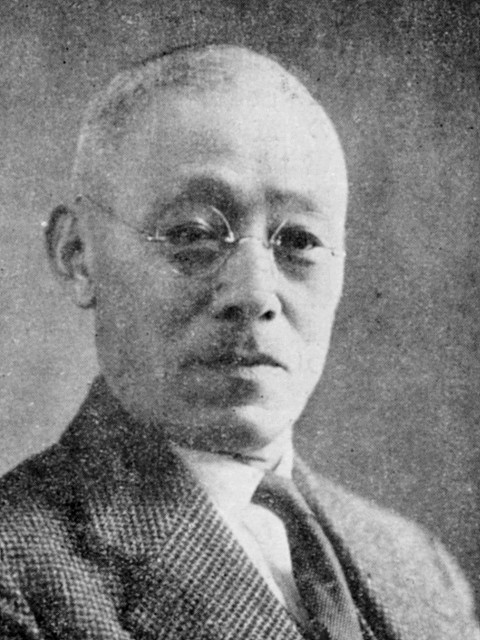
2代目社長増田次郎

大同電力株式会社は、1919年（大正8年）から1939年（昭和14年）にかけて存在した、他の電気事業者に対する電力供給、すなわち電力の卸売りを主体とする電力会社である。大正末期から昭和戦前期にかけて大きな勢力を持っていた電力会社5社、いわゆる「五大電力」の一つに数えられる。
1919年11月、「大阪送電株式会社」の社名で設立されたのが大同電力の始まりである。設立の前年にあたる1918年（大正7年）9月に中部地方を流れる木曽川の水力開発などを目的として設立されていた木曽電気興業（旧社名木曽電気製鉄）が主たる親会社で、同社が開発する水力発電所の発生電力を関西地方へと送電することを起業の目的とした。これら大阪送電・木曽電気興業の2社に加えて、北陸地方などにおける水力開発を計画し、関西方面への送電を構想するという点で起業目的が共通する日本水力の計3社が1921年（大正10年）2月に合併し、大同電力株式会社は発足した。初代社長は大阪送電・木曽電気興業両社の社長を兼ねていた福澤桃介である。
大同電力が発足した第一次世界大戦後から大正末期にかけて、日本では5つの電力会社が業界内で巨大化していた。この5社がいわゆる「五大電力」で、他の4社は関東地盤の東京電灯、中京・北部九州地盤の東邦電力、関西地盤の宇治川電気、同じ卸売り会社の日本電力を指す。電気事業の大型化の中で、大同電力は木曽川において積極的な水力開発を手がけることにより規模を拡大していった。木曽川に建設された発電所のうち、1924年（大正13年）に完成したダム式の大井発電所は当時国内で最大の発電出力を擁した。
電力の供給先はおおむね電気事業者であり、小売りの比率が1割程度あったため完全な卸売り専業とは言えないが、事業の主体は電力の卸売りであった。大口需要家には五大電力のうち宇治川電気・東京電灯も含まれるが、両社とはしばしば対立し、初期には大同電力側が相手側の地盤に割り込む構えを見せて自社に有利な電力供給契約を獲得したが、後期には一転攻勢を仕掛けられて電力料金の引き下げを要求され紛争が生じた。これらを含む五大電力間の紛争は当時「電力戦」と呼ばれた。
1930年代に入ると、金輸出再禁止に伴う急速な円安により、1920年代に発行していた外債の支払利子負担が跳ね上がるという電力外債問題が発生する。この処理のため2年間にわたり無配に転落するが、1930年代半ばより業績は持ち直した。しかしその一方で、そのころより政府主導の業界再編を目指す「電力国家管理」政策の検討が本格化する。同政策は1938年（昭和13年）の電力管理法公布、そして翌1939年（昭和14年）4月の国策会社日本発送電設立という形で実行に移された。同社設立の過程で大同電力は電力設備の出資を命ぜられ、他の設備も強制買収の対象とされた上に、政府当局から残余の資産・負債についても日本発送電へ移管することを慫慂された。このことから大同電力は全社を挙げて日本発送電へと合流する道を選び、資産・負債を同社へと継承させて1939年4月に解散した。最後の社長（2代目社長）であった増田次郎は、解散により日本発送電の初代総裁に転じている。
大同電力から日本発送電に継承された発電所は、第二次世界大戦後の1951年（昭和26年）に実施された「電気事業再編成」に際して、新発足した電力会社9社のうち関西電力・中部電力・北陸電力の3社にそれぞれ引き継がれた。中でも大半を占めていた木曽川の発電所はすべて関西電力の帰属となっている。
傘下に抱える関係会社には、北陸から関西への送電線を建設した昭和電力などがあった。傍系会社のうち親会社と同じく「大同」の社名を冠する企業は3社あり、そのうち大同電力の兼業部門を起源とする大同製鋼（旧・大同電気製鋼所）は、特殊鋼メーカーとして戦後発展した大同特殊鋼の前身にあたる。

## 発足の経緯
以下、沿革のうち大同電力発足に至る経緯（おおむね1921年まで）について記述する。

### 大阪送電計画の発端

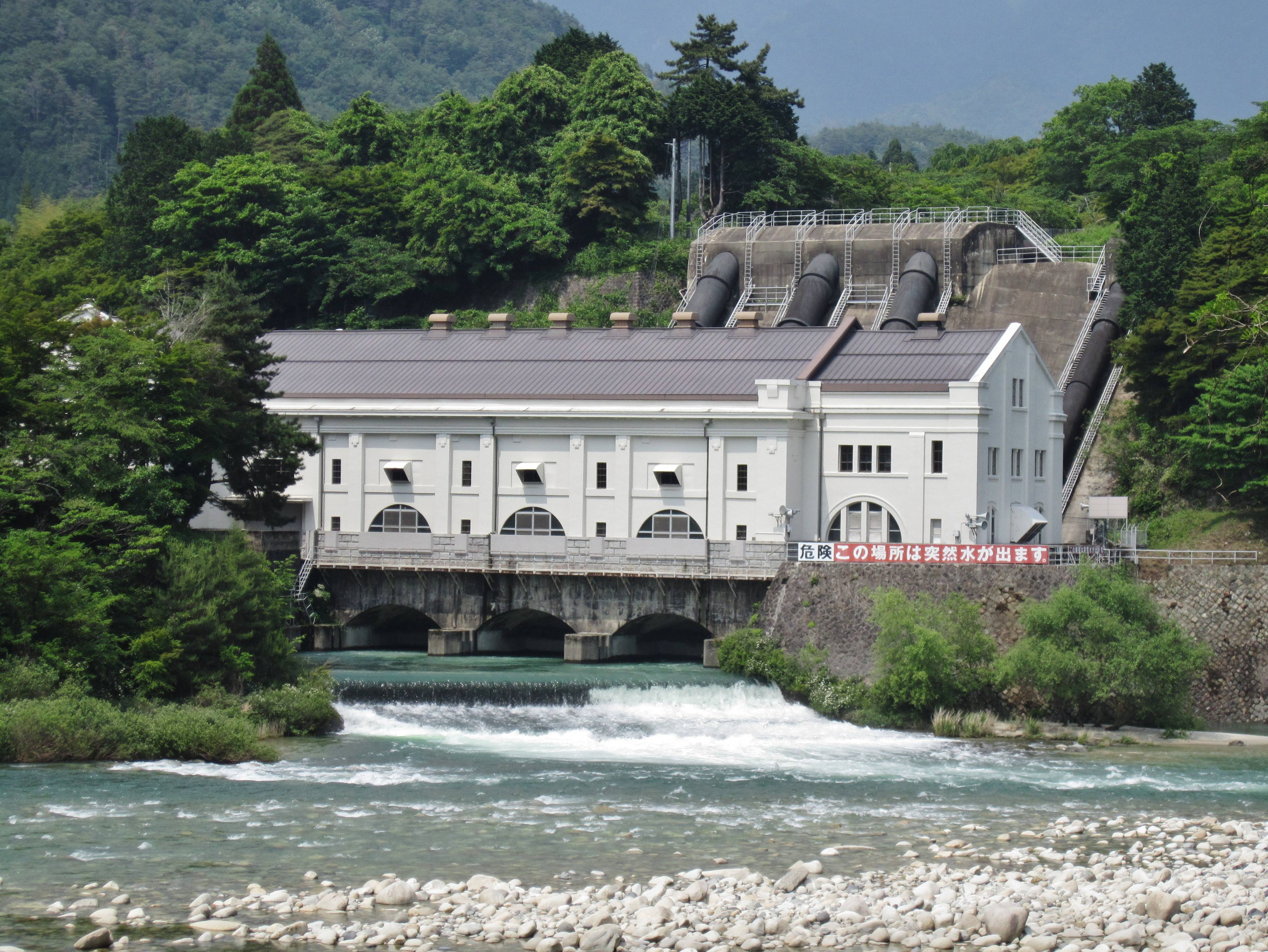
木曽電気製鉄が建設した木曽川賤母発電所

大同電力の前身、大阪送電株式会社の基盤となった「大阪送電計画」は、愛知県名古屋市の電気事業者名古屋電灯（1887 - 1921年）が立てた構想に端を発する。
後に大同電力初代社長となる福澤桃介が当時社長（1914年就任）を務めていた名古屋電灯では、明治末期に木曽川の水利権を確保していたが、福澤の社長就任後これに修正を加えて木曽川全体の開発計画を策定し、1915年（大正4年）9月にその旨を所管官庁の逓信省へ申請した。
水力開発の詳細は木曽電気製鉄#水力開発事業の展開を参照
この時点では水力発電所を3か所設置する計画であったが、同年10月使用水量増加を追加申請し、翌1916年（大正5年）6月には河水引用地点を見直して、最終的に4か所の発電所で計7万300キロワット (kW) を発電する計画とした。
7万kWに及ぶ水力開発計画に対し、現実に名古屋電灯が持つ需要は、1916年末のものを見ても電灯・電力合計1万8千kW余りと計画に対して過少であった。このことから、木曽川開発で生ずる電力の余力は、当初から大阪方面へと送電することが想定されていた。名古屋電灯は1915年9月、大阪市と周辺町村を供給区域とする電力供給事業を申請。1916年6月の計画修正時には堺市や兵庫県尼崎市も供給区域に追加申請した。申請に並行して大阪方面における供給先確保に向け大口電力需要家との供給契約締結に努めたが、この方針には大阪の既存電力会社宇治川電気が反発したため、妥協して同社や大阪電灯との供給契約締結を目指した。宇治川電気・大阪電灯とは1916年5月から9月にかけて交渉を重ねたが、供給料金について名古屋電灯は1キロワット時 (kWh) あたり1銭2厘、大阪側2社は9厘以下を主張して折り合いがつかず、契約締結には至らなかった。
1917年（大正6年）3月、前年に水利権を申請していた4地点のうち賤母水力（しずも、発電所出力1万2,600kW）の1地点のみ許可が下りた。当時逓信省では、水利権の転売を防止するため起業の確実性を確認した上で許可を出す方針を採っていたことから、4地点のうち名古屋方面への需要に見合う賤母水力のみの許可となり、具体的な供給先を掲示できなかった残り3地点は見送られたのである。ここに至り名古屋電灯は大阪送電計画を一時棚上げし、電気で製鉄業をなすという「電気製鉄」の計画を立ち上げて、木曽川開発による電力を製鉄業に振り向けることとなった。そして翌1918年（大正7年）9月8日、水力開発事業と電気製鉄事業を名古屋電灯から分離し、木曽電気製鉄株式会社（後の木曽電気興業）を設立した。ただし、電気製鉄事業は操業開始後まもなく頓挫している（電気製鉄事業の経緯は木曽電気製鉄#電気製鉄事業の展開に詳しい）。

### 大阪送電会社の設立

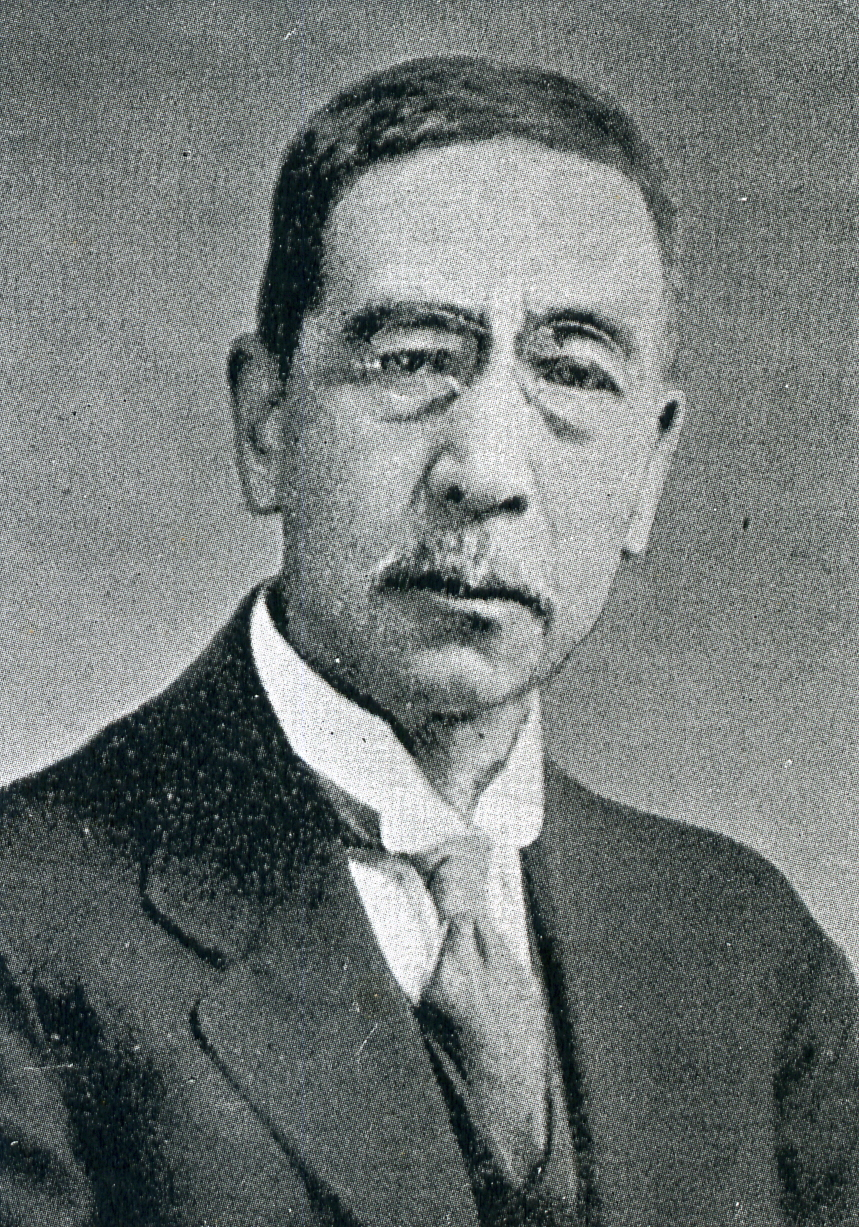
京阪電気鉄道社長岡崎邦輔
（大同電力取締役就任、1919 - 1925年）

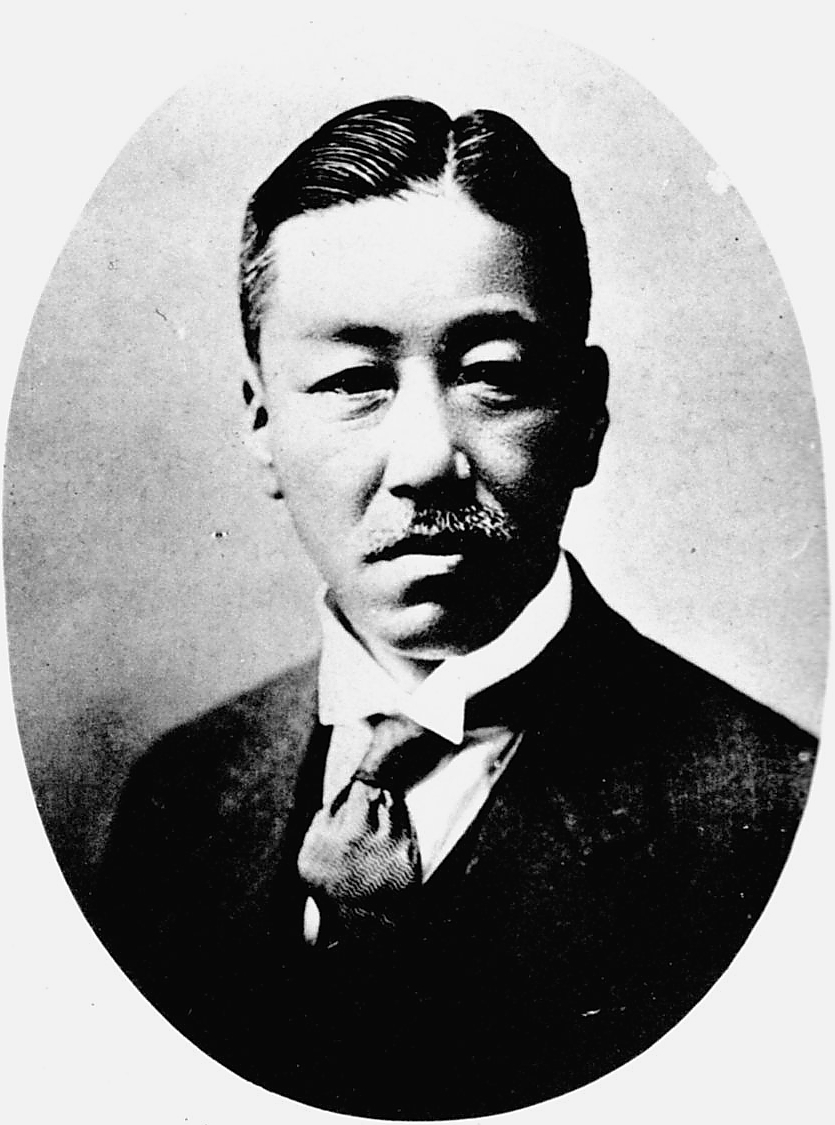
京阪電気鉄道常務太田光熈
（大同電力副社長等就任、1919 - 1939年）

第一次世界大戦勃発後、大戦景気を背景として電力需要が急増した結果、名古屋電灯では一時供給力不足に陥っていた。1918年には電力だけでも2万2千kWの供給を行っていたのに対し、3万4千kWに達する新規の電力需要が見込まれていたのである。しかし自社発電所の新増設に加えて1919年（大正8年）7月に木曽電気製鉄（木曽電気興業）の手により賤母発電所が運転を開始すると、名古屋方面での電力不足は緩和に向った。
このような大戦景気による需要増を原因とする電力不足は名古屋のみならず全国的な現象であったが、中でも関西地方では著しい電力不足に見舞われた。例えば大阪では電力不足からしばしば送電停止措置が採られていたのにもかかわらず、供給の予約が6万kWを越えていた。京都方面でも新規供給の停止措置が行われており、その影響で大阪・京都では電力使用権の転売が横行した。
関西地方における深刻な電力不足を受けて、名古屋電灯から水力開発事業を継承した木曽電気製鉄（木曽電気興業）は棚上げされていた大阪送電計画に再び着目し、実現に向けて動き出すこととなった。木曽電気製鉄には当時、許可済みの水利権約5万kW分に加え申請中の水利権も10万kW分存在していたが、名古屋方面ではそれらの電力の受け皿たり得ず、他地域への送電が必須であるという事情もあった。関西ではこの時、京阪電気鉄道が電力供給を求めており、同社取締役の林謙吉郎と木曽電気興業の社長福澤桃介が旧知の間柄であったという関係から、両社の間で提携話が浮上する。1919年1月に京阪の常務太田光熈と交渉が持たれ、最終的に京阪方面への電力供給を行う新会社設立の合意へと漕ぎ着けた。この時、京阪以外にも出資する電鉄会社がある方が有利だと判断し太田は複数社の重役に声をかけたが、大阪送電計画の実現に懐疑的で、中には福澤と組むのは危険だという者もあり、まったく賛同されなかったという。
木曽電気興業・京阪電気鉄道の関係者が発起人となって新会社の設立準備を進め、1919年8月に電気事業の経営許可を逓信省に申請、10月16日付でその許可を取得した。そして同年11月8日、東京市において創立総会が開催され、新会社「大阪送電株式会社」が発足した。資本金は2000万円で、全40万株のうち35万6000株を木曽電気興業・京阪電気鉄道関係にて引き受け、残り4万4000株を発起人7名で引き受けた。取締役には木曽電気興業から福澤桃介・下出民義・増田次郎・村瀬末一、京阪電気鉄道から太田光熈・林謙吉郎・岡崎邦輔、計7名が就任し、社長に福澤、常務に下出・増田・太田・林の4名が選任された。本社は東京市麹町区（現・東京都千代田区）で、大阪市と名古屋市にそれぞれ支店が置かれた。
設立にあたって起案された大阪送電会社の事業計画によれば、木曽電気興業が水利権出願中の木曽川筋笠置発電所（岐阜県）から最大1万7,000kW、錦津発電所（同上）から最大1万8,000kWの電力供給を受け、両発電所から大阪・京都へと新設送電線により送電、さらに渇水時の補給用として大阪府下に出力1万kWの火力発電所を建設し、大阪市・京都市および周辺町村へと電力を供給する、という事業を構想。さらにこれらの第一期計画に続いて、白山水力・矢作水力・久原鉱業が計画する水力発電所から10万kWの供給を受け京阪方面への供給力を増強する、という第二期計画も予定していた。供給先は京阪電気鉄道に加えて市営事業を経営する京都市および大阪市の確保に成功し、京阪へ2万kW、京都・大阪両市へ各1万kWを供給することとなった。

### 大同電力の発足

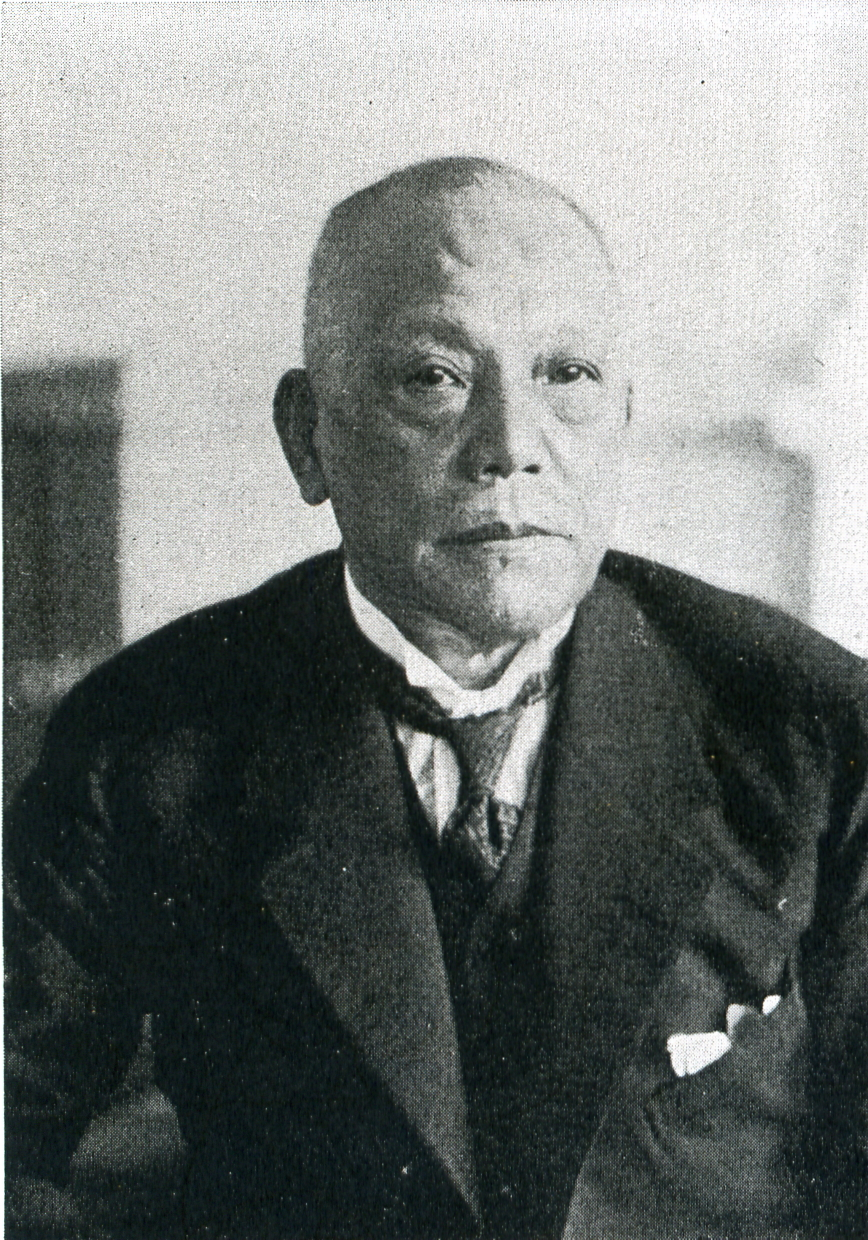
日本水力元社長山本条太郎
（大同電力取締役就任、1920 - 1927年）

大阪送電会社の設立と時を同じくして、大規模水力開発と電力不足に悩む関西方面への送電を事業目的とする新会社が2社設立されていた。一つは宇治川電気の関係者が中心となって1919年12月に設立した日本電力で、東海・北陸地方で水力開発を行い10万kWを関西地方へと送電する計画であった。もう一つは同年10月に設立された日本水力で、山本条太郎らと大阪電灯・京都電灯の関係者が中心となり起業し、関係者から北陸・東海・関西地方の水利権を集めて10万kWを発電、それを大阪電灯・京都電灯へと供給する計画であった。
1919年後半に相次いで関西への送電を目指す新会社が設立されたものの、翌1920年（大正9年）春に戦後恐慌が発生してしまう。大同電力自身の説明によれば、この財界変動により生じた金融、産業界、電力需要その他の環境が、大阪送電会社と日本水力がそれぞれ別個に事業を行うには困難な状勢となったことから、自然と合同の機運が生じたという。実際、日本水力側から見ると、恐慌の影響で資本金の払い込みや資金の借り入れが不可能となり資金が枯渇していた折であり、その打開策としての合併であった。また日本水力は販路に大阪電灯・京都電灯を確保していたが、大阪送電・木曽電気興業は十分な販路を持たない、という事情もあった。合併交渉は岡崎邦輔を仲介者として行われ、大阪送電・木曽電気興業社長の福澤桃介、日本水力社長の山本条太郎との間に3社合併の交渉がまとまって、1920年9月に合併に関する覚書きの交換、同年10月8日には合併契約の締結へと進んだ。
合併契約の概要は以下の通り。資産内容が優れる福澤系2社による日本水力の吸収といえる内容である。
- 合併における存続会社を大阪送電会社とし、木曽電気興業・日本水力は合併により解散する。
- 大阪送電会社は1921年1月1日の資産負債の状態をもって木曽電気興業・日本水力より権利義務一切を継承する。
- 大阪送電会社は資本金を2000万円から1億円へと増資する。増資に伴う株式160万株のうち、30円払込株式37万2000株・12円50銭払込株式22万8000株（資本金3000万円・払込1401万円に相当）を木曽電気興業株主に交付し、12円50銭払込株式88万株・25円払込株式12万株（資本金5000万円・払込1400万円に相当）を日本水力株主に交付する。
  - 合併前の資本金は木曽電気興業1860万円[28]、日本水力5000万円[40]。
  - なお木曽電気興業が持つ大阪送電会社の株式は、合併にあたりすべて親会社の名古屋電灯が引き取った[41]。
- 大阪送電会社は株式に加えて348万3600円の合併交付金を木曽電気興業株主に支払う（日本水力株主には交付せず）。
- 合併までに、日本水力は90万円を支出し自社株4万4000株を木曽電気興業株主に無償取得させる。

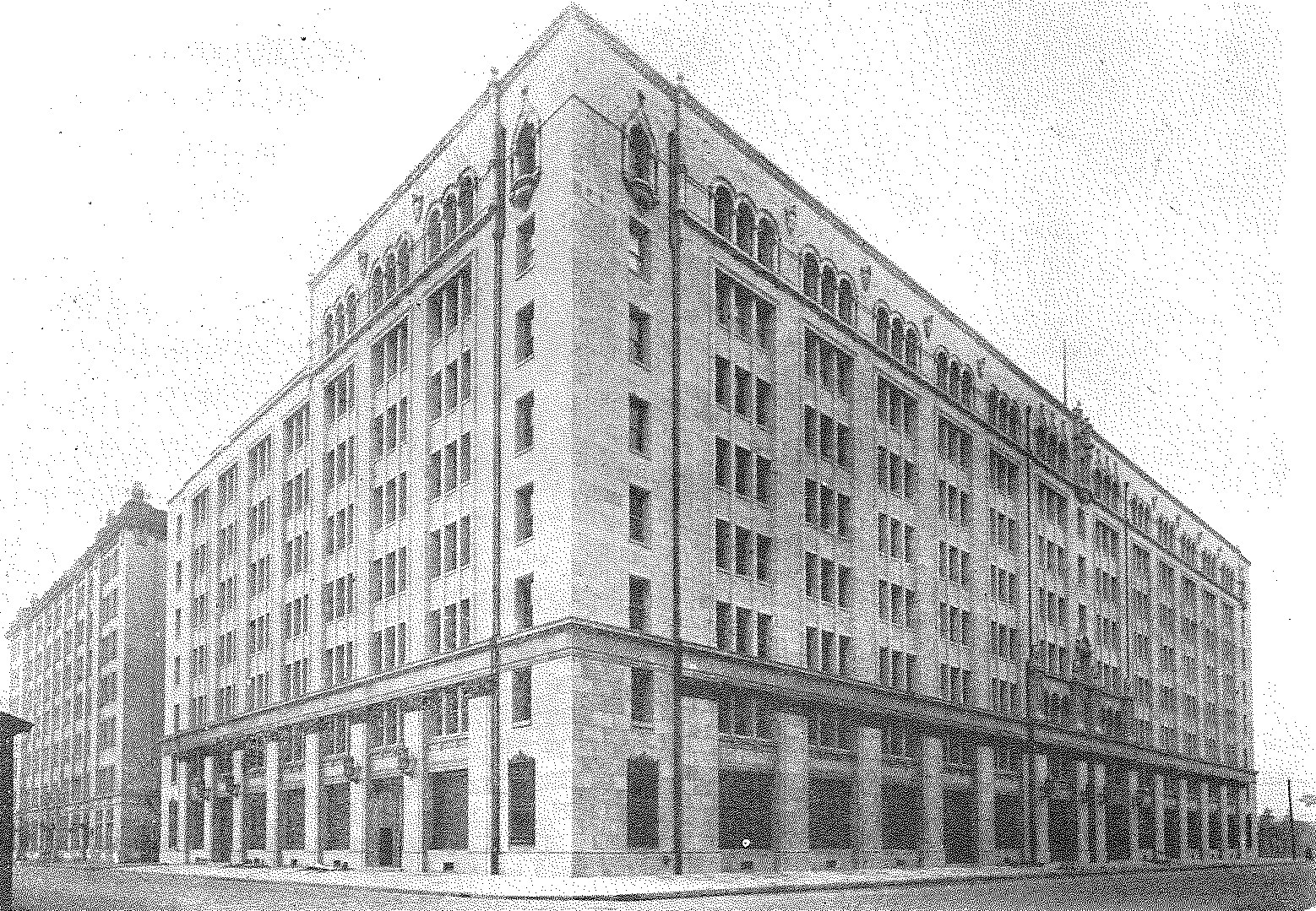
1922年以降の東京本社社屋（東京海上ビル）

大阪送電会社は11月2日の臨時総会にて木曽電気興業・日本水力の合併を議決。木曽電気興業では8日、日本水力では10日にそれぞれ臨時総会にて大阪送電会社への合併を決議し、各社での合併契約承認手続きが完了する。翌1921年（大正10年）1月20日には逓信省より合併認可も下り、その後各種手続き経て2月25日に大阪送電会社にて合併報告総会が開催されて合併が完了、資本金1億円の大同電力株式会社が発足した。新社名は3社の「大同団結」により発足したことが由来で、福澤の考案による。社長には福澤桃介が留任、副社長には日本水力から宮崎敬介が入り、常務取締役には増田次郎・太田光熈と木曽電気興業から三根正亮、日本水力から近藤茂・関口寿の計5名が選ばれた。また本社を引き続き東京市麹町区に置き、大阪市・名古屋市に支店を構えた。
大同電力は発足当初、電気事業以外に2つの副業をもった。木曽電気興業より引き継いだ製鉄事業と、日本水力より引き継いだ硫酸アンモニウム（硫安）製造事業である。これらの事業は景気に左右されやすいことから本業の電気事業の収益を確保すべく別会社とする方針が採られ、1921年11月、製鉄事業は大同製鋼株式会社、硫安事業は大同肥料株式会社（後の大同化学工業）へとそれぞれ分離された。
電気事業専業となった大同電力は、以降電力設備の建設を進め、1922年7月に関西地方への送電を始めるなど、設備の拡充と供給の拡大を推進した。発足以降の沿革は、以下、建設、供給、業績の推移に分けて記述していく。

## 建設
以下、発足以降の設備投資について記述する。

### 初期（1921 - 1926年）

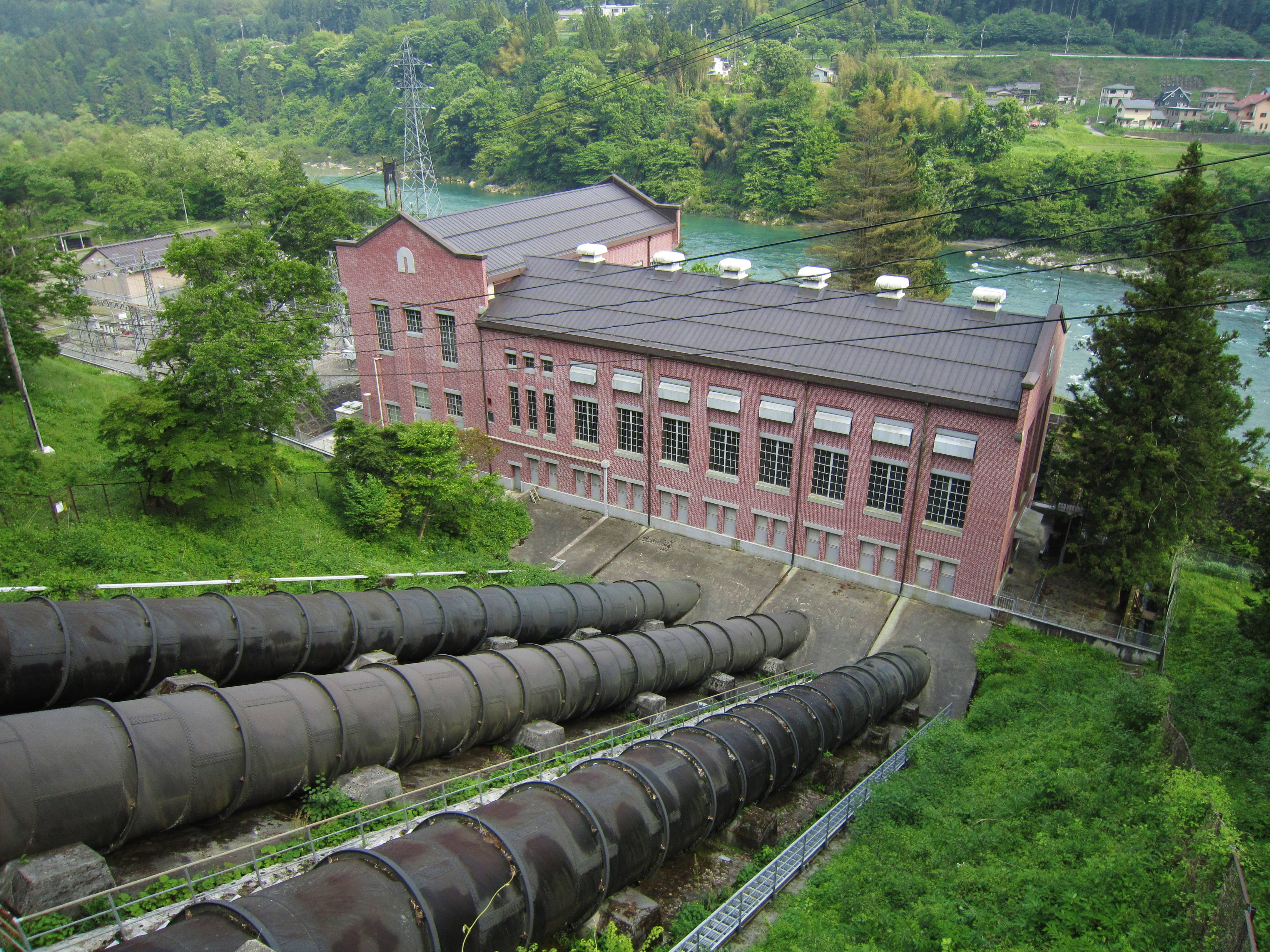
木曽川大桑発電所

大同電力は1921年2月に発足した当時、木曽川筋に9地点、矢作川筋に1地点の計10地点の水利権を木曽電気興業から継承し、日本水力からも九頭竜川筋に2地点と支流打波川筋に2地点の計4地点を継承、合計14地点に水利権を保有していた。そのうち、大同発足までに完成していた水力発電所は木曽電気興業2か所、日本水力1か所の計3か所で、他に木曽電気興業の発電所1か所が建設中であった。
- 西勝原発電所：九頭竜川（福井県）、出力7,200kW、1919年6月北陸電化（日本水力の前身）により運転開始[46]。
- 賤母発電所：木曽川（長野県）、出力1万2,600kW、1919年7月木曽電気興業により運転開始[46]。1922年3月増設工事竣工、出力1万4,700kWに増強[46]。
- 大桑発電所：木曽川（長野県）、出力1万1,000kW、建設中（1921年8月運転開始）[46]。
- 串原発電所：矢作川（岐阜県）、出力6,000kW、1920年12月木曽電気興業により運転開始[46]。

前身各社から引き継いだ水利権のうち、大同電力はまず木曽川開発に注力する方針をとった。木曽川開発にあたり同社は「一河川一会社主義」を標榜、木曽川の水力を余す所なく有効適切に利用開発する、とうたった。具体的には、水量・落差ともに豊富な上流部には水路式発電所を連関的に建設、次いで水量は多いものの落差が少ない中流部にはダム式発電所を設置して尖頭負荷（電力ピーク）の増大に対応、最下流には逆調整用発電所を構えて河水を自然流量に戻し、一方で最上流部（支流王滝川）には貯水池を起こして全発電所の水量調整に当てる、という開発計画である。
これらの方針に基づいて、大同電力は発足後ただちに木曽川開発に着手し、大正末期までに水力発電所5か所（須原・桃山・読書・大井・落合）を建設した。同時に送電線の延伸を進め、大阪では火力発電所4か所を新設あるいは買収している。

#### 須原発電所

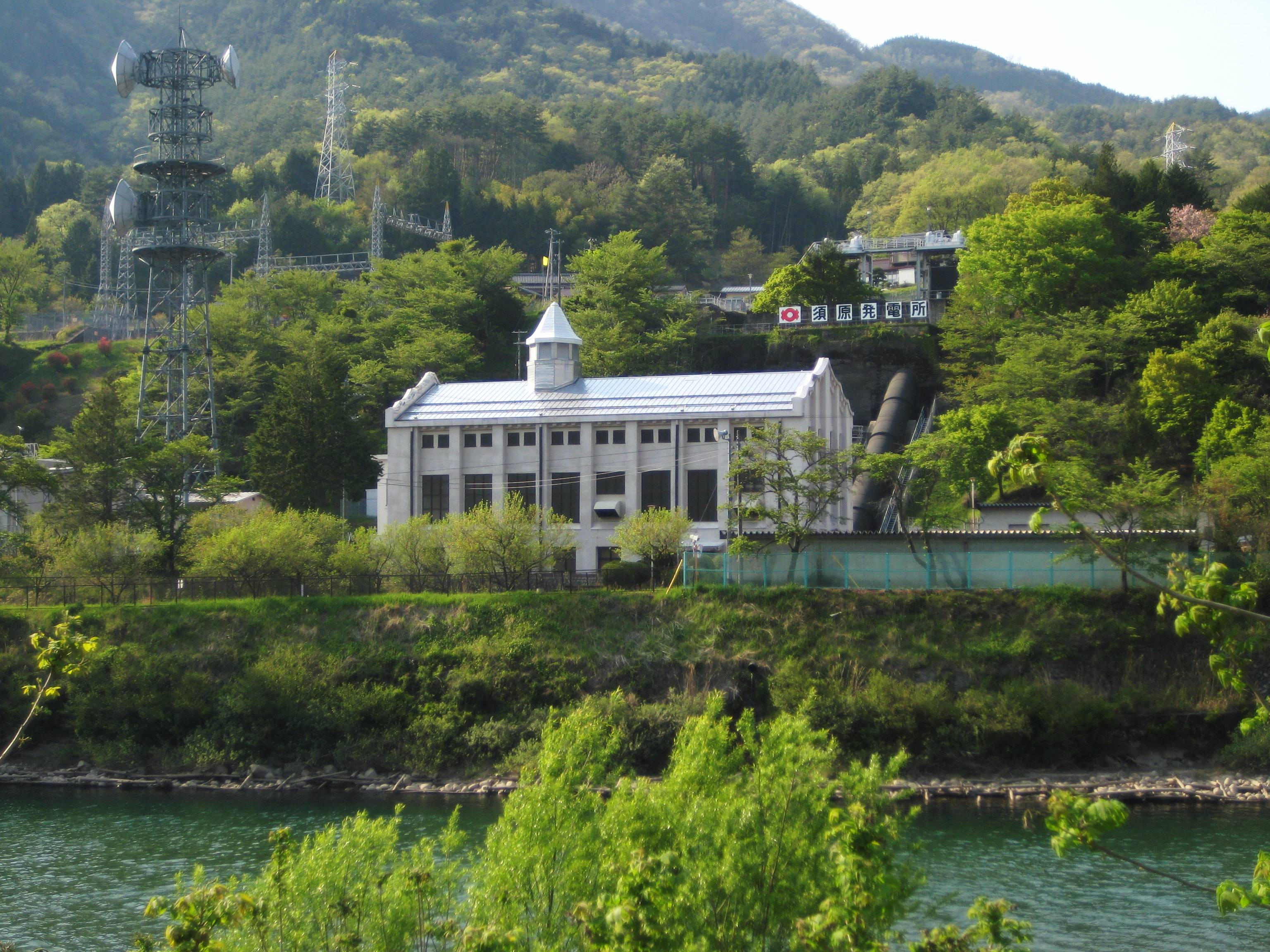
須原発電所

1917年（大正6年）に水利権許可を得ていた木曽川の「大桑第一水力」は、水路が長すぎることから実際の開発にあたっては2地点に分割することになり、下流側は「須原水力」となった。同地点は須原発電所として大同発足直後ただちに着工され、1922年（大正11年）7月に竣工した。
須原発電所は長野県西筑摩郡大桑村に設置され、水路式発電所で出力は9,200kW。エッシャーウイス製水車、ウェスティングハウス・エレクトリック製発電機各2台と日立製作所製変圧器を設置した。竣工とともに大桑発電所まで77キロボルト (kV) 送電線が完成、大桑発電所より名古屋市北区八龍町の六郷変電所へ至る既設送電線（同年6月全線竣工）と接続し、名古屋方面への送電を開始する。さらに翌1923年（大正12年）12月、大阪送電幹線が完成すると須原変電所を通じ154kVに昇圧した上で大阪方面へも送電するようになった。

#### 桃山発電所

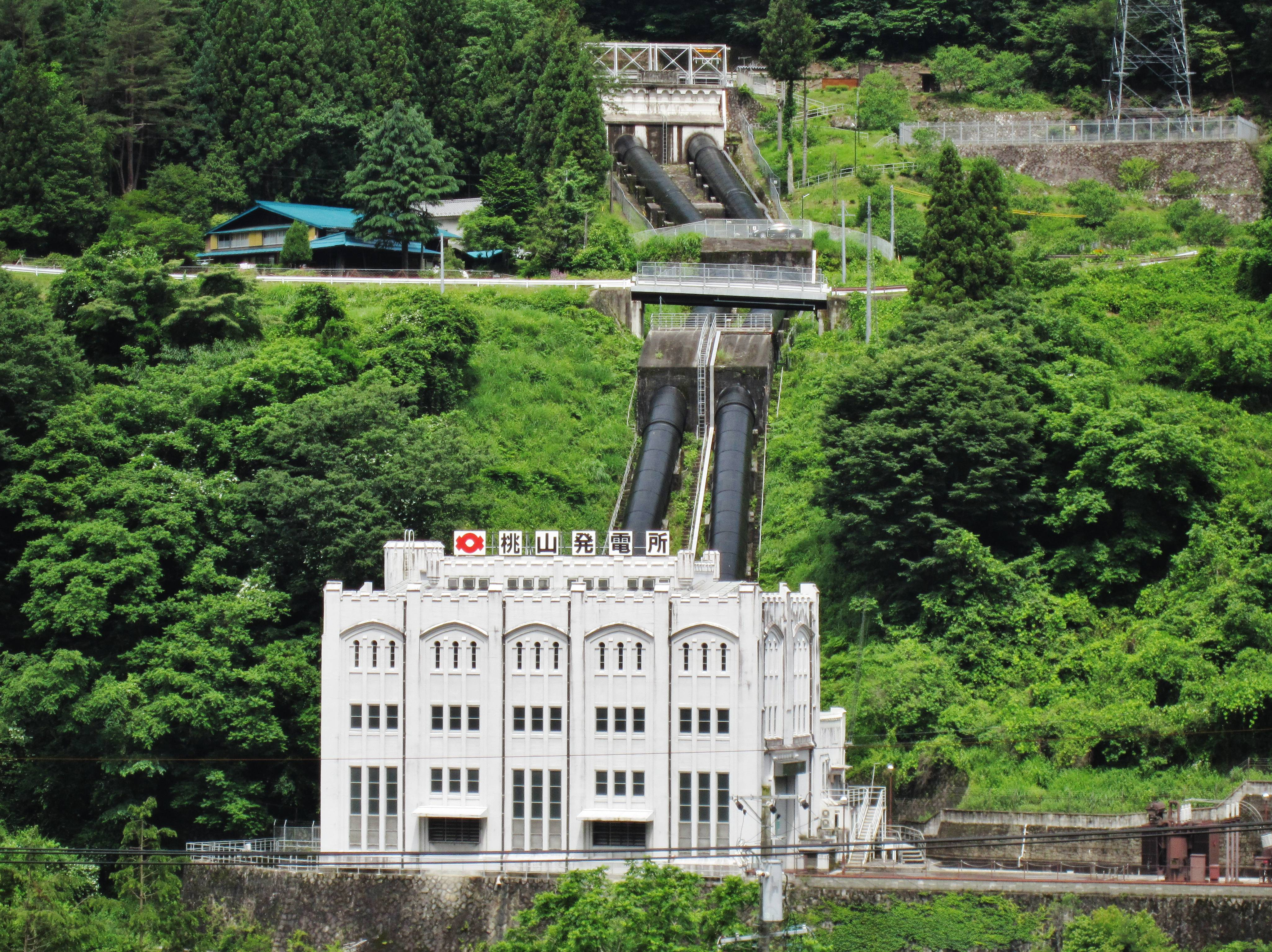
桃山発電所

桃山発電所は「大桑第一水力」の一部を計画変更して開発された。すなわち、大桑第一水力を分割して生じた2地点のうち上流側にあたる「駒ヶ根水力」を、途中に景勝地寝覚の床があることからさらに分割して生じた2地点のうちの一つである（もう一つの地点は寝覚発電所となった）。
1922年8月に着工、翌1923年12月に完成した。西筑摩郡上松町にあり、エッシャーウイス製水車2台とウェスティングハウス製発電機2台・変圧器を設置して2万3,100kWの出力で発電する設計であった。東京方面への送電を見越して、水車・発電機が関西向けの60ヘルツだけでなく50ヘルツの周波数にも対応するよう設計された点が特徴。
発電所に先立って1923年11月に須原発電所までの77kV送電線が竣工。翌1924年（大正13年）1月には東筑摩郡広丘村郷原（現・塩尻市広丘郷原）に新設された塩尻変電所までの77kV送電線も完成し、東京電灯への電力供給を開始している。

#### 読書発電所

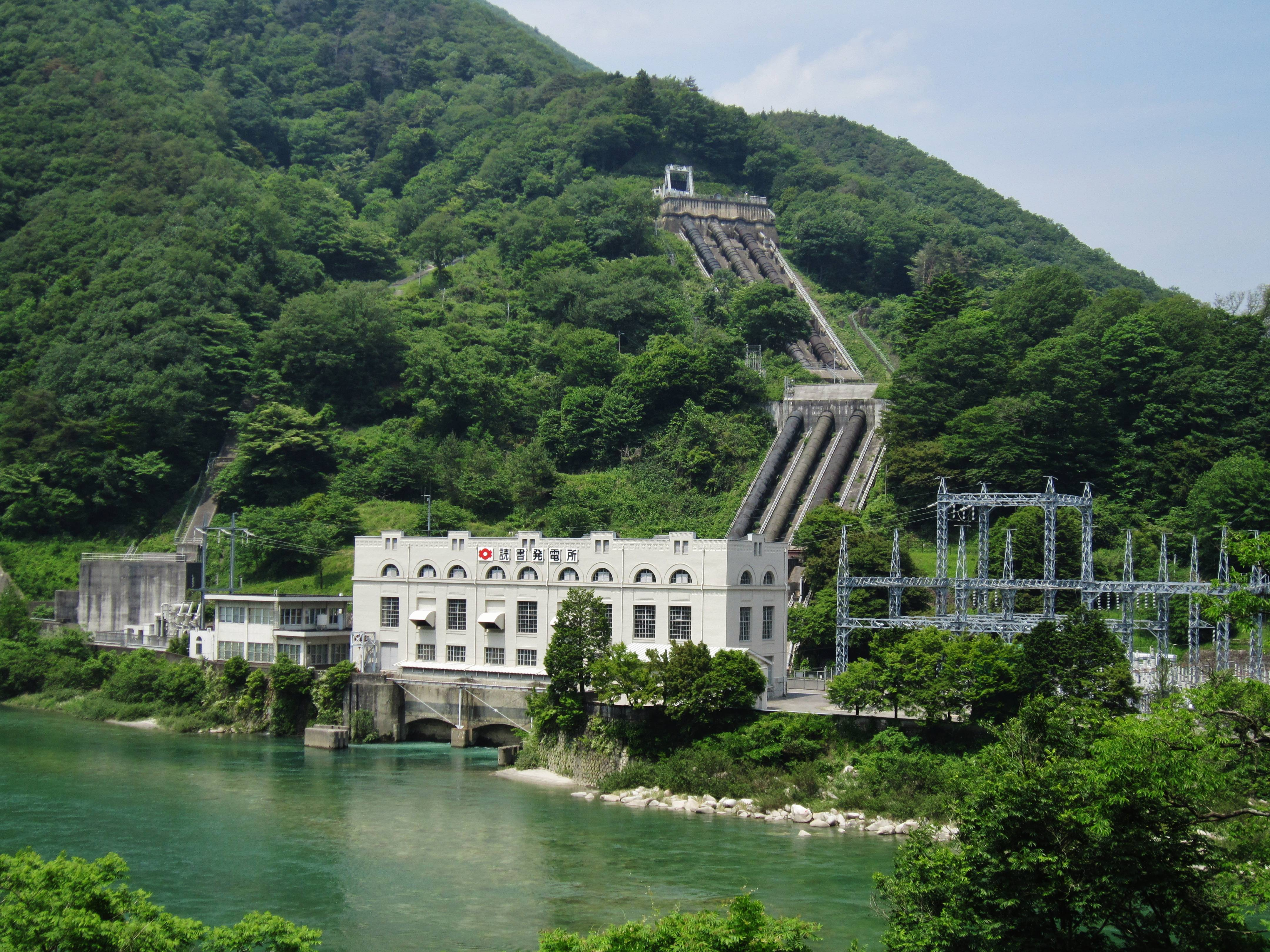
読書発電所

読書（よみかき）は1917年に水利権の許可が下りていた地点の一つである。読書発電所は1922年3月に着工され、翌1923年12月に竣工した。西筑摩郡読書村（現・南木曽町読書）にあり、木曽川本流のみならず支流の阿寺川・柿其川からも取水可能な設計である。エッシャーウイス製水車、ウェスティングハウス製発電機各3台にゼネラル・エレクトリック製変圧器が設置された。
出力は4万700kW。東京電灯猪苗代第一発電所（出力3万7,500kW）を上回る、当時日本最大の発電所となった。送電線は後述の大阪送電線が接続した。

#### 大井発電所

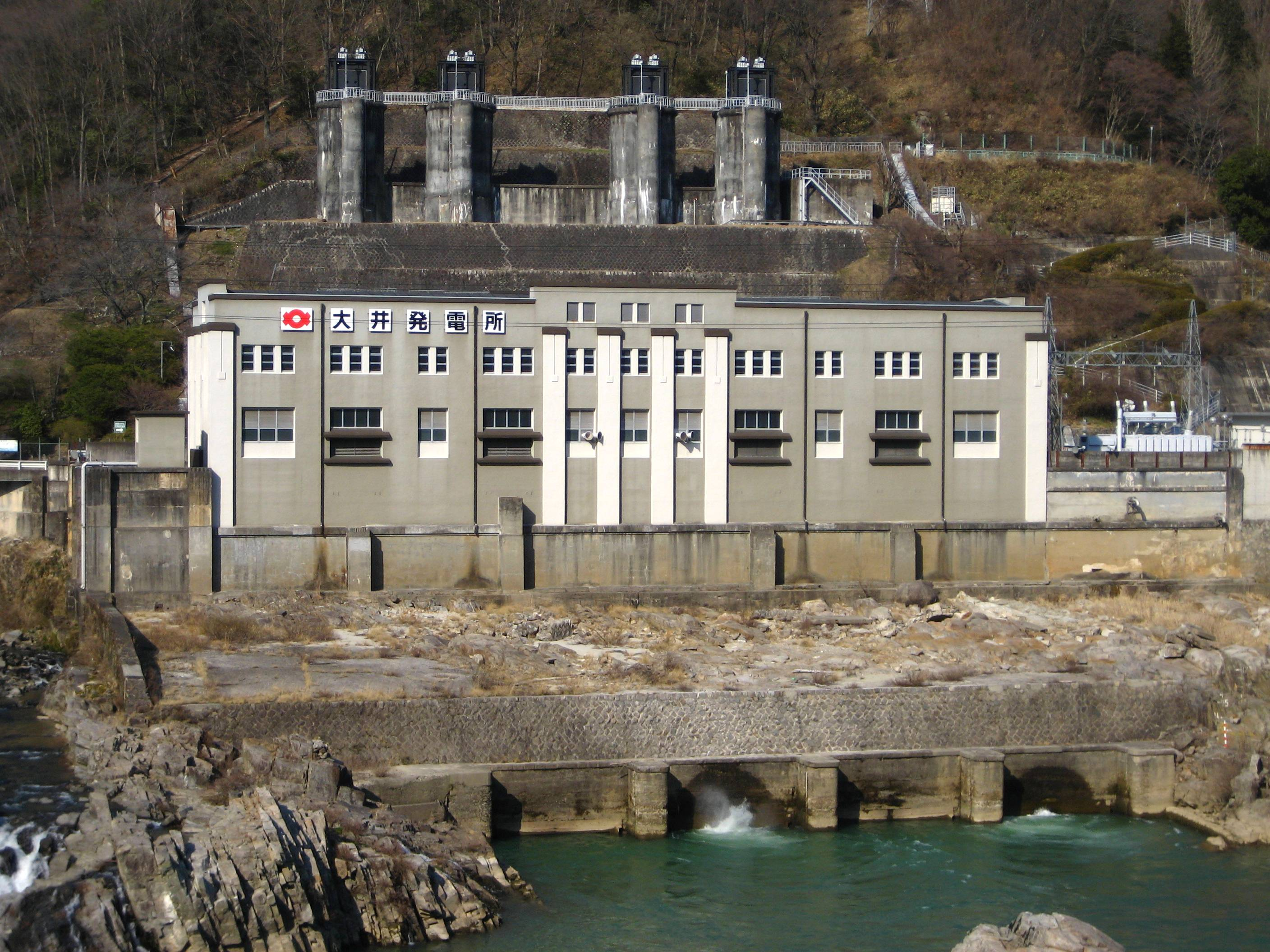
大井発電所

木曽電気興業時代の1920年（大正9年）3月、「大井水力」の水利権許可が下りた。当初は水路式発電所の計画であったが、落差が少ないためダム式発電所とするのが有利との考えから、ダム式発電所として建設が始められた。この大井発電所は日本で初めての本格的ダム式発電所であったため、アメリカ合衆国へ技師を派遣、逆にアメリカから技師を招くなど技術導入に取り組んだ。1922年7月に着工、2年後の1924年12月に竣工した。
大井発電所は岐阜県恵那郡蛭川村（現・恵那市蛭川）に位置し、アリス・チャルマーズ製水車、ゼネラル・エレクトリック製発電機各4台、ウェスティングハウス製変圧器を設置。出力は4万2,900kWで、前年竣工の読書発電所を抜いて日本最大の発電所となった。読書発電所と同様、送電線は大阪送電線が接続した。

#### 落合発電所

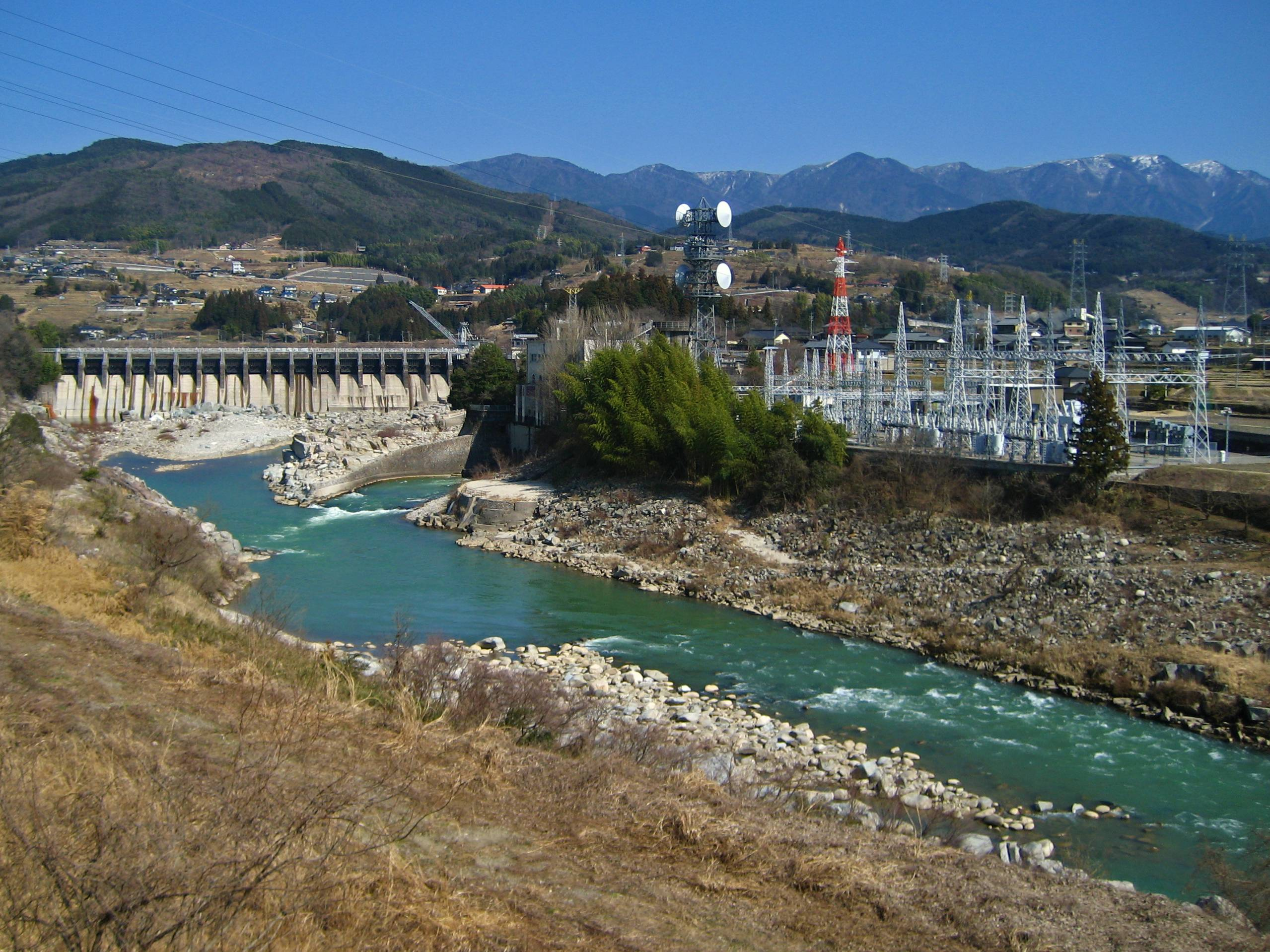
落合発電所と落合ダム

大井水力と同様に1920年3月「落合水力」についても水利権許可が下りたが、建設に先立ち計画が変更され、上流部を「坂下水力」として分離した上で水路式からダム式発電所に衣替えした。この落合発電所は恵那郡落合村（現・中津川市落合）に所在。1925年（大正14年）4月に工事許可を得たのち1926年（大正15年）12月に竣工させた。
ボービング (Boving) 製水車、ゼネラル・エレクトリック製発電機各2台を設置し、出力は1万4,700kWである。大井発電所に比べると小規模で、出力は3分の1、ダムの有効貯水量は7分の1に留まる。発電所とともに須原・六郷間の77kV送電線への連絡線も建設され、発生電力は名古屋方面へと送電された。
なお落合水力の計画変更によって生じた「坂下水力」は、大同電力では発電所の着工に至らず計画のままで終わっている。

#### 送電・変電設備

主要送電線概略図（1926年時点）

発電所の建設にあわせて送電線網も拡大した。前身木曽電気興業の時代から建設されていたのは名古屋方面とを結ぶ送電線群で、名古屋側では六郷変電所と瑞穂変電所（名古屋市瑞穂区石田町）を終端として賤母・六郷間送電線、須原・六郷間送電線、串原・瑞穂間送電線が順次整備された。また木曽川系統の賤母・六郷間および須原・六郷間送電線と矢作川系統の串原・瑞穂間送電線を名古屋近郊で連絡すべく1923年8月に勝川開閉所（東春日井郡勝川町、現・春日井市）と天白開閉所（愛知郡日進村、現・日進市）を結ぶ連絡線も建設されている。
これらの一方で、大阪送電会社の企業目的である大阪送電計画を実現すべく「大阪送電線」の建設も急がれた。この大阪送電線は、須原発電所構内の須原変電所を起点とし、途中読書・大井両発電所からの電力を集め、犬山（愛知県）を経て関西本線沿いを進み、大阪市郊外の北河内郡門真村（現・門真市）の大阪変電所を終点とする、亘長238キロメートル (km) の送電線である。日本水力がアメリカへと発注済であった鉄塔や碍子などの建設資材を転用して建設され、大同発足翌年の1922年7月一部完成により大阪方面への送電が始まった。この時点では清洲開閉所（愛知県西春日井郡春日村、現・清須市）から大阪変電所までの区間のみ完成していたことから、名古屋方面への送電線に接続する勝川開閉所から清洲開閉所まで連絡線を建設、大阪変電所へと77kVの電圧で送電した。全面完成は1923年12月のことで、このとき須原変電所から清洲開閉所までの区間が完成、154kVによる高圧送電を始めた。
大阪送電線の須原・清洲間竣工によって勝川・清洲間連絡線は使用されなくなったが、1926年3月になって大阪送電線の途中に犬山変電所（丹羽郡羽黒村、現・犬山市）が新設され、さらに神屋開閉所（東春日井郡坂下町、現・春日井市）との間に連絡線も整備されて再度77kV系の賤母・六郷間および須原・六郷間送電線と大阪送電線が繋がった。

#### 大阪府下の火力発電所

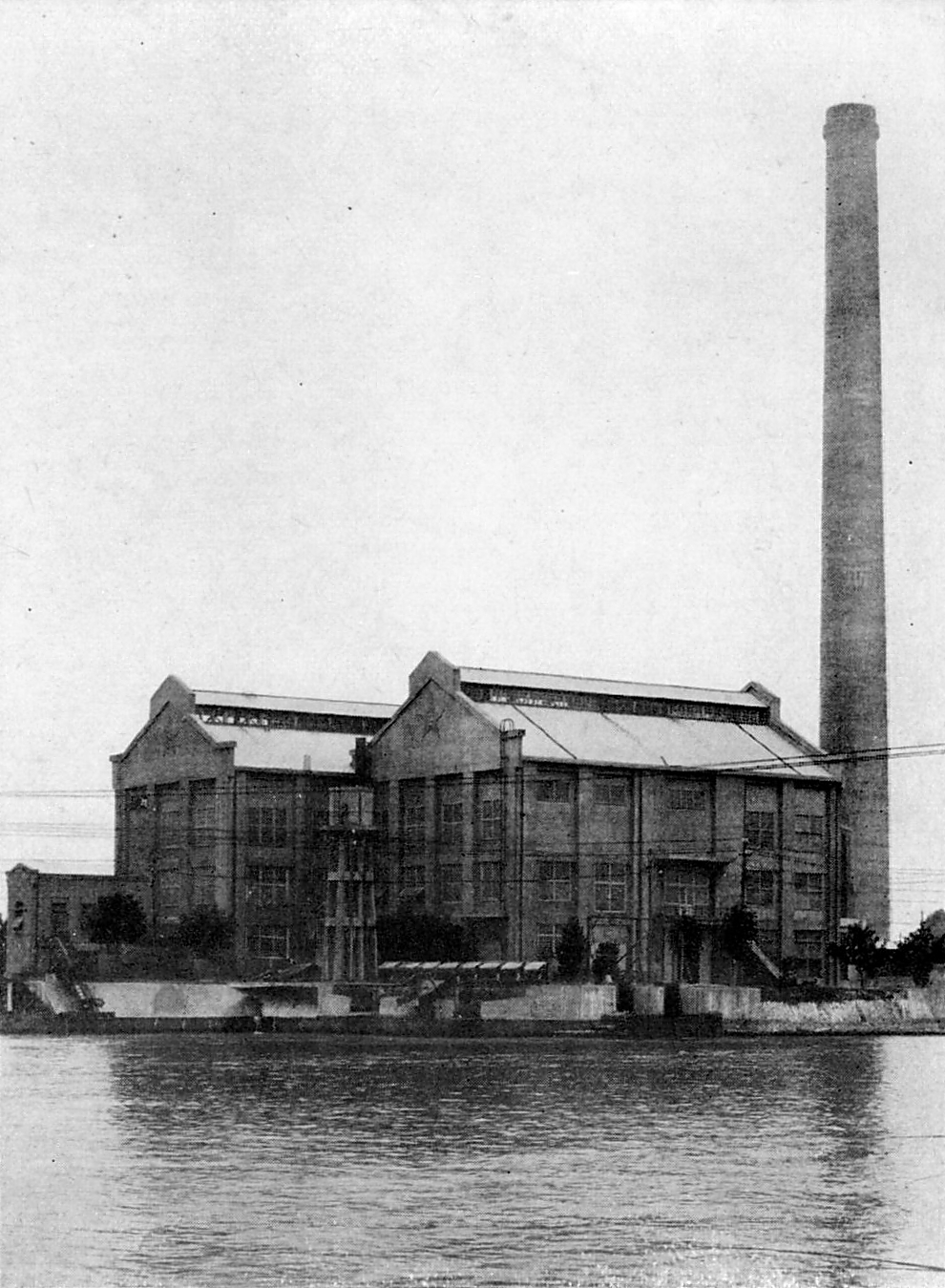
毛馬発電所

大阪送電計画に関連し、送電先の大阪には渇水時の補給用に火力発電所が新設された。これが毛馬発電所で、1万2,500kWの出力をもって1922年10月に完成した。淀川沿いの大阪市友渕町に位置し、ウェスティングハウス製の蒸気タービン・発電機各1台をそろえる。
続いて1923年10月、大阪電灯から火力発電所3か所、安治川東発電所・春日出第一発電所・春日出第二発電所を買収した。旧大阪電灯では火力発電所を計4か所運転していたが、大阪市内事業の市営化に際し安治川西発電所だけが市へ移管されたため、残る3か所を大同電力が取得したという経緯がある。3か所とも大阪市内の安治川沿いに立地する。
安治川発電所
出力1万8,000kW。大阪電灯では「安治川東発電所」と称す。ウェスティングハウス製の蒸気タービン・発電機を各2台設置し、他にも三菱長崎造船所製の蒸気タービンを1台、三菱電機製の発電機を1台設置する。
春日出第一発電所
出力3万kW。三菱長崎造船所製の蒸気タービン・発電機を各3台設置したが、後年、タービンは石川島造船所製2台と日立製作所製1台に、発電機は芝浦製作所製2台と日立製1台にそれぞれ交換されている（1937年12月竣工）。
春日出第二発電所
出力4万kW。ウェスティングハウス製の蒸気タービン・発電機を各2台設置する。後に石川島芝浦タービン製の蒸気タービンと芝浦製作所製の発電機各1台が増設された（1938年1月竣工）。
4か所の火力発電所はいずれも門真村の大阪変電所と連絡した。またこれらの火力連絡送電線以外にも大阪府下での送電線建設が進められ、自社電力供給区域に編入した大阪府南部の繊維工業地帯（下記#一般供給の推移を参照）に対する送電のため、大阪変電所を起点に岸和田変電所（岸和田市郊外）と佐野変電所（泉南郡佐野町、現・泉佐野市）へと至る77kV線の岸和田送電線を1923年12月に完成させた。

### 中期（1927 - 1932年）

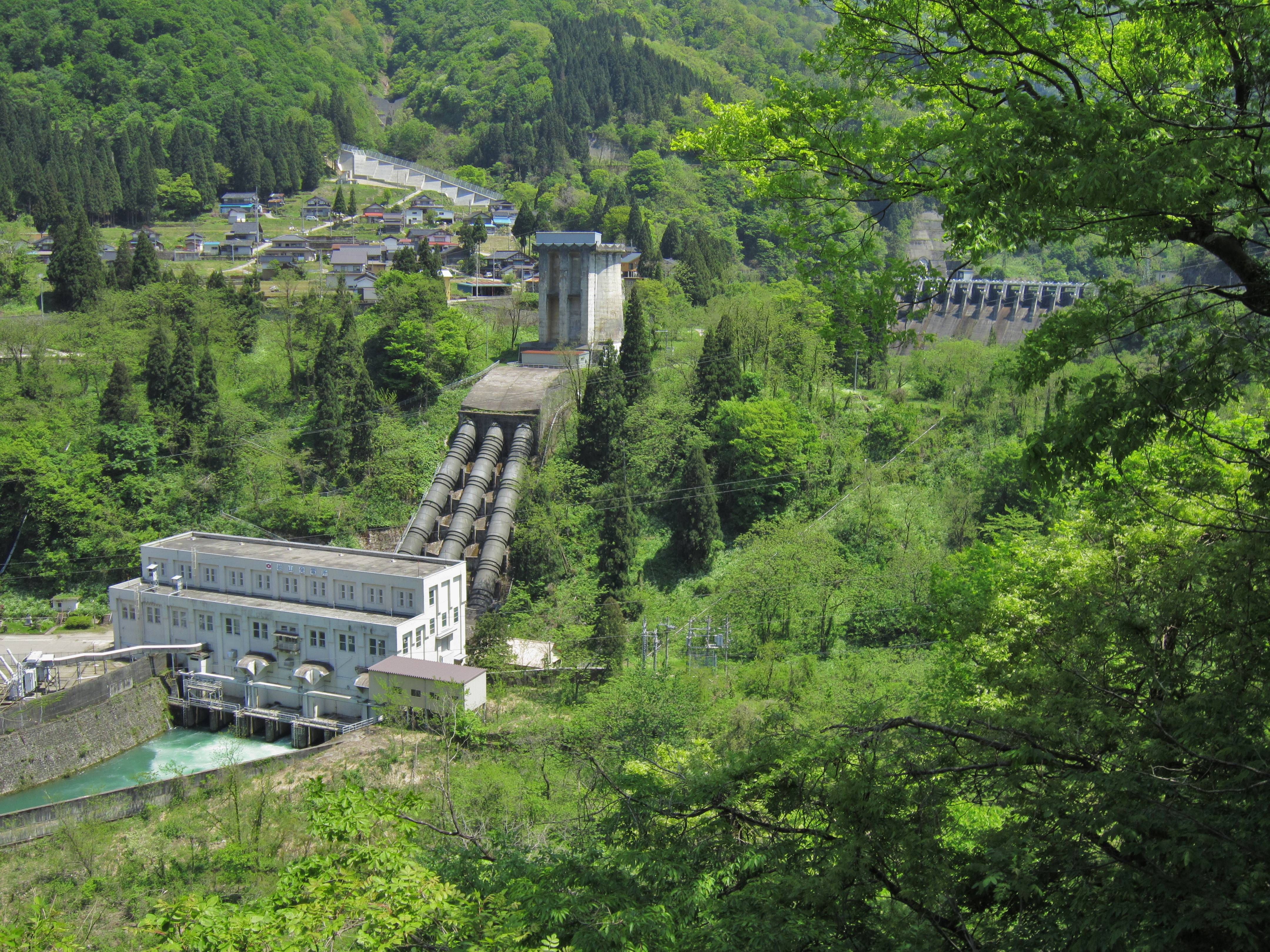
祖山発電所

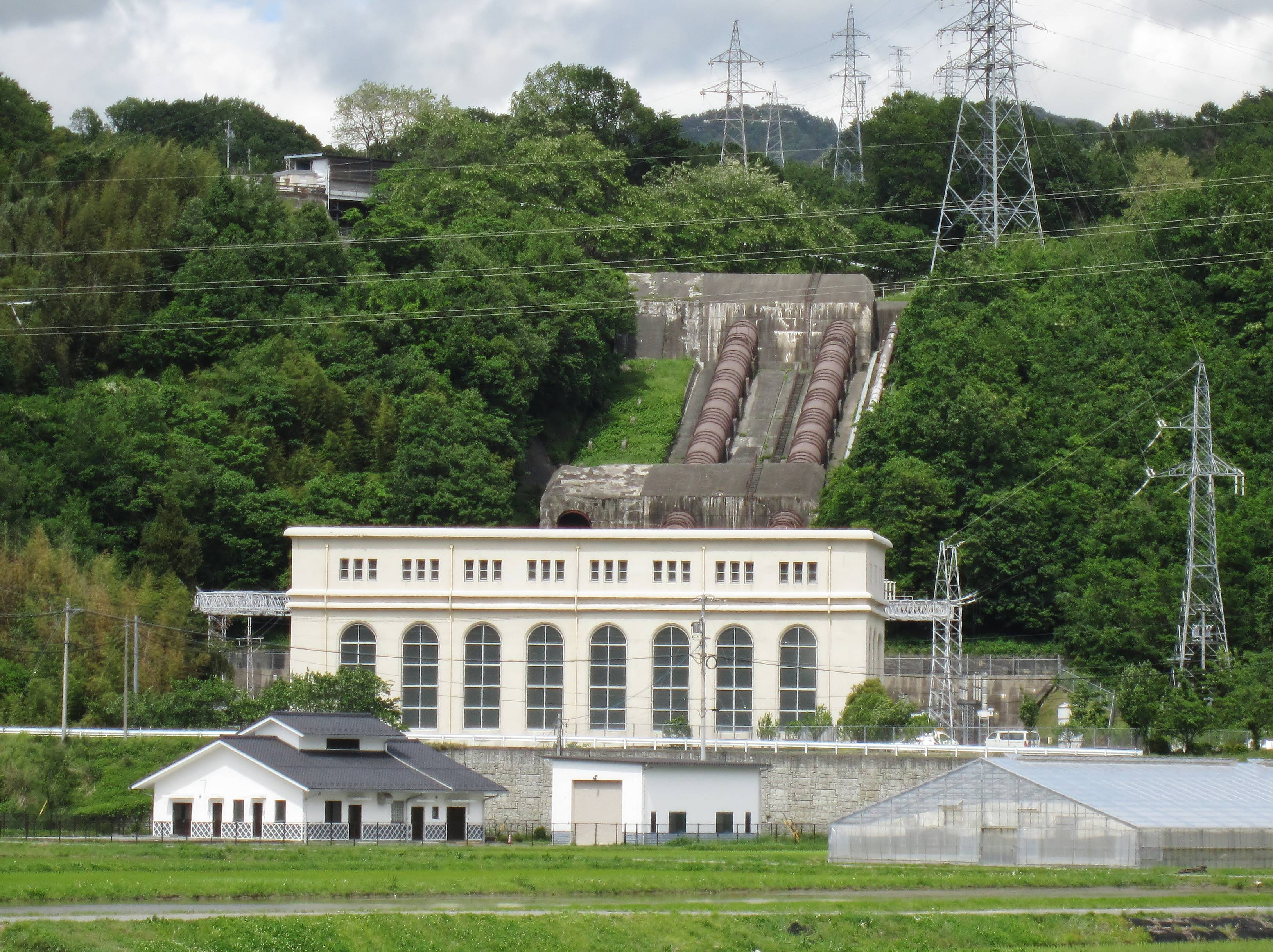
南向発電所

大同電力による自社発電所の建設は大正末期の落合発電所の完成により一段落となり、その後しばらく中断された。この間は傍系会社を相次いで設立し、これらを通じて電源開発を展開して購入電力を増していった。傍系会社のうち資本金が4000-5000万円と大規模であったのは昭和電力と天竜川電力の2社である。
昭和電力は1926年（昭和元年）12月の設立。1929年（昭和4年）6月に富山県から大阪府に至る亘長296kmの154kV送電線「北陸送電幹線」を建設し、大同電力傍系の神岡水電から3万kWを受電して八尾変電所（大阪府中河内郡志紀村、現・八尾市）において大同電力への電力供給を始めた。続いて庄川に出力4万7,500kWの祖山発電所（富山県）を新設し、大同電力への供給を増加した。なお大同電力が福井県の九頭竜川水系に有していた水利権は未開発のまま昭和電力に委譲されたので、北陸地方における自社発電所は既設の西勝原発電所のみで増加していない。
一方天竜川電力は1926年3月に発足した。同社は天竜川に出力2万4,100kWの南向発電所（長野県）を1929年1月に建設。大同電力は同年2月南向発電所に自社送電線の「東京送電線」（送電電圧154kV）を接続し、その発生電力を受電した。東京送電線は南向から東京電灯釜無川変電所に接続する日野春（山梨県）までの区間が先行して完成し、翌1930年（昭和5年）8月に自社の東京変電所（神奈川県横浜市）まで延長して亘長225kmが全面完成している。この間の1929年12月、東京送電線の途中松島開閉所（長野県上伊那郡中箕輪村、現・箕輪町）から塩尻変電所までの連絡線が竣工し、天竜川と木曽川の系統が連絡された。
自社送電線は東京送電線のほかにも、犬山変電所から昭和電力八尾変電所に隣接する自社の八尾変電所までを結ぶ「大阪第二送電線」（送電電圧154kV）が、1930年9月に既設大阪送電線の増強用として建設された。

### 後期（1933 - 1939年）

主要送電線概略図（1938年時点・60Hz系統）

主要送電線概略図（1938年時点・50Hz系統）

大同電力は、落合発電所建設以来自社発電所の建設を中断していたが、後述の会社更生計画の一環として1933年（昭和8年）に自社開発の再開に踏み切り、1935年（昭和10年）に9年ぶりの自社発電所を完成させた。開発の対象となったのは木曽川・矢作川双方である。
木曽川について見ると、前述の通り1921年2月の大同電力発足時には9地点、すなわち大桑第一・大桑第二・読書・賤母・落合・大井・笠置・錦津・今渡の各地点における水利権が許可済みであったが、1925年4月に支流王滝川・西野川に計3地点（王滝川第一・王滝川第二・西野川）の水利権を追加で獲得した。開発にあたっては水利地点の分割・改称が頻繁に行われ、1932年には王滝川における貯水池（三浦貯水池）の建設も許可されており、許可当初とは変更点が多々ある。自社電源開発再開の後、木曽川では1939年（昭和14年）までに笠置発電所・寝覚発電所および傍系会社の手による今渡発電所が完成し、三浦貯水池も着工された。
一方矢作川では最終的に、中流部に3地点、支流段戸川に1地点、計4地点の水利権を保有し、それぞれ水力発電所を運転した。うち串原水力（串原発電所）は前述の通り木曽電気興業からの引き継ぎであるが、残りの時瀬・笹戸・旭の各地点は傍系会社尾三電力の合併に伴い1928年（昭和3年）に継承した地点である。尾三電力からの3地点は、同社によって時瀬・旭両発電所が建設済みで、笹戸水力のみ未開発のままであったが、自社電源開発再開後に笹戸発電所が建設された。
また、1938年（昭和13年）5月の千早川水力電気の合併により、出力100kW前後の小水力発電所4か所を継承した。

#### 笠置発電所

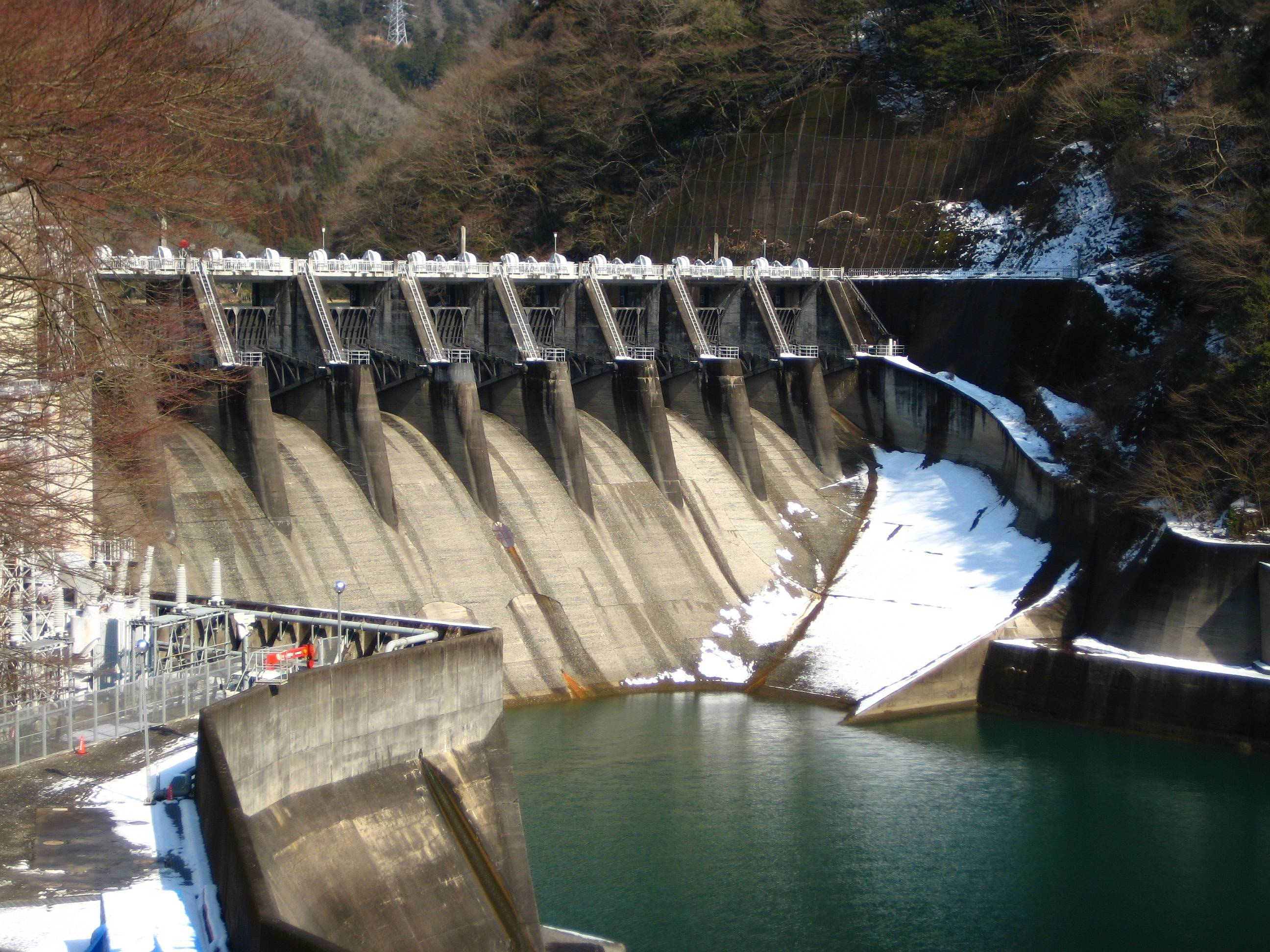
笠置ダム

木曽川開発再開の第一号となったのは笠置発電所である。「笠置水力」として木曽電気興業時代の1920年（大正9年）3月に水利権を取得していた地点にあたる。当初は水路式発電所として許可を得ていたが、上流にダム式の大井発電所が建設された関係で、笠置発電所もダム式に模様替えした。所在地は岐阜県加茂郡飯地村（現・恵那市飯地町）。
1934年（昭和9年）11月に着工、1936年（昭和11年）11月に完成した。出力は3万5,500kWであったが、完成翌年に使用水量の増加により4万500kWに増強されている。水車・発電機各3台と変圧器はすべて日立製作所製のものを設置。発生電力は発電所まで延伸された大阪第二送電線により関西方面へ送電されたため、笠置発電所の新設は同送電線の有効利用にも繋がった。

#### 寝覚発電所

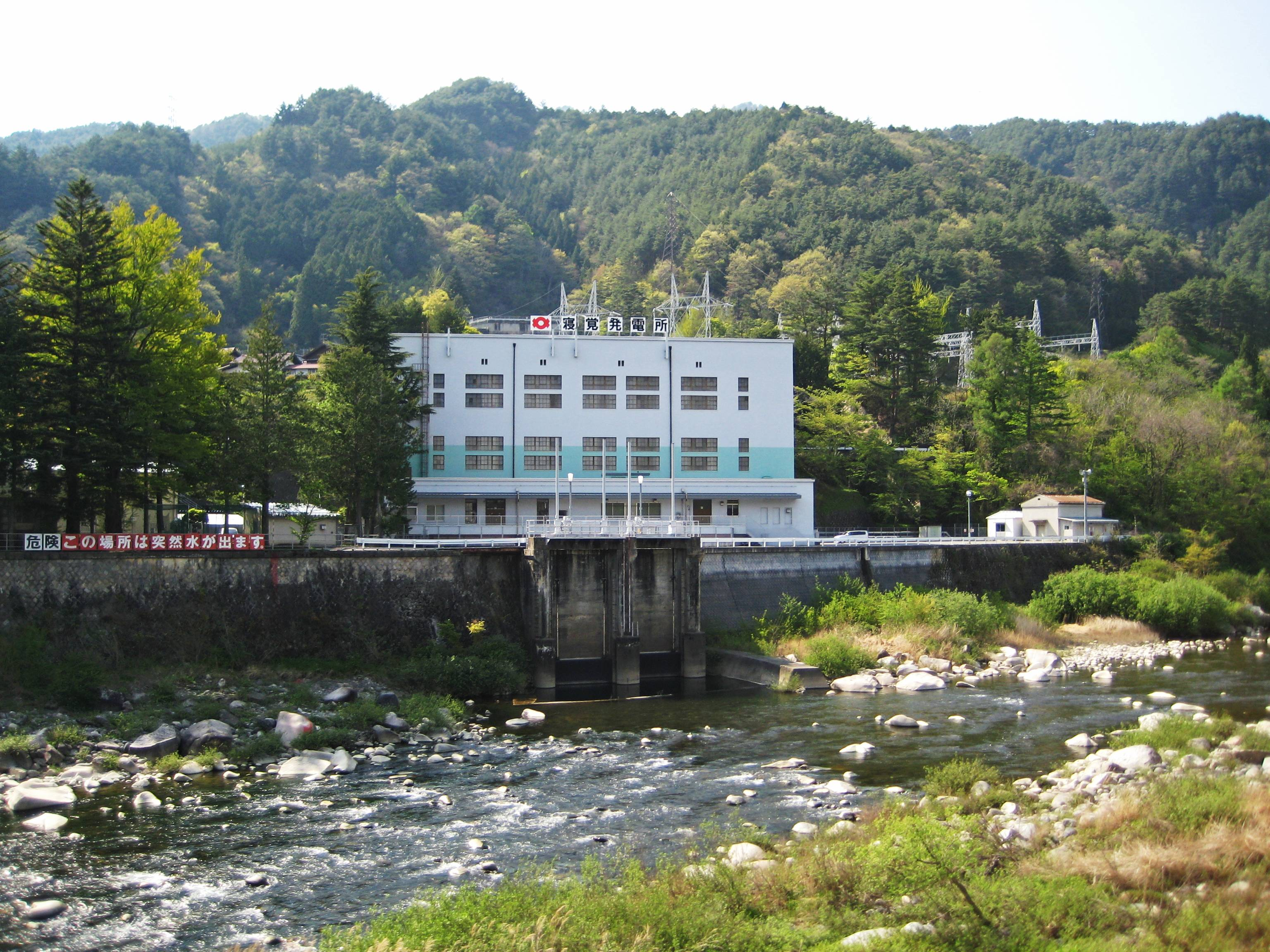
寝覚発電所

名古屋電灯時代の1917年（大正6年）に水利権許可を受けた「大桑第一水力」は、実際の開発にあたっては3分割され、これまで須原、桃山と開発が進んできたが、残る寝覚水力だけは開発が延期されていた。同地点で1936年9月に着工、1938年（昭和13年）9月に完成したのが寝覚発電所である。
所在地は長野県西筑摩郡上松町。元々は1万kW程度の発電所の予定であったが、木曽川のほか王滝川と小川からも取水するように設計を改め、出力は3万2,600kWとなった。ここでも使用水量増加のため、1939年3月に出力が3万5,000kWに増強されている。基本的に東京方面への送電にあてるが、余剰分を関西方面へも送電し得るようにするため、設備は50ヘルツ・60ヘルツ双方の周波数に対応する設計とされた。水車・発電機各2台と変圧器はすべて日立製作所製である。
また寝覚発電所の建設に伴い、須原変電所より寝覚発電所を経て東京送電線の松島開閉所へ至る154kV送電線が1937年に完成し、木曽川筋と東京方面が直接154kV送電線で繋がった。

#### 三浦貯水池
渇水期の水力発電所は水量の減少から発電力も減退するため、これを補うために火力発電設備を必要とした。しかし上流部に貯水池を設けて豊水期に余水などを貯留して、渇水時にこれを適宜放水できれば、下流発電所では発電力の減退を免れ得る。こうした考えから、木曽川支流王滝川に計画されたのが三浦貯水池（三浦ダム）である。場所は長野県西筑摩郡王滝村で、御嶽山の西南麓に位置する。湛水面積2.79平方キロメートル、有効貯水量5574万9千立方メートルを擁し、渇水期に貯水池から放水することで下流の既設発電所では合計5万5,000kWの発電力増加が見込まれた。
1936年9月に着工。しかし大同電力時代には完成に至らず、日本発送電に引き継がれて1943年（昭和18年）10月に竣工した。

#### 今渡発電所

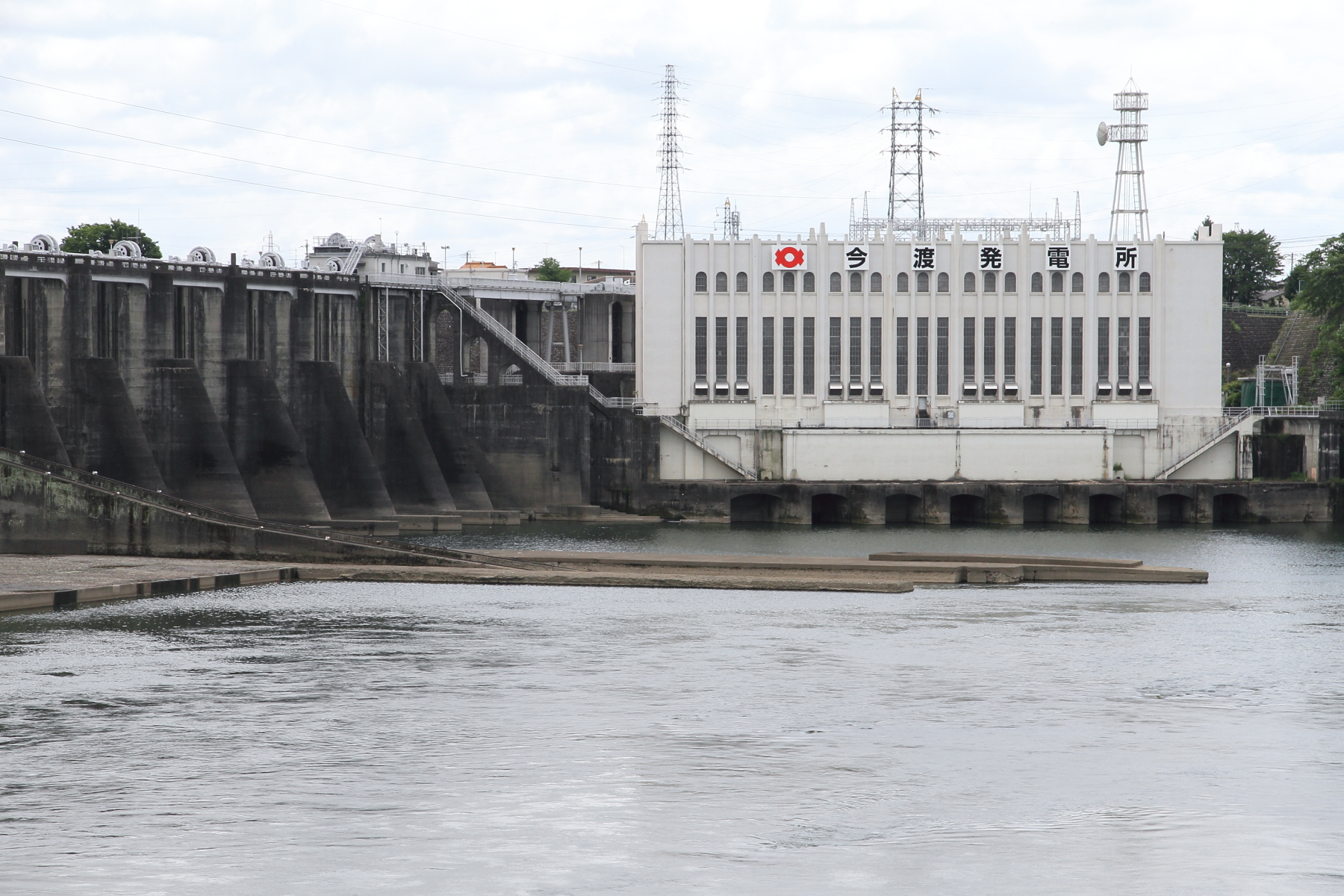
今渡発電所

木曽川最下流の「今渡水力」は1920年3月に許可を受けた地点の一つであり、ここも水路式発電所の計画であったが、上流地点との関係上ダム式に変更の上2地点に分割された。
この地点の開発にあたって付加されたものが「逆調整池」の機能である。逆調整池がない場合、ダム式発電所で河水を発電に用いると、発電量に応じた放水となってしまう。そのためダム式の大井発電所が完成すると、木曽川下流域にある用水組合が取水に支障を来たすと主張し、大同電力との間に紛議を起こしていた。大同はこの対策として、自然の流水に還流して下流へと放流すべく逆調整池式発電所の建設に踏み切り、木曽川・飛騨川合流点の上流側への設置を計画。同じころ飛騨川を開発していた東邦電力でも木曽川合流点の上流側での逆調整池式発電所を計画しており、両社の協議の結果2つの計画を合同して、合流点直下にダムを建設して逆調整池式発電所たる今渡発電所を建設することになった。
大同電力からは「今渡水力」を2分割したうちの下流側「今渡第2水力」の水利権が提供された。1935年7月、開発主体の愛岐水力株式会社が発足。今渡発電所は1936年6月同社によって着工され、1939年3月に竣工した。

#### 笹戸発電所
前述の通り矢作川の発電所は串原発電所を除き傍系会社尾三電力に関係している。同社は元々大同電力とは無関係に計画されていたが、設立前に大同電力関係者が参画して大同の傍系会社として1921年（大正10年）7月に会社設立をみた。水利権を獲得した3地点のうち旭発電所・時瀬発電所を相次いで開発するが、これら第一期工事の終了と経営面での親会社依存のため1928年9月末をもって大同電力へ吸収された。
尾三電力時代には開発に至らなかった矢作川の「笹戸水力」は、笹戸発電所として大同電力が1934年12月に着工し、翌1935年12月に竣工させた。所在地は愛知県東加茂郡旭村（現・豊田市）。発電所出力は9,000kWで、日立製作所製の水車・発電機各1台を備えた。

### 未開発水利権

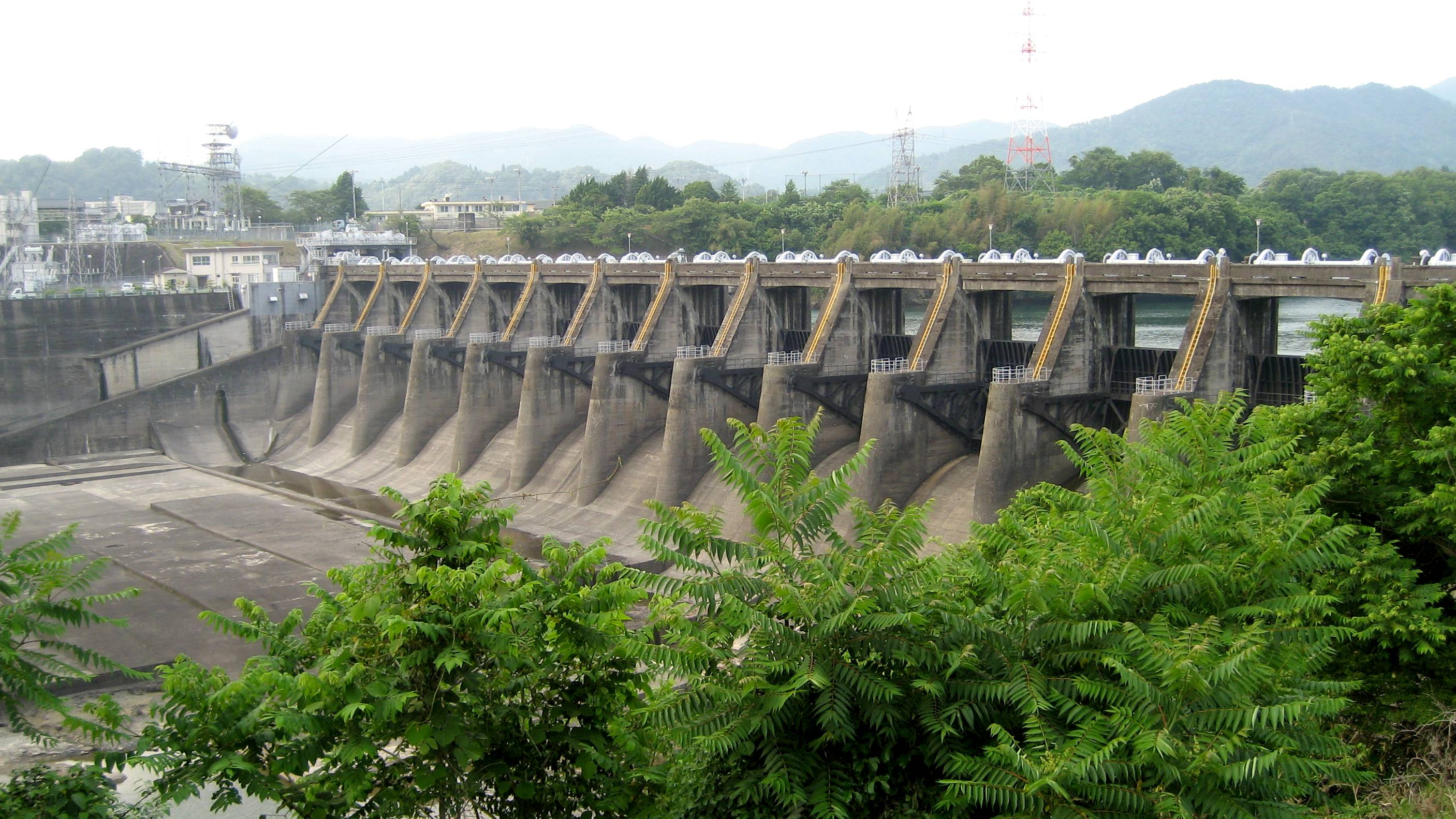
兼山ダム

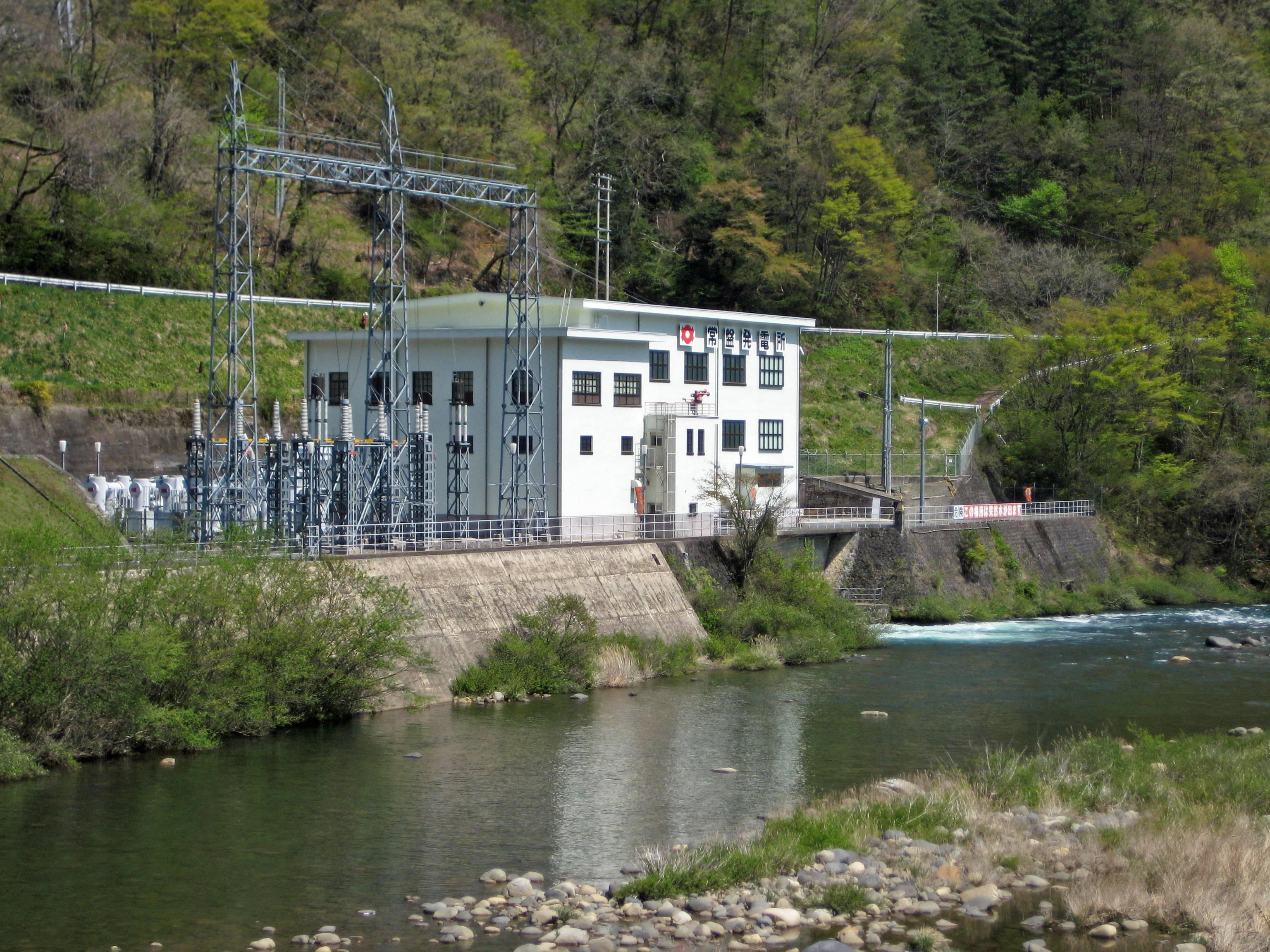
常盤発電所

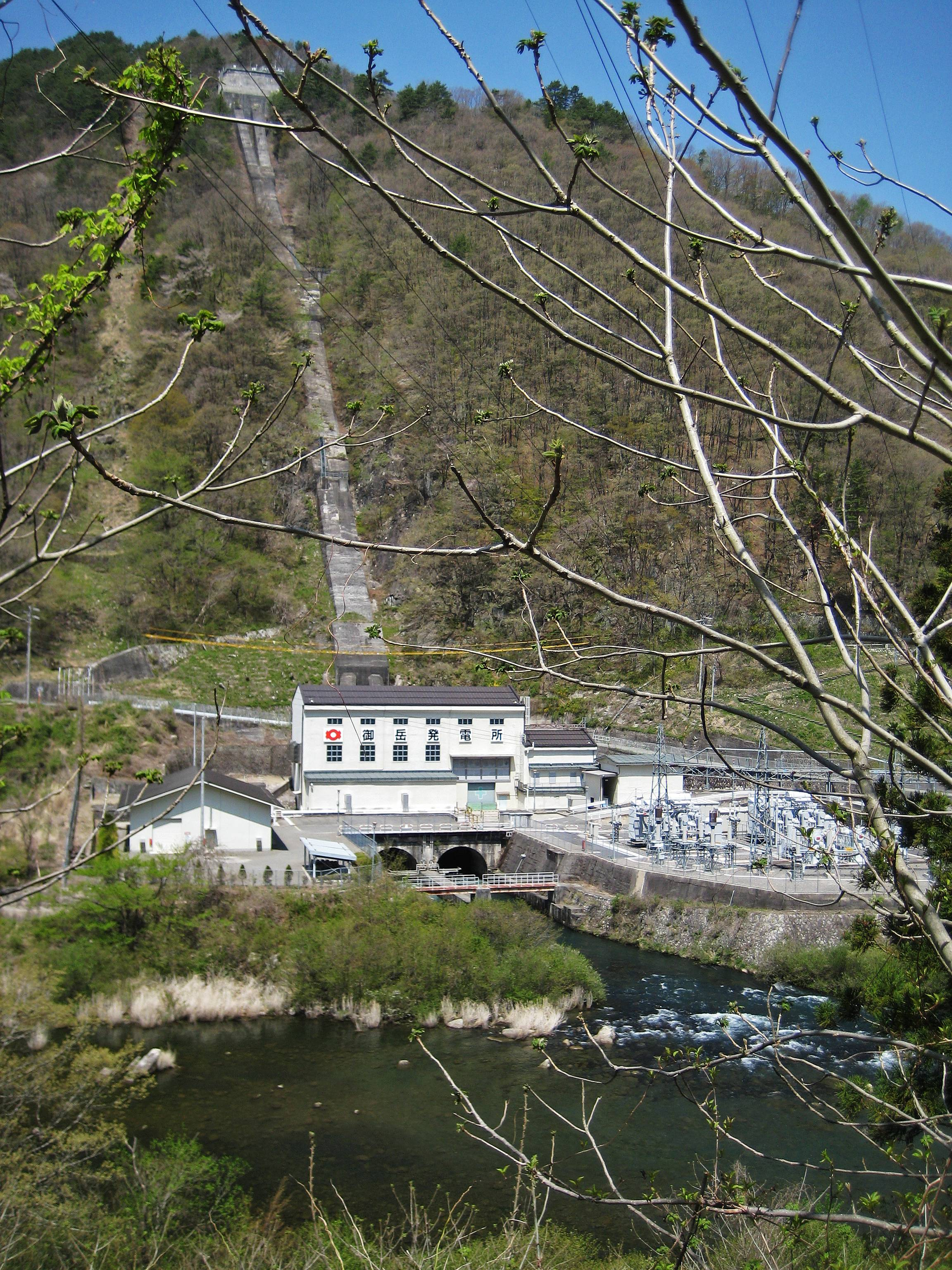
御岳発電所

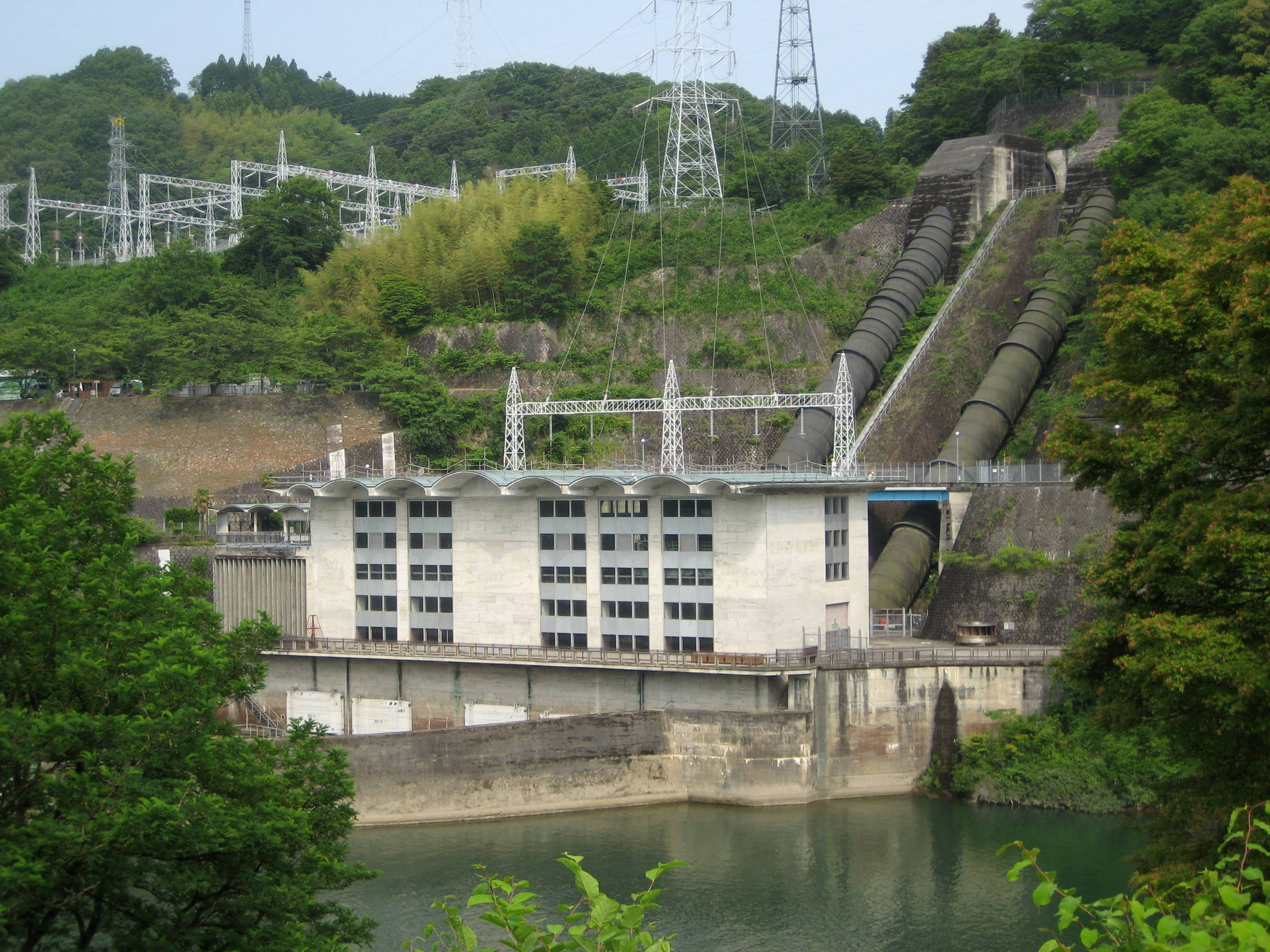
丸山発電所

大同電力が保有していたが開発に至らず未完成のまま1939年の会社解散を迎えた水利権許可地点は、三浦貯水池を除くと以下の7地点である。
- 木曽川本流
  - 坂下水力
  - 二股第一水力
  - 二股第二水力
  - 丸山水力
  - 兼山水力
- 木曽川支流王滝川・西野川
  - 御岳（御嶽）水力
  - 常盤水力

未開発地点は大同解散の後、計画を継承した日本発送電や同社の後身関西電力（1951年発足）の手により発電所が建設された。
兼山発電所
木曽電気興業時代の1920年3月に許可を受けた「錦津水力」は、水路式からダム式発電所に計画変更の上1927年（昭和2年）12月に「二股第一・第二水力」「丸山水力」「錦織水力」の3つに分割された。このうち錦織水力に、上記今渡水力を二分したうちの上流側「今渡第一水力」を統合したのが「兼山水力」である。
日本発送電移管後1939年5月に着工、1943年（昭和18年）に8月送電を開始して翌年3月に竣工した。出力は2万4,800kW。
常盤発電所
1925年許可の「王滝川第一水力」は、下流部の一部が寝覚水力に吸収されて開発、残りは「常盤水力」に改称して水路式からダム水路式発電所となった。日本発送電により1939年6月着工、送電開始は1941年（昭和16年）7月、竣工は翌年である。出力は1万4,600kW。
御岳発電所
1925年許可の「王滝川第二水力」と「西野川水力」を統合して生じたのが「御岳（御嶽）水力」である。1943年に工事認可を受け、1945年（昭和20年）6月に送電を開始、1949年（昭和24年）に竣工した。出力は6万6,000kW。
丸山発電所
錦津水力を分割して生じた「二股第一・第二水力」および「丸山水力」は、途中に介在する八百津発電所（東邦電力に帰属）が開発の支障となっており、開発が延期されていた。その後1938年になって八百津発電所を買収した上で丸山・二股3地点を統合して大規模ダム式発電所を建設するという計画を立案。この計画が日本発送電へと継承され、1943年12月丸山発電所の着工に至った。
太平洋戦争終戦前後の工事中断と日本発送電から関西電力へと移行を挟んで、1954年（昭和29年）4月に運転を開始した。出力は12万5,000kW。
山口発電所
賤母水力と落合水力の途中に残った「坂下水力」は関西電力発足後に開発計画が見直され、賤母発電所の再開発を兼ねて1955年（昭和30年）12月に着工、1957年（昭和32年）12月に山口発電所として運転開始に至った。

### 主要設備一覧
以下、大同電力が所有した主要電力設備を一覧表として纏める。

#### 水力発電所
大同電力の発電所のうち水力発電所は下表の通りである。発電所名、発電所出力（最終的な出力に限り、推移は省略）、所在地・河川名、運転開始年月をそれぞれ記した。自社で建設したものが大部分であるが、合併により木曽電気興業（旧・木曽電気製鉄）・日本水力（旧・北陸電化）・尾三電力・千早川水力電気より継承したものもある。1939年の解散後はすべて日本発送電へと継承され、1951年（昭和26年）の電気事業再編成に際しては関西電力・中部電力・北陸電力の3社へと分割して引き継がれている。
| 発電所名               | 出力 （kW）          | 所在地                   | 所在地                                 | 河川名               | 運転開始                    | 再編成後帰属         |
| 木曽川水系水力発電所   | 木曽川水系水力発電所 | 木曽川水系水力発電所     | 木曽川水系水力発電所                   | 木曽川水系水力発電所 | 木曽川水系水力発電所        | 木曽川水系水力発電所 |
| ---------------------- | -------------------- | ------------------------ | -------------------------------------- | -------------------- | --------------------------- | -------------------- |
| 寝覚                   | 35,000               | 長野県西筑摩郡上松町小川 | 北緯35度46分50.5秒 東経137度41分23.5秒 | 木曽川 王滝川 小川   | 1938年9月                   | 関西電力             |
| 桃山                   | 24,600               | 長野県西筑摩郡上松町萩原 | 北緯35度43分22.0秒 東経137度42分41.5秒 | 木曽川               | 1923年11月                  | 関西電力             |
| 須原                   | 10,000               | 長野県西筑摩郡大桑村殿   | 北緯35度41分48.3秒 東経137度40分54.4秒 | 木曽川               | 1922年7月                   | 関西電力             |
| 大桑                   | 12,100               | 長野県西筑摩郡大桑村野尻 | 北緯35度40分53.5秒 東経137度38分32.0秒 | 木曽川 殿小川 伊那川 | 1921年8月                   | 関西電力             |
| 読書                   | 42,100               | 長野県西筑摩郡読書村     | 北緯35度35分16.9秒 東経137度35分31.2秒 | 木曽川 阿寺川 柿其川 | 1923年12月                  | 関西電力             |
| 賤母                   | 16,300               | 長野県西筑摩郡山口村     | 北緯35度34分53.0秒 東経137度32分9.0秒  | 木曽川               | 1919年7月 （木曽電気製鉄）  | 関西電力             |
| 落合                   | 14,700               | 岐阜県恵那郡落合村       | 北緯35度31分13.6秒 東経137度31分18.5秒 | 木曽川               | 1926年11月                  | 関西電力             |
| 大井                   | 48,000               | 岐阜県恵那郡蛭川村       | 北緯35度28分55.0秒 東経137度23分37.5秒 | 木曽川               | 1924年12月                  | 関西電力             |
| 笠置                   | 40,500               | 岐阜県加茂郡飯地村       | 北緯35度27分34.0秒 東経137度17分36.0秒 | 木曽川               | 1936年11月                  | 関西電力             |
| 矢作川水系水力発電所   |                      |                          |                                        |                      |                             |                      |
| 串原                   | 6,240                | 岐阜県恵那郡串原村       | 北緯35度13分42.0秒 東経137度25分32.5秒 | 矢作川               | 1920年12月 （木曽電気興業） | 中部電力             |
| 時瀬                   | 6,200                | 愛知県東加茂郡旭村時瀬   | 北緯35度14分19.1秒 東経137度22分33.4秒 | 矢作川               | 1923年1月 （尾三電力）      | 中部電力             |
| 笹戸                   | 9,000                | 愛知県東加茂郡旭村笹戸   | 北緯35度13分4.3秒 東経137度19分17.2秒  | 矢作川               | 1935年12月                  | 中部電力             |
| 旭                     | 1,200                | 愛知県東加茂郡旭村牛地   | 北緯35度13分21.0秒 東経137度25分54.0秒 | 段戸川               | 1922年6月 （尾三電力）      | 中部電力             |
| 九頭竜川水系水力発電所 |                      |                          |                                        |                      |                             |                      |
| 西勝原                 | 7,200                | 福井県大野郡五箇村西勝原 | 北緯35度58分0.0秒 東経136度35分13.5秒  | 九頭竜川             | 1919年6月 （北陸電化）      | 北陸電力             |
| 大和川水系             |                      |                          |                                        |                      |                             |                      |
| 千早第一               | 110                  | 大阪府南河内郡千早村     |                                        | 千早川               | （千早川水電）              | 関西電力             |
| 千早第二               | 100                  | 大阪府南河内郡千早村     |                                        | 千早川               | （千早川水電）              | 関西電力             |
| 滝畑第一               | 120                  | 大阪府南河内郡高向村     |                                        | 滝畑川               | （千早川水電）              | 関西電力             |
| 滝畑第二               | 82                   | 大阪府南河内郡高向村     |                                        | 滝畑川               | （千早川水電）              | 関西電力             |

補遺
- 串原発電所は、1968年（昭和43年）9月廃止[23]。
- 旭発電所は、（中部電力）和戸発電所に改称した後、1968年9月に廃止[23]。
- 西勝原発電所は、（北陸電力）西勝原第二発電所に改称[22]。
- 千早・滝畑の発電所4か所は、日本発送電から関西配電を経て関西電力に継承。滝畑第一・第二発電所は1961年（昭和36年）11月、千早第一・第二発電所は1966年（昭和41年）4月にそれぞれ廃止[71][21]。

#### 火力発電所
大同電力の発電所のうち火力発電所は下表の通りである。発電所名、発電所出力、所在地、運転開始年月をそれぞれ記した。4か所のうち自社建設は1か所のみで、残りは大阪電灯からの継承である。解散後はすべて日本発送電へと継承されたが、2か所はその後廃止され、「電気事業再編成」により関西電力に帰属した2か所も追って廃止されている。
| 発電所名   | 出力 （kW）    | 所在地                       | 所在地                                 | 運転開始               | 出力の変更     | 廃止                    |
| ---------- | -------------- | ---------------------------- | -------------------------------------- | ---------------------- | -------------- | ----------------------- |
| 安治川     | 18,000         | 大阪市此花区 安治川上通2丁目 | 北緯34度40分58.0秒 東経135度28分29.3秒 | 1914年4月 （大阪電灯） |                | 1944年                  |
| 春日出第一 | 30,000 →50,000 | 大阪市此花区六軒家町         | 北緯34度40分35.0秒 東経135度27分25.0秒 | 1919年4月 （大阪電灯） | 1937年12月増設 | 1951年12月 （関西電力） |
| 春日出第二 | 40,000 →65,000 | 大阪市此花区 安治川通3丁目   | 北緯34度40分40.0秒 東経135度27分35.0秒 | 1922年9月 （大阪電灯） | 1938年1月増設  | 1957年12月 （関西電力） |
| 毛馬       | 12,500         | 大阪市旭区友渕町             | 北緯34度43分7.5秒 東経135度31分12.0秒  | 1922年10月             |                | 1944年1月               |

補遺
- 安治川発電所は、1942年（昭和17年）4月に旧大阪市営安治川発電所と統合されたが、旧大同分のみ1944年に廃止[71]。

### 備考：受電について
1939年4月1日時点において、水力発電27万3,552kW・火力発電14万5,500kWの自社発電力に対し、受電電力は31万5,630kWに達していた。受電の内訳は以下の通りである。
- 関西共同火力発電 ： 128,500kW
- 昭和電力 ： 56,610kW
- 矢作水力 ： 39,020kW
- 神岡水電 ： 28,320kW
- 中央電気 ： 20,000kW - 50Hz電源。大谷・鳥坂両発電所（新潟県）より受電[49]。
- 長野電気 ： 15,000kW - 50Hz電源。平穏発電所（長野県）より受電[49]。
- 木曽発電 ： 14,200kW
- 東邦電力 ： 10,700kW
- 木曽川電力 ： 2,400kW
- 中部合同電気 ： 880kW（旧・木曽電気）

## 供給
以下、大同電力の供給実績について記述する。

### 供給の概要
はじめに、大同電力解散直前の1939年（昭和14年）4月1日時点における事業者別の電力供給kW数および電灯取付個数を以下に記し、供給の概要として示すこととする。
| 需要家名          | 需要家名             | 供給数                      | 備考                                                    |
| ----------------- | -------------------- | --------------------------- | ------------------------------------------------------- |
| 京阪方面          | 宇治川電気           | 121,800kW                   |                                                         |
| 京阪方面          | 大阪市               | 86,000kW                    |                                                         |
| 京阪方面          | 京都電灯             | 33,000kW                    | うち10,000kWは関西共同火力発電供給分                    |
| 京阪方面          | 京阪電気鉄道         | 13,000kW                    |                                                         |
| 京阪方面          | 南海鉄道             | 11,000kW                    |                                                         |
| 京阪方面          | 東邦電力奈良支店     | 10,000kW                    |                                                         |
| 京阪方面          | 阪神電気鉄道         | 7,000kW                     |                                                         |
| 京阪方面          | 鉄道省               | 6,000kW                     | 東海道本線京都 - 吹田間と城東線・片町線の所要電力を供給 |
| 京阪方面          | 大阪電気軌道         | 2,000kW                     |                                                         |
| 京阪方面          | 一般供給             | 電力75,792kW 電灯377,942灯  |                                                         |
| 京阪方面          | 京阪方面小計         | 電力365,592kW 電灯377,942灯 |                                                         |
| 東京方面          | 東京電灯             | 85,000kW                    |                                                         |
| 北陸方面          | 大同化学工業         | 19,400kW                    |                                                         |
| 北陸方面          | 京都電灯福井支社     | 12,000kW                    | うち9,000kWは関西共同火力発電供給分                     |
| 北陸方面          | 越前電気             | 6,400kW                     |                                                         |
| 北陸方面          | その他               | 288kW                       |                                                         |
| 北陸方面          | 北陸方面小計         | 38,088kW                    |                                                         |
| 名古屋・ 木曽方面 | 東邦電力             | 28,000kW                    |                                                         |
| 名古屋・ 木曽方面 | 中央電気             | 1,500kW                     |                                                         |
| 名古屋・ 木曽方面 | 木曽川電力           | 1,500kW                     |                                                         |
| 名古屋・ 木曽方面 | 中部合同電気         | 1,200kW                     |                                                         |
| 名古屋・ 木曽方面 | 土岐郡電気事業組合   | 1,000kW                     |                                                         |
| 名古屋・ 木曽方面 | その他               | 1,672kW                     |                                                         |
| 名古屋・ 木曽方面 | 一般供給             | 電灯5,423灯                 |                                                         |
| 名古屋・ 木曽方面 | 名古屋・木曽方面小計 | 電力34,872kW 電灯5,423灯    |                                                         |
| 合計              | 合計                 | 電力523,552kW 電灯383,365灯 |                                                         |

このように末期の時点では、電力供給について見ると総供給電力52万kW余りのうち、70%を京阪方面へ、16%を東京方面へ、7%を北陸方面へ、残りを名古屋方面および木曽方面へとそれぞれ振り向けていた。供給先の大部分は電気事業者であり、一般電力供給（直接供給とも、一般需要家への小売りを指す）は全体の14%を占めるに過ぎない。一般電灯供給も比率が小さく、kWhベースの供給電力量で見ると、1938年度では全供給量に対して電灯供給量が占める割合は0.2%である。以上のように大同電力は、電気事業者への供給（卸売り）を主体に若干の小売りを手がける電力卸売り会社であった、といえる。
上記の供給先の中で、3万kW以上を供給する事業者は、五大電力のうち宇治川電気・東京電灯・東邦電力の3社に市営事業を経営する大阪市を加えた計4事業者である。これらの「四大卸売先」への供給は、1929年（昭和4年）上期末（5月末）の時点にさかのぼると総供給電力31万kW余りのうち7割以上を占めていた。
- なお、以下で詳述する電気事業者間の供給契約は最低料金制に基づくものである。需要者側の消費キロワット時 (kWh) を基準とする従量制の料金制度ではあるが、実際の消費量が契約キロワット (kW) 高の一定割合（「責任負荷率」という）で区切られた最低使用量を超えなくともその分の料金を支払う必要があった。1kWhあたりの単価を8,760（24時間×365日）および責任負荷率で乗ずるとkWあたりの年間最低料金に換算できる[75]。

### 1920年代の供給実績と需要家獲得の経緯
大同電力発足当初の1921年（大正10年）上期の時点にさかのぼると、木曽電気興業から引き継いだ賤母・串原両発電所（出力計1万8,600kW）より名古屋・木曽方面に、日本水力から引き継いだ西勝原発電所（出力7,200kW）より北陸方面にそれぞれ電力を供給しているに過ぎなかった。しかし1922年（大正11年）に京阪、1924年（大正13年）に東京方面への送電を開始するなど相次いで需要家を獲得し、毎年4万kW以上の供給を積み増して1926年（大正15年）下期末の電力供給は約24万kWに達した。
大同電力が武器としたのは低い供給コストであった。発足当初からの相次ぐ設備投資により、1925年の発電所出力は水力15万4,800kW・火力10万500kWの合計25万5,300kWに及んでおり、短期間のうちに東京電灯に次ぐ発電力を持つ電力会社へと発展していた。これらの大容量発電所をもってする大量発電と大量送電は、大同電力の生産性を既存の企業よりも高いものとし、1kWhあたり1銭強という低コストを可能にさせた。主な販売目標とされた京阪方面においては、電力不足に加えて第一次世界大戦以来の石炭価格高騰で火力発電のコストが高騰していたことから、これも大同電力には追い風となった。
如上の経緯をたどって拡大した1920年代の電力供給のうち、四大卸売先への供給動向について以下に詳述していく。

#### 東邦電力

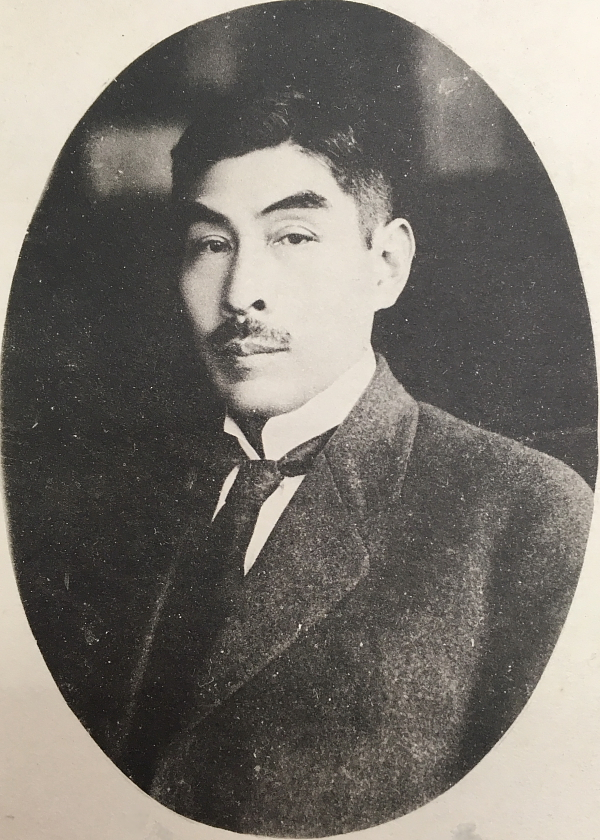
東邦電力を率いた松永安左エ門
（大同電力取締役就任、1922 - 1936年）

四大卸売先のうち最初の供給先は名古屋方面の東邦電力である。
この東邦電力というのは、木曽電気製鉄（木曽電気興業）の母体にあたる名古屋電灯が、数度の再編を経て姿を変えたものである。すなわち、名古屋電灯が1921年10月に奈良県の関西水力電気と合併して関西電気となり、さらに九州地方の九州電灯鉄道を統合した上で、1922年6月に社名を変更して生じた電力会社であった。社長は名古屋電灯時代から福澤桃介で、副社長に下出民義が就いていたが、再編の途中1921年12月に辞任、後任社長は九州電灯鉄道から伊丹弥太郎が入り、同社常務取締役の松永安左エ門が副社長に就任した。
大同電力と東邦電力の供給関係は木曽電気製鉄設立時に遡る。このとき木曽電気製鉄は名古屋電灯との間に、優先的に電力を供給するという契約を締結していた。この契約は大同電力発足後も引き継がれ、大同電力の工事進捗に伴い名古屋電灯（東邦電力）への供給は順次増加し、最大3万3,000kWに達した。だが1924年2月、新たな供給契約が締結され、東邦電力への供給は2万8,000kW（料金は1kWhあたり2銭）に減量されることとなった。減量の背景には、東邦電力が日本電力との間に別途大量の電力購入契約を締結したことがあった。
東邦電力への供給は上記の他にも同社奈良支店に対するものがあり、1923年（大正12年）より1,000kWの供給を開始し、1929年までに8,000kWに増量していた。また大同大井発電所の竣工により、その流量調整が下流にあった東邦八百津発電所の運転に影響を与えることになるため、1925年（大正14年）以降八百津発電所の出力1万800kWすべてを一括して買い取ることとなった。

#### 大阪市（付：大阪電灯からの事業買収）

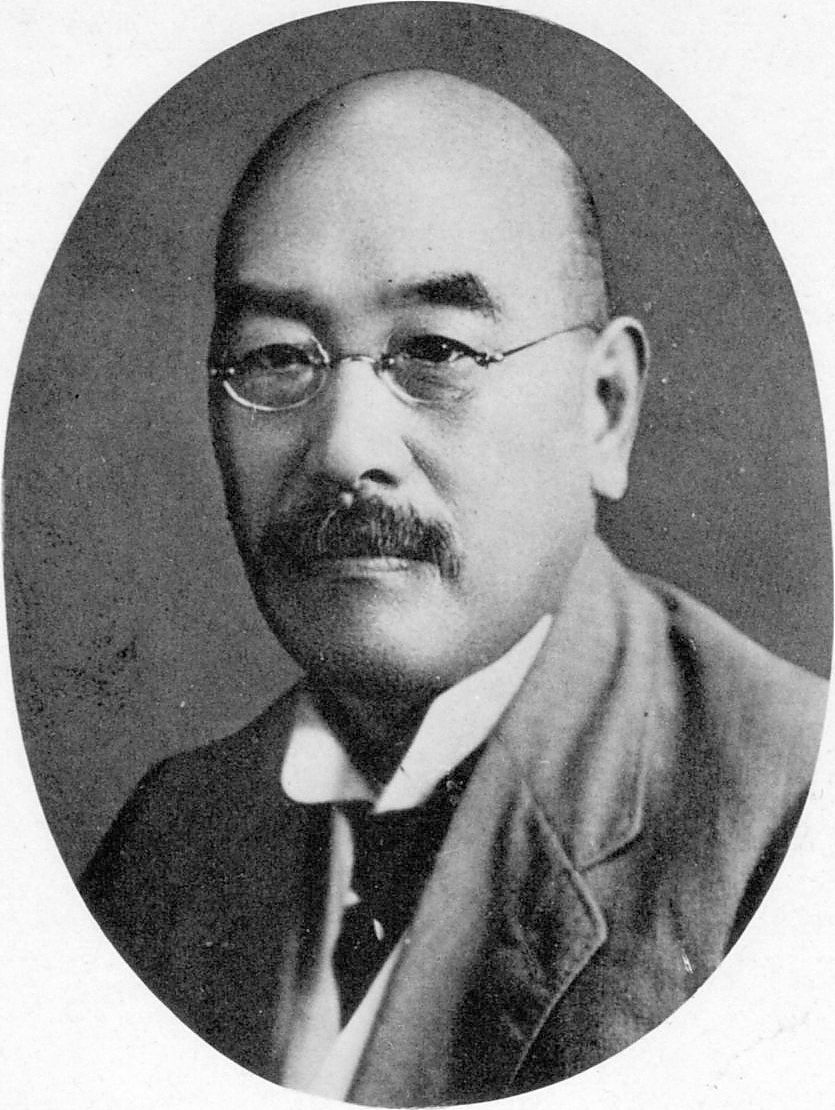
大阪電灯社長宮崎敬介
（大同電力副社長就任、1920 - 1928年）

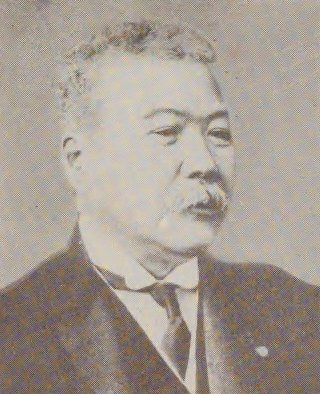
電灯市営化時の大阪市長池上四郎

1922年、大阪送電線が部分的に完成し京阪方面への送電が開始された。発足の経緯に記述した通り、前身会社のうち旧大阪送電は京阪電気鉄道・京都市・大阪市の3事業者、旧日本水力は大阪電灯と京都電灯の2事業者を供給先として確保していたが、このうち最初の供給先は大阪電灯と京阪電気鉄道の2つで、同年7月より大阪電灯へ7,000kW、京阪電気鉄道へ3,000kWの電力供給が始まった。京都電灯への供給は翌1923年（大正12年）3月に開始され、大阪市への供給も同年10月に始まったが、残る京都市への供給は実現していない。
初期の京阪方面における供給先のうち、大阪市営事業は1911年1月の開業である。この段階では、市営路面電車（大阪市電）の電源である市営火力発電所の余剰電力を活用した、市電沿線地域を対象とする電力供給事業であった。規模が限られたのは大阪電灯との間に締結していた報償契約に基づき同社に市内電灯供給の独占を認めていたことによる。一方の大阪電灯は1889年（明治22年）に開業した大阪最古の電力会社である。1919年末の段階では大阪市・堺市とその周辺にあたる西成・東成・中河内・南河内・泉北各郡の町村を電灯電力供給区域としていた。
大同電力との間の供給契約が先に成立したのは大阪電灯側で、当時の日本水力を相手に1919年11月締結された。大阪電灯の所要電力は原則日本水力がすべて供給するという内容の簡単な契約で、これを引き継いだ大同電力が上記の通り1922年7月より供給を始めた。このころ大阪市と大阪電灯の間では事業の市営化交渉が本格化していた。大阪市の事業構想では、市営化後の電源を大同電力に限らず複数社から購入する意向であったが、大同電力が大阪電灯との間で同社が事業を他へ譲渡する場合は大同との供給契約もあわせて引き継がせるという旨の覚書を交わし、さらに旧日本水力の山本条太郎ら会社首脳陣を市当局と交渉させた結果、市は当初方針を覆して大量の電力を大同電力から購入することになった。市・大阪電灯・大同電力協議の結果、1923年6月、大阪電灯から大同電力に継承されることを前提に、大阪市と大阪電灯の間に詳細な電力供給契約が締結された。契約の概要は以下の通り。
- 1923年10月より大阪電灯（＝大同電力）は大阪市に対して最大2万kWの電力を供給する。その後供給を順次増加し最終的に1928年4月以降は定時・不定時計6万kWを供給する。ただし実際の供給は最大2割まで削減可。
- 1kWhあたりの料金は、定時電力分は2銭3厘、不定時分は2銭。
- 責任負荷率は70%。
- 契約期間は向こう15年間とする。

なお大同電力と大阪市の間には、1920年3月に旧大阪送電との間で成立した供給契約も存在していた。この契約も1923年9月に改定され、同年10月から5,000kWを供給しその後さらに5,000kWを増量する内容となり、料金などの条件は上記6万kWの契約と同様のものとなった。翌10月1日、大阪電灯の事業のうち大阪市内と西成・東成両郡における電灯供給と一般電力供給を大阪市が引き継ぎ、電灯市営化が実現する。そして契約に沿って大同電力から大阪市に対する電力供給が同時に開始された。実際の供給高は契約より2割減であり、契約上は最大2万5,000kWの供給高であったが実際には2万kWで供給を開始。以後供給高は順次増加して1928年（昭和3年）4月に5万kWとなり、同年12月以降は5万4,000kWとなった。
大阪市による電灯市営化と同時に、市営化の対象外となった大阪電灯の事業については一括して大同電力が引き取った。3か所の火力発電所（安治川東・春日出第一・春日出第二）を含む大同電力取得財産の評価額は2999万9961円と決定され、大同電力では1290万円分の自社株式と1290万円分の年利率7.5%自社社債、それに現金407万9961円にて決済した。このうち株式交付については、手続きの便宜上、大阪電灯が春日出第二発電所の財産（計1296万円）を分離出資して新会社「大阪電気株式会社」を新設し、この新会社を大同電力が吸収合併するという方針が採られている。大阪電灯からの残余事業買収に伴い、市営化範囲外であった電鉄会社3社（南海鉄道・阪神電気鉄道・大阪電気軌道）への電力供給も大同電力に切り替えられている。

#### 宇治川電気

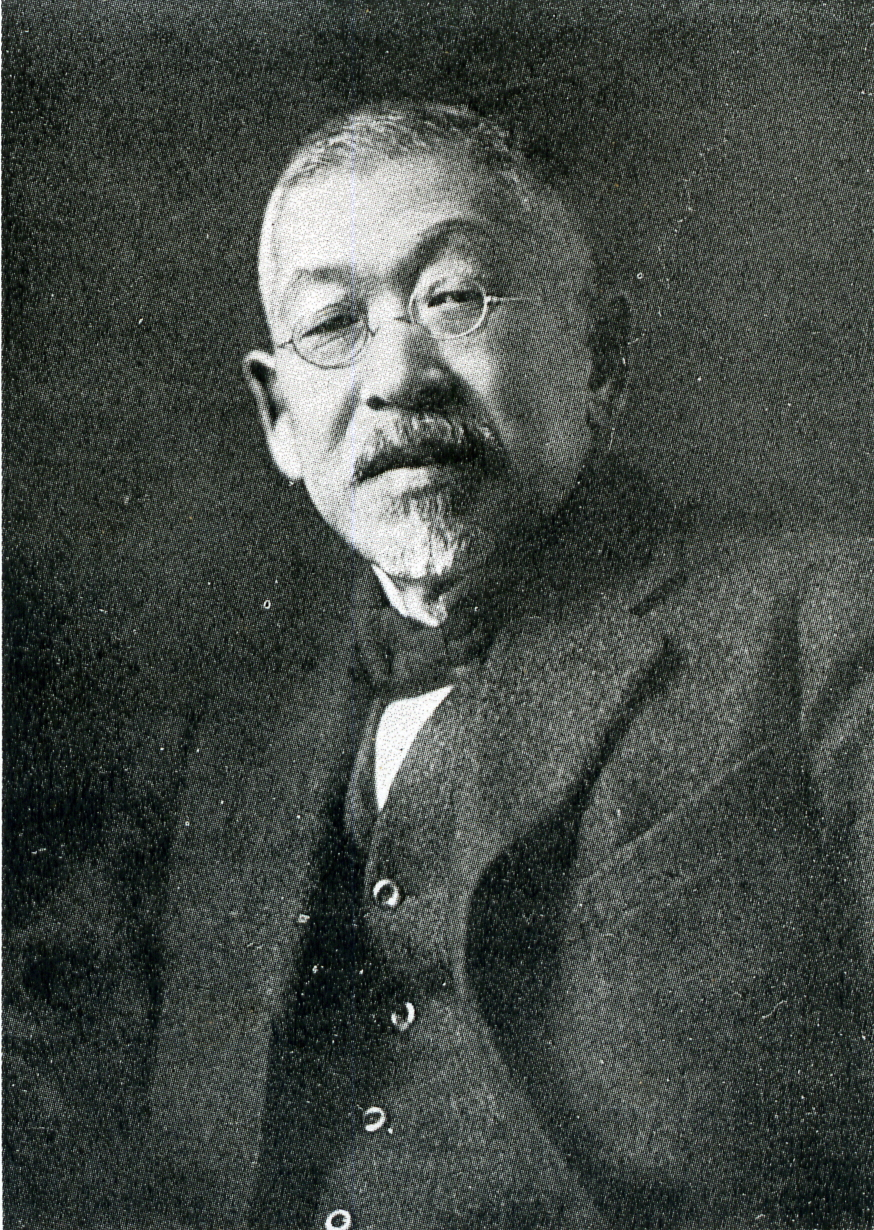
宇治川電気初代社長中橋徳五郎

大同電力最大の供給先は宇治川電気であった。同社との関係は、大阪送電線完成直後の1924年2月に電力供給契約を締結したことに始まる。この宇治川電気は京都府内での淀川（宇治川）開発を目的に1906年に設立された新興の電力会社で、1913年の開業以来、大阪市内での一般電力供給と大阪電灯など他の事業者への電力供給を事業の柱としていた。加えて1920年代に入ると合併路線を採り、滋賀・奈良・和歌山3県の電力会社を吸収し兵庫県神戸市の電力供給区域も獲得している。
宇治川電気との電力供給契約締結に先立つ1922年9月、大同電力は一般供給の拡大を目的に、大阪府の中部から南部にかけての地域を供給区域とする一般電力供給権を獲得した（#一般供給の推移参照）。このうち大阪市・堺市とその周辺の郡部は、従来から宇治川電気の電力供給区域であり、両社の供給区域が重なることとなった。これら重複供給権の設定を宇治川電気側は事業経営上の脅威になると捉え、競合回避と引き換えに大同から大量の電力供給を受ける道を選択した。
1924年に締結された供給契約は、以下の内容からなる、10年を期限とする長期契約であった。
- 宇治川電気は大同電力から、初年は2万kWの電力を受電する。以降毎年2万kW、4年目からは1万5,000kWを増加していき、最終的には年間15万kWを受電する。
- 上記定時電力の他にも、冬季には不定時電力を2万kW、4年目以降は1万5,000kW追加受電する。
- 料金は1kWhあたり定時分は2銭4厘5毛（実際には2銭3厘3毛に減額）、不定時分は2銭1厘5毛とする。
- 責任負荷率は60%。

この電力供給契約に附帯して、京阪神地方において大同電力は一部事業者向けを除いて供給を自制する、という市場分割協定が両社の間で交わされた。供給は1924年4月に開始。実際の供給は契約高より若干縮小されて1万9,100kWの供給で始まり、3年目までこれを毎年増量、4年目の1927年（昭和2年）からは1万5,000kWの増量となったものの翌年から1割減の1万3,500kWに抑えられたため、1929年時点での供給電力は9万9,300kWである。
なお大同電力から宇治川電気への電力供給開始の余波で、宇治川電気と日本電力の間で深刻な対立が生じた。日本電力は宇治川電気にとって姉妹会社であり6万kWの受電契約を結んでいたが、大同電力に割り込まれ日本電力からの受電維持が困難となったのが対立の原因である。宇治川電気という供給先を失った日本電力は名古屋進出を図り、東邦電力が妥協を余儀なくされたことから、大同社長の福澤桃介は後年、大阪進出は明らかに失敗で、大同・東邦が結びついていた方が事業としては発展しただろう、と回想している。

#### 東京電灯

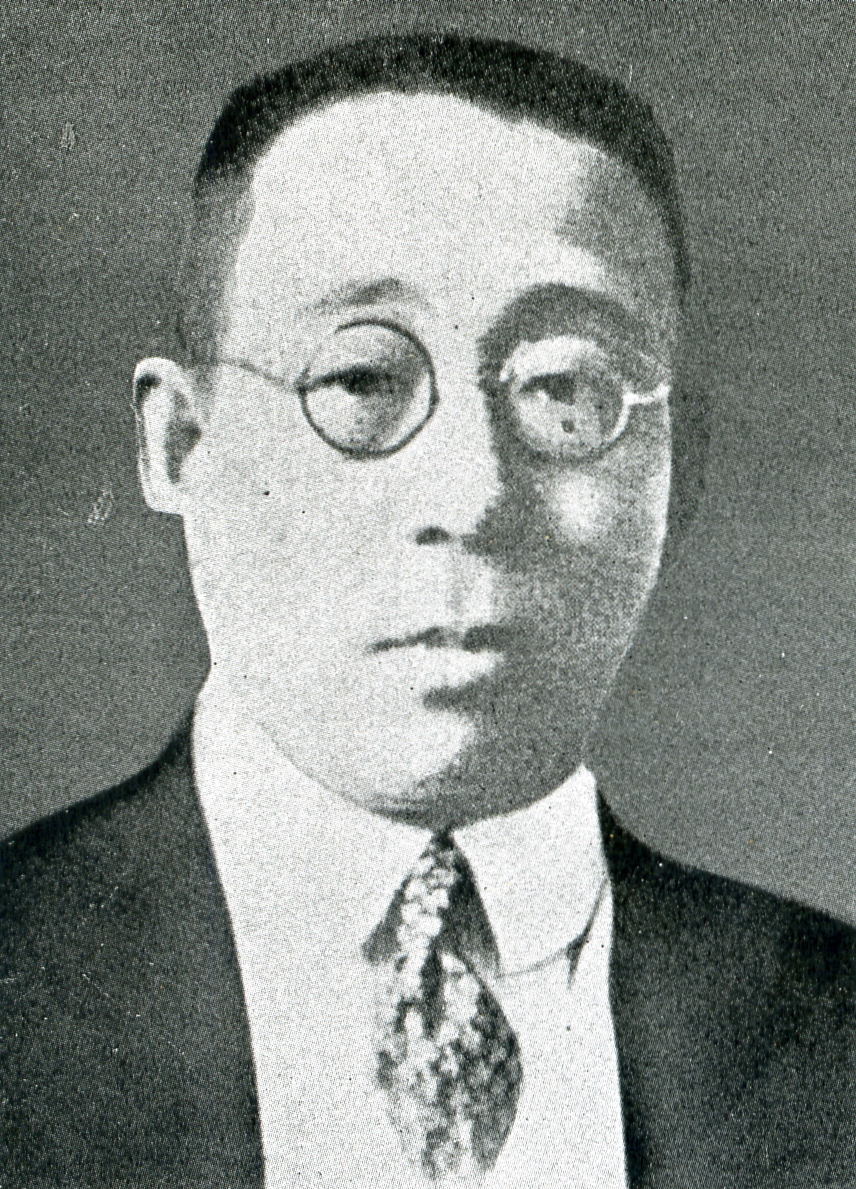
東京電灯社長若尾璋八
（大同電力取締役就任、1925 - 1930年）

1923年3月、長野県の竜島発電所（信濃川水系梓川）を起点に横浜市近郊へと至る200km超の154kV送電線「京浜線」が運用を開始した。この送電線を建設したのは、関東地方の中核事業者東京電灯の傘下にあった京浜電力（初代）という電力会社である。親会社・東京電灯は1883年（明治16年）東京に設立された日本で最初の電気事業者。この東京電灯も1920年代に入ると拡大路線を突き進み、周辺事業者や東京方面への送電を担う電力会社を相次いで合併し、関東地方の電力市場をほぼ勢力圏に収める巨大な電力会社へと発展する。その過程で京浜電力も1926年（大正15年）10月に東京電灯へと吸収された。
大同電力では、桃山発電所建設中の1923年6月、東京電灯との間に電力供給契約を締結した。大同電力が送電線を塩尻まで建設して京浜電力京浜送電線へ連系し、同社を通じて東京電灯へと送電するというものである。契約高は塩尻変電所渡しで2万7,000kWとされ、翌1924年1月より送電が始められている。ただし実際の供給高は1万2,000kWであり、契約に沿った2万7,000kWの供給に増加されるのは翌1925年4月からであった。供給開始後の1924年6月、大同電力と東京電灯は互いの事業地域を定めて相手側の地域では無許可で送電線を建設しない、競争を挑む行為は行わないという市場分割契約を交わす。次いで1925年4月、電力供給契約を新たに締結、最大5万kWを東京電灯へ供給することとなった。新契約での供給条件は責任負荷率70%でkWあたり年間100円（1kWhあたり1銭6厘3毛余り）であった。
1925年5月、大同電力は東京・横浜両市などの電力供給区域編入と東京送電線・東京変電所新設を逓信省より許可された。東京電灯はこの動きを前月締結の市場分割協定違反と非難したが、大同電力は協定以前に出願していたものが許可されたに過ぎず協定違反には当たらないと反論している。大同電力から東京電灯への電力供給は同年12月4万kWに増加、1年後の1926年12月からは5万kWとなった。また天竜川電力南向発電所（長野県）竣工と大同電力東京送電線の一部完成に伴い、1928年12月から1年間の期限付きで受電地点が塩尻変電所と東京電灯釜無川開閉所（山梨県）に分散された。

### 1930年代の供給実績と卸売料金をめぐる対立
大同電力や日本電力などの事業者によって1920年代前半に各地で大規模水力開発が展開されたことから、日本国内における水力発電の発電力は1921年から1926年の5年間に年平均18%の増加率を示していた。昭和に入ると、1931年（昭和6年）までの5年間の増加率は年平均9%強とペースはやや鈍るが、依然として増加傾向にあった。一方電力需要は、電力不足であった時期は高い増加率を示したが、1924年以降は鈍化する。この発電力と電力需要の増加率の差は大量の余剰電力となり、金融恐慌、世界恐慌を経て1930年・31年には余剰電力量がピークに達した。このような需要低迷による余剰電力の発生を根拠に、小売り各社は卸売り事業者に対して供給料金の値下げを強く主張したため、各地で紛争が生じるようになる。大同電力でも1929年（昭和4年）以降、四大卸売先との料金改訂期を迎えたが、いずれも供給料金の値下げを強いられる結果となった。
大同電力の供給電力は1920年代を通じて上昇の一途をたどったものの1920年代後半以降増加のペースは鈍化しており、毎年の増加量は1928年以降2万kWに低落した。1930年代に入ると2万kWを割り込み、1932年（昭和7年）には過去最低の2千kWにまで落ち込んだ。翌年も1万kW以下の増加に留まったが、1934年（昭和9年）は前年比2万kW増と持ち直し、1936年（昭和11年）以降は毎年3万kW以上の増加を示して、1938年（昭和13年）には供給電力が50万kW台を突破している。
以上が1930年代における供給の概要であるが、続いて四大卸売先への供給動向について卸売料金をめぐる対立とあわせて詳述する。

#### 大阪市
卸売料金をめぐる対立の第1号は大阪市が相手であった。対立の契機は、供給料金が1926年10月の改訂時に1kWhあたり2銭2厘8毛（責任負荷率65%）に値下げされていたのを、1929年10月の改訂時に大阪市がさらなる値下げを主張したことにある。この交渉は難航したが、逓信大臣と財界有力者が仲裁に入り、1kWhあたり2銭8毛（責任負荷率60%）という条件で妥結した。
その後1932年（昭和7年）に3度目の料金改訂期を迎え、契約を全面的に改訂した。料金は1kWhあたり2銭（負荷率60%）を基準とし、実際の使用量によって変動させる方式とした。また将来的に供給電力を最大3万5,000kW増強することになり、1929年以降5万4,000kWから増加していなかった供給電力は1932年から毎年増加、1938年には8万6,000kWとなった。

#### 東邦電力
東邦電力との間では、同社名古屋方面に対する2万8,000kWの供給契約と、奈良支店に対する1万kWの供給契約があり、さらに同社八百津発電所の発生電力1万800kWを大同電力が買い取る契約を結んでおり、それらの料金改訂期は1929年11月となっていた。前述の通り名古屋方面に対する供給料金は1kWhあたり2銭で、責任負荷率70%のため換算するとkWあたり年間112円64銭となり、また奈良支店に対する供給料金は同125円77銭であった。一方、八百津発電所からの買い取り料金は年額115万円を支払っていた。
料金改訂交渉に際して東邦電力は、kWあたり年間91円への値下げを要求し、その後さらに年間83円（責任負荷率50%、1kWhあたりに換算すると1銭9厘）への引き下げを主張した。30%以上の値下げを求める東邦電力に対し、大同電力側は10%の料金値下げを認めたがこれ以上は譲歩しなかった。このため交渉は難航し、料金改訂期を過ぎても妥結しないばかりか1931年（昭和6年）末に至っても解決しないため、両社より財界有力者の池田成彬と各務鎌吉の2名を仲裁人に選定し、両人の仲裁を待つことになった。
仲裁人の裁定は翌1932年2月に出され、1929年11月から1934年（昭和9年）10月までの料金が確定した。これにより大同電力から東邦電力への供給料金は1kWhあたり1銭9厘7毛、責任負荷率60%で換算するとkWあたり年間103円54銭とされ、16%の料金引き下げとなった。一方で東邦電力八百津発電所から大同電力への供給料金も10%引き下げられた。

#### 東京電灯

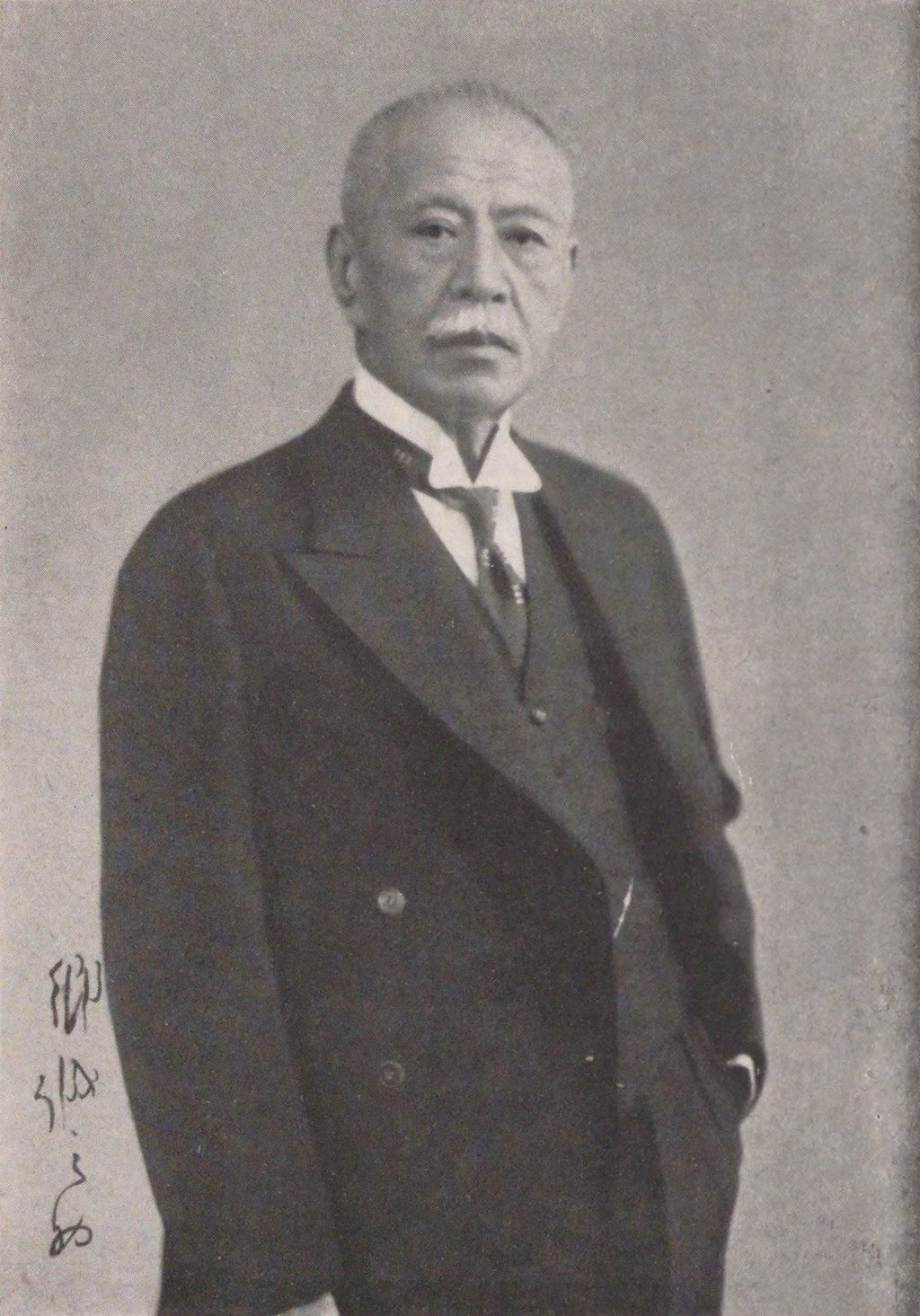
東京電灯会長郷誠之助

東京電灯とは1924年6月に市場分割協定を結んでいたが、以後徐々に関係が悪化していた。原因は、大同が傍系会社天竜川電力を通じて南向発電所を完成させ、東京電灯にさらなる受電を求めたこと、また逆に東京電灯が大同の領域である名古屋方面に侵入して供給権を獲得したことなどであった。両社は対立を収めるため1929年10月に新たな市場分割協定を締結して互いの事業拡張を追認し、加えて、余剰電力に悩む東京電灯から1kWhあたり2厘の料金で大同が電力を買い戻すことになった。
こうした状況の中、5万kWの供給契約（1925年締結）についての契約更新期、1929年11月を迎えた。料金交渉は難航し、1年半を経ても合意に至らないため、両社からそれぞれ仲裁人を立てて彼らの裁定を求めることとなった。1931年7月、東京電灯側の池田成彬と大同側の木村清四郎により裁定書が出され、供給料金を16%引き下げて1kWあたり年間84円とすることで決着した。
2度目の契約更新期である1934年11月が迫ると、両社の対立はさらに激化した。2年前の1932年5月から交渉が始まっていたが、両社は以下の争点をめぐって対立を続けた。
- 供給電力
  - 大同電力：前回契約にあったが延期中の2万5,000kWの追加受電を実施する。
  - 東京電灯：受電中の5万kWを維持。
- 受電地点
  - 大同電力：自社東京送電線を活用するため塩尻変電所から東京変電所に変更。
  - 東京電灯：現状維持。
- 料金
  - 大同電力：1kWあたり年間103円へ値上げ。
  - 東京電灯：1kWあたり年間84円を維持。また東京変電所渡しの場合は送電損失を見込んで1kWあたり年間75円60銭に値下げ。

この時大同電力が利用しようと試みていた東京送電線は、天竜川電力南向発電所から自社東京変電所（横浜市）までの全線が1930年に竣工していたが、東京電灯との供給電力増量交渉が遅延したため、フル稼働するに至っていなかった。1934年6月、東京電灯による供給に任せていては既設設備の有効活用は不可能であるとして、大同は市場分割協定の破棄を宣言する。これに対して東京電灯が反駁するなど両社の対立は解消の見通しが立たなくなったため、同年7月電力連盟が仲裁に入った。だが大同電力が、すでに一般供給契約を1万5,000kWほど締結済みであり、もし電力連盟が一般供給を制限する裁定をなすならば連盟脱退も辞さない、と宣言したことで、電力連盟の手に負える問題でもなくなった。
最終的に大同電力・東京電灯間の対立には逓信省が介入することとなった。同省としては電力業界の統制強化を図るという観点から、両社による需要家争奪戦の開戦は回避せねばならなかったのである。1934年11月になって以下のような裁定が下された。
- 東京電灯は大同電力から12月以降向こう10年間（1944年11月まで）にわたり受電する。
- 受電地点は大同電力東京変電所とする。
- 受電電力は当初4万5000kWで、順次増量して1943年以降は10万kWを受電する。
- 料金はkWあたり年間96円、責任負荷率60%（1kWhあたりに換算すると1銭5厘6毛余り）。5年毎に更改する。

この裁定に基づき翌1935年（昭和10年）2月に新協定が締結され、紛争に終止符が打たれた。新協定による供給電力は裁定よりも増量され、1934年12月より4万5000kWの供給を開始したのち毎年1万kWずつ増量していき、1943年末には13万5,000kWを供給する、とされた。

#### 宇治川電気
宇治川電気との間に締結していた電力供給契約は、1933年（昭和8年）11月末で期限切れとなる予定であった。この期日が迫ると、宇治川電気と大同電力の対立が表面化するようになる。
宇治川電気への供給は1930年代に入っても増加を続け、1930年に1万3,500kWを加え、1931年11月には1万500kWの供給も始まり累計12万3,300kWの供給となっていた。しかし1932年（昭和7年）11月と翌年3月に予定されていた1万3,500kWずつの受電増加を、不況の影響で需要が減退して余剰電力を抱え込んでいるとして、宇治川電気が拒否する構えをみせた。1932年5月のことで、大同電力・宇治川電気の対立の発端である。
宇治川電気への12万3,300kWの供給料金はkWあたり年間113円60銭（責任負荷率60%）であった。宇治川電気の姿勢に対し大同電力は受電増加取り消しを拒否し、大阪市周辺における一般供給に動き出した。契約期限の1933年に入っても交渉は続き、両社の主張は以下のように対立したままであった。
- 供給電力
  - 宇治川電気：1932年11月・1933年3月の追加受電を拒否。現在受電分の12万3,300kWも減量する。
  - 大同電力：宇治川電気に追加受電を求める。ただし契約改訂条件によっては12万3,300kWの供給維持でも可。
- 供給料金
  - 宇治川電気：kWあたり年間60円、責任負荷率50%（1kWhあたりに換算すると1銭3厘7毛弱）。
  - 大同電力：1kWhあたり2銭、責任負荷率60%。
- 市場分割に関する営業協定
  - 宇治川電気：協定は維持。
  - 大同電力：追加受電を行わない場合は協定破棄。この場合、送配電設備の活用を目的に一般供給を行う。

対立が続くため大同電力は1933年4月、宇治川電気を電力連盟に提訴する。だが連盟は逓信省に裁決を仰ぎ、さらに同省の意向で「電気委員会」に回されここで両社間の問題は裁決されることとなった。そして同年8月、電気委員会の審議が行われ、逓信省当局が作成した裁定案を承認した。最終的な裁定は以下の通りである。
- 大同電力から宇治川電気への供給電力は12万3,300kWとする。
- 供給料金は1銭9厘7毛、責任負荷率60%とする。

この結果、宇治川電気への供給は12万3,300kWで固定されたが、かわりに同社との間に締結されていた市場分割協定は破棄され、大同電力の一般供給に対する制限は消滅した。

### 一般供給の推移
以上四大卸売先への供給動向を詳述してきたが、一般供給についても詳述する。一般供給は電気事業者への供給に比べてごくわずかで、供給区域は主に大阪府に設定された。
大阪方面
大阪府における供給区域の設定は大阪送電会社の時代に遡り、1919年10月に事業許可を受けた際、まず北河内郡守口町ほか5町村に設定されたのが端緒である。だが京阪電気鉄道の区域と重複していたため、許可を得たものの同地に対し供給する意図はなかった。
その後1922年9月に大阪市・堺市と東成・西成・中河内・南河内・泉北・泉南の6郡を電力供給区域に追加する許可を得た。この1922年許可地域への供給は1構内につき100馬力以上の供給に限るという制限が付されていたが、1924年2月に1構内につき50馬力以上へと制限緩和されている。この地域ではまず繊維産業が盛んな岸和田市（1922年11月泉南郡より分立）および泉北・泉南両郡において需要開拓に着手し、1923年10月に岸和田営業所を設置して供給を始めた。
続いて、大阪電灯の残余事業買収につき、同社がもつ供給区域のうち大阪市による市営化から外れた区域を自社供給区域に追加した。八尾町をはじめとする大阪市郊外の町村と、堺市一帯の地域で、すべて電灯・電力供給区域である。
大阪府内における一般供給については、大同電力が卸売り事業に集中する方針をとったため、1925年8月に新設の傍系会社大阪電力株式会社へと移された。しかしその後の環境変化により卸売り専業では不利であるという方針に反転し、この大阪電力を1934年11月に吸収した。さらに1938年（昭和13年）5月、同じ大阪府内の千早川水力電気と和泉電気を合併したため、供給区域はさらに拡大した。
木曽方面
大阪府以外では水力発電所の地元などに供給区域を設定していた。岐阜県恵那郡串原村・愛知県東加茂郡旭村の串原・時瀬発電所周辺2か村と、王滝川流域の長野県西筑摩郡三岳村・王滝村の2か村、計4か村が該当する。ここでは電灯供給のみで、串原村・旭村では木曽電気興業時代から、三岳村・王滝村では1922年秋から供給していた。
最終的に、大同電力の供給区域は下表のようになった。1937年12月末時点のものだが、翌年に合併する千早川水力電気・和泉電気の供給区域も併記している。
| 電灯・電力供給区域                | 電灯・電力供給区域                       | 電灯・電力供給区域 |
| --------------------------------- | ---------------------------------------- | --- |
| 大阪府 （2市4町16村）             | 堺市                                     | 堺市 |
| 大阪府 （2市4町16村）             | 布施市旧弥刀村・長瀬村域（現・東大阪市） | |
| 大阪府 （2市4町16村）             | 中河内郡                                 | 巽村・加美村・瓜破村・長吉村・矢田村（現・大阪市）、 八尾町・龍華町・久宝寺村・大正村・西郡村・南高安村・高安村・曙川村（現・八尾市） 堅下村（現・柏原市）、三宅村（現・松原市） |
| 大阪府 （2市4町16村）             | 南河内郡                                 | 柏原町（現・柏原市）、志紀村（現・八尾市） |
| 大阪府 （2市4町16村）             | 泉北郡                                   | 浜寺町・神石村・五箇荘村（現・堺市） |
| 愛知県 （1村）                    | 東加茂郡                                 | 旭村（現・豊田市） |
| 岐阜県 （1村）                    | 恵那郡                                   | 串原村（現・恵那市） |
| 長野県 （2村）                    | 西筑摩郡                                 | 王滝村、三岳村（現・木曽町） |
| 電力供給区域                      |                                          | |
| 大阪府                            | 大阪市                                   | 大阪市 |
| 大阪府                            | 岸和田市                                 | |
| 大阪府                            | 布施市（現・東大阪市）                   | |
| 大阪府                            | 三島郡                                   | 吹田町（現・吹田市） |
| 大阪府                            | 北河内郡                                 | 守口町・三郷町（現・守口市）、門真村（現・門真市） |
| 大阪府                            | 中河内郡                                 | 電灯区域を除く郡内一円 |
| 大阪府                            | 南河内郡                                 | 電灯区域を除く郡内一円 |
| 大阪府                            | 泉北郡                                   | 電灯区域を除く郡内一円 |
| 大阪府                            | 泉南郡                                   | 郡内一円 |
| 東京府                            | 東京市旧市域15区                         | 東京市旧市域15区 |
| 神奈川県                          | 横浜市                                   | 横浜市 |
| 神奈川県                          | 川崎市                                   | |
| 神奈川県                          | 橘樹郡                                   | 東京湾埋立地を除く郡内一円 |
| 千早川水力電気 電灯・電力供給区域 |                                          | |
| 大阪府 （1町9村）                 | 南河内郡                                 | 長野町・天野村・川上村・高向村・千代田村・三日市村（現・河内長野市）、 錦郡村・彼方村・東条村（現・富田林市）、千早村（現・千早赤阪村）                                          |
| 和泉電気 電灯・電力供給区域       |                                          | |
| 大阪府 （6村）                    | 泉北郡                                   | 横山村・南横山村・南池田村・北池田村・南松尾村・北松尾村（現・和泉市） |

以上の一般供給事業は大同電力の解体により1939年（昭和14年）4月1日付ですべて日本発送電へと引き継がれた。その3年後の1942年（昭和17年）4月、配電統制令により関西6府県を配電区域とする関西配電が新設されると、大阪府下の旧大同電力区域は同社へと出資される。愛知・岐阜・長野3県の小区域も配電統制第2次統合により翌1943年（昭和18年）3月中部配電へと譲渡された。

## 業績の推移
以下、発足以来の業績の推移について記述する。

### 拡大期
大同電力は1921年（大正10年）2月、資本金1億円をもって発足した。発足初期の業績をみると、発足最初の決算にあたる1921年上期（5月期）の収入は142万円余りであったが、以降累増して2年半後の1923年（大正12年）下期（11月期）にはその4倍近い551万円余りに達した。半期後の1924年（大正13年）上期になると収入は一挙に930万円余りとなり、以降も漸増傾向を示して1929年（昭和4年）上期・下期にはそれぞれ2000万円を越える収入を挙げた。
収入の拡大につれて利益金も拡大し、1921年上期に85万円余りであったものが、1929年下期には8倍以上の754万を計上するに至った。配当率は当初6分であったが、次第に上昇して1926年（大正15年）上期からは1割配当を開始した。1926年上期から1929年下期に至る4年が営業の最盛期であり、この間会社史の中でも最大の1割配当が続いた。
資本金はこの間、1923年10月に大阪電気の合併により1296万3000円を増資し、1927年（昭和2年）4月に6003万7000円を加え、さらに1928年（昭和3年）9月尾三電力の合併に伴い300万円を増して、1億円から1億7600万円へと増加した。この公称資本金に対し、払込資本金は発足時3301万円であったが、その後1921年11月から1924年10月にかけて6度にわたり払込徴収が実施され一旦全額払込み（1億1296万3000円）となった。

### 低迷期
1920年代を通じて収入を拡大した大同電力であったが、収入の増加率は供給電力量の増加率を下回っていた。したがって、収入を供給電力量で除した1kWhあたりの収入は減少したのである。1kWhあたりの収入減少の主因は電力料金の低下であった。実際に、収入のうち事業収入は1929年上期までは上昇したが、1kWhあたりの事業収入は1925年（大正14年）上期の2銭0厘をピークに減少へと転じた。これに対して1kWhあたりの支出は硬直的であったため、1kWhあたりの利益も1926年（大正15年）上期を頂点として低下していき、1931年（昭和6年）下期にはピーク時の半分以下にまで縮小した。
収入の減少とともに業績低迷の要因となったのが、支出の増加、中でも支払利子と償却費の増加であった。支払利子の増加は、社債と借入金が増加したことによる。1927年4月の6003万7000円の増資議決後、同年8月にこの増資新株について第1回払込（1500万9250円徴収）が実施されたが、それ以降は払込徴収による資金調達が業績低迷・配当率低下により困難になり、その分社債と借入金、特に後者が増加していった。増加につれて利子負担も重くなり、1931年の支払利子は1925年の1.5倍となっている。
償却費については元々大同電力は償却不足が指摘されており、増加したといっても望ましいと考えられていた償却率の半分程度であって、なお不十分であった。この償却費圧縮は資金調達に関連していた。というのは発足初期の大同電力は、巨額の建設資金を調達するため株式の払い込みや増資を必要としており、これらを円滑に行うには高配当の維持が必須であったのである。高配当の捻出のため犠牲にされた費用が特に減価償却費で、1932年までの10年間に本来望ましいとされる額の2割程度しか計上されていなかったので、その分固定資産の水増しとなった。その上、日本水力や大阪電灯から引き継いだ不良資産を抱え、東京送電線など建設したものの未稼働の資産があり、保有していた傍系会社の株式など有価証券も業績低迷により額面の8割程度に実価が低落しているなど、資産全体が不健全な膨張を見せていた。そして資産の膨張自体が債務の累積に繋がり、支払利子の増加をもたらしてもいた。

### 外債問題
収入減少などにより1930年以降配当率は低下し続けたが、1933年ついに無配当に転落した。その要因は対米ドル円相場の急落が引き起こした外債問題にある。

#### 外債の発行
そもそも外債とは、1920年代半ばに発行していた米ドル建て社債のことである。1920年代に行われた発電所の新増設など設備投資に必要な膨大な資金を調達するための発行であった。
発足初期における投資額は、1922年度から1924年度までの間だけでも1億900万円に達し、大阪電灯の資産買収分を除く設備投資額だけでも7900万円に上っていた。この時期における資金調達は、もっぱら資本金の払い込みと社債の発行によったが、関東大震災による金融逼迫など環境の変化があり、1923年末に社債引受け銀行から融資を断られるなど、資金調達に難儀するようになる。また発行社債は2年から3年半を期限とする高利の短期債で、社債発行と償還を並行して行っている状態であったから、開発が一段落した後には長期債への切り替えが望まれていた。こうした状況の中で具体化したのが外債の発行計画である。
外債発行の舞台となったアメリカ合衆国では、第一次世界大戦中・戦後を通じて新興の投資家層が形成されて証券市場が拡大し、外国証券の発行も活発化していた。その上、事業としての安定性が高く国際的に急成長しつつあった電力業界は、証券市場において有力な投資対象であった。こうした環境の下、1922年以降いくつか浮上しては消えていた外債発行交渉が、アメリカのディロン・リード商会（英語: Dillon, Read & Co.）との間で具体化する。1924年3月には同社の関係者が訪日し、同年4月、同商会の引き受けによる1500万ドルの米ドル建て社債発行に関する仮契約が締結されるに至った。5月には社長の福澤桃介自身が渡米して本契約交渉に臨み、諸問題が浮上して難航したものの、7月に本契約が成立、そして8月1日付で大同電力のドル建て社債発行が実現した。
大同電力の外債発行は、前年6月に東京電灯が発行した英ポンド建て社債に続き電力業界では2番目の事例であり、米ドル建て社債の場合では業界最初の試みであった。以降、電力会社による外債発行は1931年（昭和6年）までの間に7社計14口が成立。うち1口は、ディロン・リード商会を引受会社として1925年7月1日に発行された、大同電力の米ドル建て社債1350万ドルである。第1回・第2回外債の発行条件は以下の通りであった。
- 第1回外債（1924年8月1日発行）[127]
  - 発行総額：1500万ドル
  - 利率：7%
  - 償還期限：20年
  - 減債基金：最初の5年間は毎年50万ドルずつ、次の5年間は毎年70万ドルずつ、最後の10年間は毎年90万ドルずつ
  - 償還方法：発行10年後より額面金額をもって随時償還可能、それまでにも減債基金による償還が可能
- 第2回外債（1925年7月1日発行）[128]
  - 発行総額：1350万ドル
  - 利率：6.5%
  - 償還期日：25年
  - 減債基金：最初10年間は毎年30万ドルずつ、その後15年間は毎年70万ドルずつ
  - 償還方法：期間の制限なくいつでも額面金額をもって随時償還可能、減債基金による償還は額面金額以下での市価による買入償還が可能

外債発行時、対ドル円相場は100円あたり41ドル前後であったから、当時の円相場では第1回外債1500万ドルは約3617万円、第2回外債1350万ドルは約3301万円に相当する。この後円高ドル安傾向となり1927年（昭和2年）には100円あたり49ドルとなったので、利払いおよび減債基金の費用節約に繋がり、さらには償還時の為替差益が見込まれて、外債発行は成功と評された。

#### 外債問題と経営悪化
日本では1930年（昭和5年）1月に金輸出解禁を行っていたが1931年（昭和6年）12月にこれを停止、この影響により翌年には世界恐慌を脱して景気回復へと向った。その過程で円相場は急激に下落し、金輸出再禁止の直前1931年12月初めには100円につき49ドル余りであったものが、1年間で20ドル強の水準へと低下した。急速な円安は輸出の伸長や輸入代替化による重化学工業の発展をもたらしたが、恐慌前に多額の外債を発行していた電力会社にとってはその利払いや償還のための円資金を倍増させる結果となり、経営難をもたらすこととなった。
大同電力はこの時期、第1回外債向けに70万ドル、第2回外債向けに30万ドルの減債基金を毎年送金していた。これに利子の送金を加えると、送金額は1932年から1934年までの3年間で合計約700万ドルに及んだ。これを金輸出再禁止前の平価と送金時の円相場でそれぞれ換算して比較すると、3年間で1000万円以上の為替差損を出したことになる。ピーク時の1933年上期には為替差損が半期だけで298万円に達し、営業利益のほとんどを為替差損の穴埋めに向けねばならなくなり、無配に転落した。この事態に減債基金の送金延期、政府に対する支援要請など様々な対策を検討したがいずれも実現に至らずに終わった。支出の増加は発生電力1kWhあたりの費用を1銭8厘（1933年）に押し上げ、販売の伸び悩みとあわせて利益率を急激に低下させる要因となった。
1933年上期末時点での外債残高は第1回・第2回あわせて1900万ドル余りであった。これらの利払いおよび減債基金の送金から生じる為替差損を圧縮するには、外債を自社で買い入れて外債総額を減少するほかなくなり、多額の資金を捻出するため、外債以外の債務整理、傍系会社の整理、営業の拡大などからなる会社更生計画を策定せざるを得なくなった。

### 会社更生計画
会社更生計画は1933年11月に「更生計画要綱」として発表された。資産と債務の整理を主眼とし、外債の買入れ償却、借入金の弁済と借り換え、傍系会社の整理と貸付金の回収、未稼働資産の活用などが主たる内容である。
資産整理について見ると、主な対象は固定資産で、財務管理の合理化と稼働率の向上が図られた。前者の具体策は償却費の増額で、1935年度以降は年間650万円前後を計上するようになり、その多くを減価償却に向けたので、償却率は標準的な水準に近づいた。償却費の増加は利益率を低下させ配当率の低下に繋がるが、後述のように環境の変化で低利社債の発行が可能になっており、増資・払い込みの必要がなく高配当の維持が不要であったことも、償却費増加の一因となった。所有有価証券は矢作水力・大同電気製鋼所の株式などを処分して650万円の売却益を計上、これに1933・34年度に計上した特別償却費約1300万を加え、これらの資金を外債の償還および買入れ、借入金の返済、設備投資などへと充当した。固定資産稼働率の向上は発電所の新設によって、未稼働の送電設備などの有効活用を図るものである。
外債の整理を1932年度から遡って見ると、1934年度までの3年間に減債基金を毎年100万ドルずつ送金し、第1回外債を額面価格にて償還、第2回外債を市価にて買入償還したので、減債基金による償還は合計381万ドルを算する。減債基金以外の資金による任意の買入償却も追加で実施して1934年下期に173万ドルを償還し、他にも約100万ドルを買入れて保有しており、外債の償還額と買入れ額は3年間の合計で約660万ドルに及んだ。減債基金は規定により、第1回外債分は1935年上期以降年額90万ドルずつ、第2回外債分は同年下期以降70万ドルずつにそれぞれ増額されたが、その後も外債負担軽減のため任意の買入れを進めた。外債残高の減少に加えて対ドル円相場が30ドルに回復したこともあり、為替差損は軽減された。
国内債務の整理は、借入金の低利社債への借り換えに重点が置かれた。低金利政策、金融緩慢、大手金融機関への資金集中といった環境の好転に加え、担保付社債の発行要件緩和（オープンエンド・モーゲージ制の導入）、金融機関の引き受け体制整備といった事情もあり、1934年以降の発行社債は金利が5%以下で、以前より発行額が多くかつ償還期間が長い低利社債となった。社債発行による資金は主に旧社債と借入金の借り換えに充当され、外債の買入れとともに支払利息の削減に繋がった。支払利息の減少に加えて購入電力単価もこの時期低減しており、一方で発生電力量が増加に向ったことから、1kWhあたりの費用は再度の低下を示して1935年以降は1銭4厘まで回復した。

### 末期の業績
収入のうち事業収入をみると、1932年上期以来1800万円前後で推移していたものが、1935年上期以降は供給電力量とともに上昇に転じた。1kWhあたりの収入・支出ともに安定的であったから、供給増が増収増益に繋がったのである。業績の回復により1935年上期に無配より脱して5%の配当を再開、翌1936年（昭和11年）上期からは6%の配当を続けた。復配におる株価上昇で1927年以来実施されていなかった増資新株についての払込徴収も可能となり、1936年2月・1937年6月の2回に分けて2101万2950円が払い込まれた。
1938年（昭和13年）下期には事業収入2380万円、総収入2592万円と過去最大となり、550万円余りの利益金を計上した。利益金は1929年下期に及ばないが、支出のうち減価償却費を控除して比較するならば880万円余りでこれも過去最大である。公称資本金についてみると、1934年11月に大阪電力株式会社の合併に伴い1000万円を、次いで1938年5月千早川水力電気株式会社・和泉電気株式会社の合併により141万円をそれぞれ増資し、最終的に1億8741万円となっている。ただし1927年発行の増資新株127万740株（額面50円）のうち20円が払い込まれずに解散を迎えたため、最終的な払込資本金は1億6339万5200円に留まった。

### 業績推移表
1921年度から1938年度にかけての払込資本金額、電気供給事業収入、総収入、総支出、利益金、配当率と発生電力量（発電量と購入電力量の合計、これのみ1924年度以降）の推移は下表の通り。大同電力の決算期は毎年5月と11月の年2回で、会計期間は前年12月から5月まで（上期）と6月から11月まで（下期）である。また表中、最高値を赤色で、最低値を青色で表記した。
| 年度   | 払込 資本金 （千円） | 電気供給 事業収入 （千円） | 総収入 （千円） | 総支出 （千円） | 利益金 （千円） | 配当率 | 電力量 （千kWh） | 備考                    |
| ------ | -------------------- | -------------------------- | --------------- | --------------- | --------------- | ------ | ---------------- | ----------------------- |
| 1921上 | 33,010               | 1,135                      | 1,420           | 563             | 856             | 6.0%   | -                |                         |
| 1921下 | 44,044               | 1,580                      | 1,779           | 523             | 1,255           | 6.2%   | -                |                         |
| 1922上 | 44,312               | 1,873                      | 2,209           | 640             | 1,568           | 6.4%   | -                |                         |
| 1922下 | 51,822               | 2,244                      | 2,749           | 912             | 1,836           | 7.0%   | -                |                         |
| 1923上 | 59,886               | 3,365                      | 3,842           | 1,618           | 2,224           | 7.5%   | -                |                         |
| 1923下 | 87,617               | 4,607                      | 5,551           | 2,566           | 2,984           | 8.0%   | -                |                         |
| 1924上 | 102,793              | 8,542                      | 9,304           | 5,056           | 4,248           | 8.0%   | 420,183          |                         |
| 1924下 | 112,875              | 9,143                      | 10,135          | 5,488           | 4,646           | 8.0%   | 475,685          |                         |
| 1925上 | 112,963              | 12,446                     | 13,384          | 8,447           | 4,936           | 8.0%   | 601,173          |                         |
| 1925下 | 112,963              | 11,725                     | 12,507          | 6,994           | 5,513           | 8.0%   | 610,350          |                         |
| 1926上 | 112,963              | 13,313                     | 14,593          | 7,819           | 6,774           | 10.0%  | 711,510          |                         |
| 1926下 | 112,963              | 14,216                     | 15,323          | 8,294           | 7,029           | 10.0%  | 758,384          |                         |
| 1927上 | 112,963              | 15,950                     | 17,216          | 10,733          | 6,483           | 10.0%  | 840,762          |                         |
| 1927下 | 127,972              | 15,658                     | 16,903          | 9,638           | 7,265           | 10.0%  | 856,015          |                         |
| 1928上 | 127,972              | 16,161                     | 17,724          | 10,691          | 7,033           | 10.0%  | 869,856          |                         |
| 1928下 | 130,972              | 16,764                     | 18,427          | 11,289          | 7,138           | 10.0%  | 912,643          |                         |
| 1929上 | 130,972              | 18,540                     | 20,388          | 13,488          | 6,900           | 10.0%  | 993,761          |                         |
| 1929下 | 130,972              | 18,428                     | 20,487          | 12,938          | 7,549           | 10.0%  | 1,008,904        |                         |
| 1930上 | 130,972              | 17,144                     | 19,088          | 13,216          | 5,872           | 8.0%   | 1,004,718        |                         |
| 1930下 | 130,972              | 16,845                     | 18,842          | 12,830          | 6,012           | 8.0%   | 1,043,593        |                         |
| 1931上 | 130,972              | 17,774                     | 19,787          | 14,033          | 5,753           | 8.0%   | 1,035,762        |                         |
| 1931下 | 130,972              | 17,138                     | 19,094          | 14,580          | 4,513           | 6.0%   | 1,062,820        |                         |
| 1932上 | 130,972              | 18,212                     | 20,192          | 16,123          | 4,068           | 6.0%   | 1,118,139        |                         |
| 1932下 | 130,972              | 17,545                     | 19,854          | 16,618          | 3,235           | 4.0%   | 1,092,877        |                         |
| 1933上 | 130,972              | 17,552                     | 20,119          | 20,099          | 19              | 無配   | 1,072,628        | 特別償却費2,231千円計上 |
| 1933下 | 130,972              | 17,511                     | 19,724          | 19,705          | 19              | 無配   | 1,103,470        | 特別償却費3,450千円計上 |
| 1934上 | 130,972              | 18,030                     | 20,947          | 20,940          | 5               | 無配   | 1,146,774        | 特別償却費3,250千円計上 |
| 1934下 | 140,972              | 17,753                     | 20,058          | 20,042          | 15              | 無配   | 1,166,873        | 特別償却費4,050千円計上 |
| 1935上 | 140,972              | 19,541                     | 21,044          | 17,160          | 3,884           | 5.0%   | 1,208,142        |                         |
| 1935下 | 140,972              | 19,808                     | 21,768          | 17,862          | 3,906           | 5.0%   | 1,243,710        |                         |
| 1936上 | 149,963              | 20,714                     | 22,758          | 17,937          | 4,820           | 6.0%   | 1,268,954        |                         |
| 1936下 | 149,977              | 21,022                     | 23,090          | 18,156          | 4,933           | 6.0%   | 1,327,794        |                         |
| 1937上 | 149,977              | 22,562                     | 24,271          | 19,322          | 4,949           | 6.0%   | 1,424,490        |                         |
| 1937下 | 161,984              | 22,912                     | 24,738          | 19,387          | 5,350           | 6.0%   | 1,412,663        |                         |
| 1938上 | 163,395              | 23,504                     | 25,560          | 20,202          | 5,357           | 6.0%   | 1,442,574        |                         |
| 1938下 | 163,395              | 23,809                     | 25,921          | 20,420          | 5,501           | 6.0%   | 1,459,184        |                         |

## 解散への道
以下、沿革のうち1939年の会社解散に至る経緯について記述する。

### 電力国家管理の実現
大同電力の歴史は終始一貫した抗争の歴史であると評されたが、最後の相手となったのが日本政府が推進した「電力国家管理」政策であった。この政策の影響を受けて、大同電力は解散への道を歩んだ。

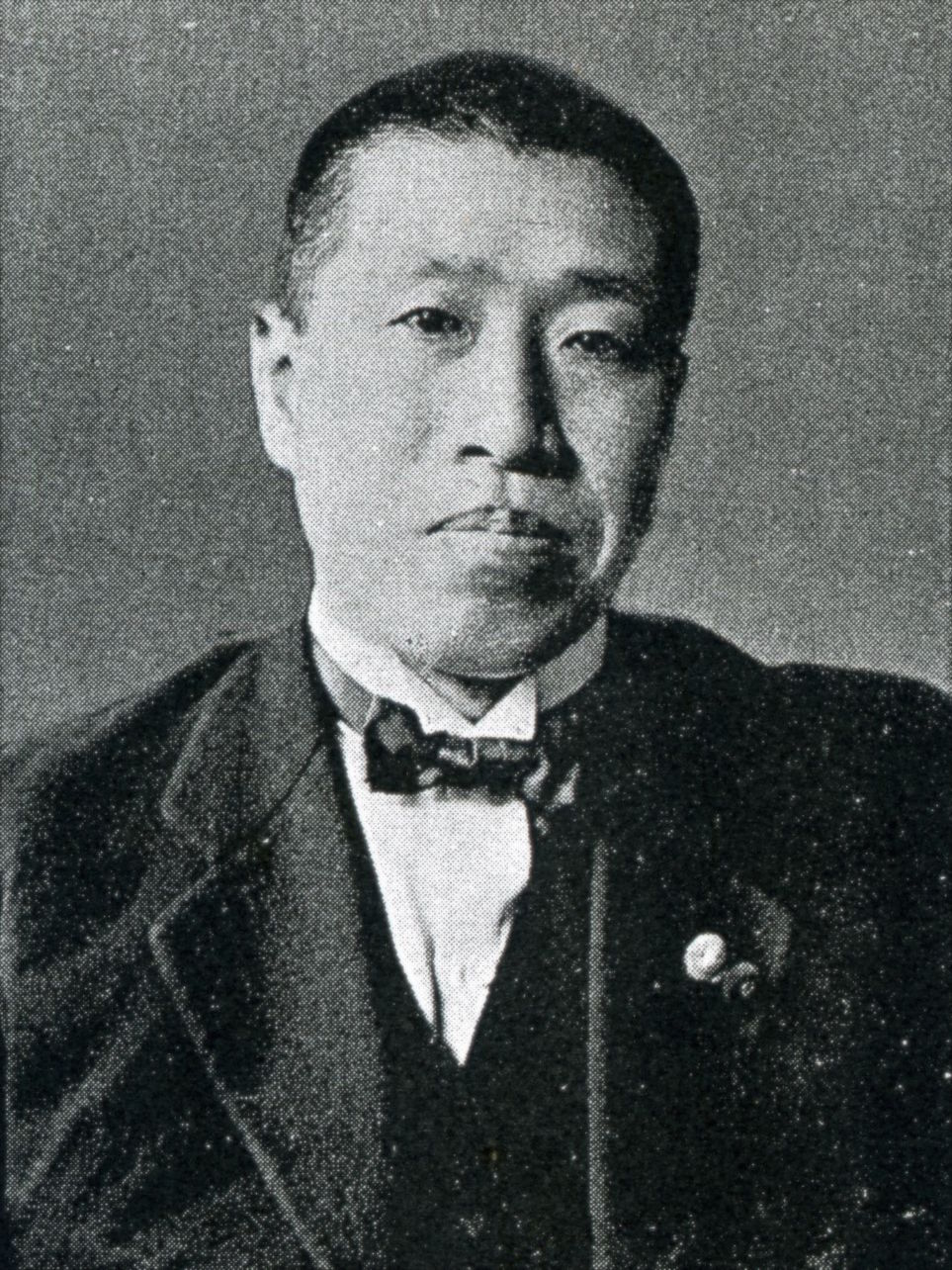
電力管理法成立時の逓信大臣永井柳太郎

電力国家管理政策の起源は「電力国営論」である。明治末期ごろから存在し、1918年（大正7年）前後には時の逓信大臣野田卯太郎によって提唱されるなど、しばしば争点となっていたが、そのたびに現実化に至ることはなかった。時代が下って昭和に入ると、国営論は台頭しつつあった軍部や革新官僚によって脚光を浴びるようになる。1935年（昭和10年）から翌年にかけて、岡田啓介内閣が設置した内閣審議会・内閣調査局（後の企画院）で推進に向けた動きがあり、岡田内閣の後1936年（昭和11年）3月に広田弘毅内閣が発足すると、逓信大臣に国営論者の頼母木桂吉が入って逓信省が国営論改め電力国家管理政策を主導するようになった。民間電力会社に発送電設備を出資させて特殊会社を新設し、同社を通じて政府自ら発送電事業を経営する、という「民有国営」の方向で国家管理政策は具体化され、10月には逓信大臣より提案された「電力国策要綱」が閣議決定されるところまで進んだ。
電力国策要綱を法案化した「電力管理法」など5法案が1937年（昭和12年）1月に帝国議会へと上程されたが、直後に広田内閣が総辞職したため中断、代わって発足した林銑十郎内閣は上程中の全案件を撤回して電力国営案を再上程しない方針を決めたため、またしても実現は見送られる結果となった。しかし同年6月、林内閣にかわって第1次近衛文麿内閣が成立すると、逓信大臣に就任した民政党の永井柳太郎により電力国家管理政策は再び前進し始める。頼母木案と異なり永井案は発送電設備のうち水力発電所を出資から除外する方針となるなど修正が加えられ、新しい「電力国策要綱」が12月に閣議決定された。
翌1938年（昭和13年）1月、要綱に基づく「電力管理法」など4法案が議会に上程され、審議難航の末に会期切れ直前の3月26日に可決、1935年以来の電力国家管理問題がここに決着した。正式決定された電力国家管理政策は、
- 既存の電気事業者から火力発電所と主要送電線を現物出資させて国策会社「日本発送電株式会社」を設立する。
- 発電事業者からの発生電力の買い上げ料金、配電事業者への電力卸売り料金、発送電設備の建設方針など、日本発送電の重要な経営政策決定を政府が規制することによって、電気事業を政府が管理する。

という「民有民営」の方針をとった。4月5日に電力管理法および関連法が公布されて以降、国家管理の実施に向けた準備が進められ、翌1939年（昭和14年）4月1日をもって日本発送電が発足、電力国家管理が実行に移されることとなった。

### 大同と電力国家管理

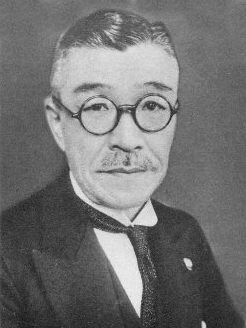
大同電力解散時の逓信大臣塩野季彦

1938年6月、電気事業者が日本発送電に出資すべき設備の範囲が以下のように確定した。
- 送電設備：主に最大電圧100kV以上のもの。
- 変電設備：主に最大電圧100kV以上の送電設備に接続するもの。
- 火力発電設備：出力1万kW超のもの。

この決定に基づき、五大電力各社を含む33の事業者を対象に送電線亘長約7,200km、火力発電所34か所（出力約182万7,000kW）、変電所95か所に及ぶ発送電設備の日本発送電への現物出資が指示された。
「日本発送電株式会社法」の規定により大同電力が出資すべきと命ぜられた設備は、1938年8月11日付の告示によると以下の通りである。
- 送電設備：56路線
  - 154kV送電線：7路線
  - 77kV送電線：33路線
  - 55kV送電線：3路線
  - 22kV送電線：6路線
  - 11kV送電線：7路線
- 変電設備：18か所
  - 東京・塩尻・須原・犬山・大阪・八尾の各変電所など
- 火力発電設備：4か所
  - 毛馬・春日出第一・春日出第二・安治川の各発電所

上記強制出資設備の簿価は約1億231万6000万円に達し、1938年上期末（5月末）時点の固定資産のうち43.2%を占める額であった。出資額だけを見ると、大同と同様電力卸売りを主体とする日本電力が固定資産のうち40%の出資を命ぜられており、電力国家管理の影響は日本電力と同程度ということになるが、国家管理の実施により大同電力は解散へと向う一方日本電力は存続が可能であった。命運を分けたのは、営業に占める一般供給の割合の差であった。日本電力が電気事業者への供給を主体としつつも全供給量の4割強を一般供給に振り向けていたのに対し、大同電力の一般供給は全供給量の1割に過ぎなかったのである。残りの9割を占める電気事業者への卸売りは電力国家管理に伴い大部分が日本発送電へ移り、さらに料金が低く抑えられる見込みであったから、大同電力にとって国家管理の実施は営業基盤の喪失を意味した。
また、これらの強制出資設備は工場財団として社債の担保に入れられており、外債の関係上国際関係にも配慮する必要性から、工場財団所属設備のうち強制出資対象から外れていた残余設備とともに社債の元利支払い義務も日本発送電へと継承させるのが穏当と考えられた。このため政府は「電力管理に伴う社債処理に関する法律」を大同電力に対して適用し、12月3日、社債元利金支払い義務の継承および工場財団所属残存電力設備の強制買収について通知・命令した。強制買収の対象となった設備は以下の通りである。
- 水力発電設備：14か所
  - 寝覚・桃山・須原・大桑・読書・賤母・落合・大井・笠置・串原・時瀬・笹戸・旭・西勝原の各発電所
- 送電設備：8路線
- 変電設備：8か所
- 配電設備ほか

政府当局の方針は、工場財団所属設備の強制買収からさらに踏み込み、大同電力の資産負債一切を日本発送電へ包括的に継承させる方針となっていたため、社債継承および強制買収の通知とともに、大同電力は強制出資・強制買収両方の対象から漏れた残余資産および負債をも日本発送電へと包括的に譲渡・継承すべしという慫慂を受けた。大同としては残余事業を守り副業へと進出してゆく道があったが、細々と事業を続けるよりはすべてを日本発送電へと移譲して発展的解消を遂げる方が得策である、との判断から当局の方針に従うこととなった。12月8日、重役会を開いて当局の慫慂に応じる方針を打ち出し、27日に開かれた株主総会も対応一切を取締役会に一任する旨を決議してこれを追認した。譲渡が決まった残余資産のうち事業設備は以下の通り。
- 営業設備：本社・支店・営業所・出張所
- 水力発電設備：4か所
  - 千早川第一・同第二・滝畑第一・同第二の各発電所
- 送電設備：7路線
- 変電設備：11か所
- 配電設備ほか
- 附帯事業設備

その後の協議の結果、強制買収・残余資産負債の譲渡・継承それぞれの実行期日が次のように決定され、1939年3月16日の臨時株主総会にて手続き終了後の会社解散が議決された。
- 社債元利金支払い義務の継承：日本発送電設立登記の翌日
- 工場財団所属設備の強制買収：設立登記の当日
- 上記以外の設備の譲渡：設立登記の翌日
- その他資産・負債の譲渡：設立登記の当日

### 大同電力の解散

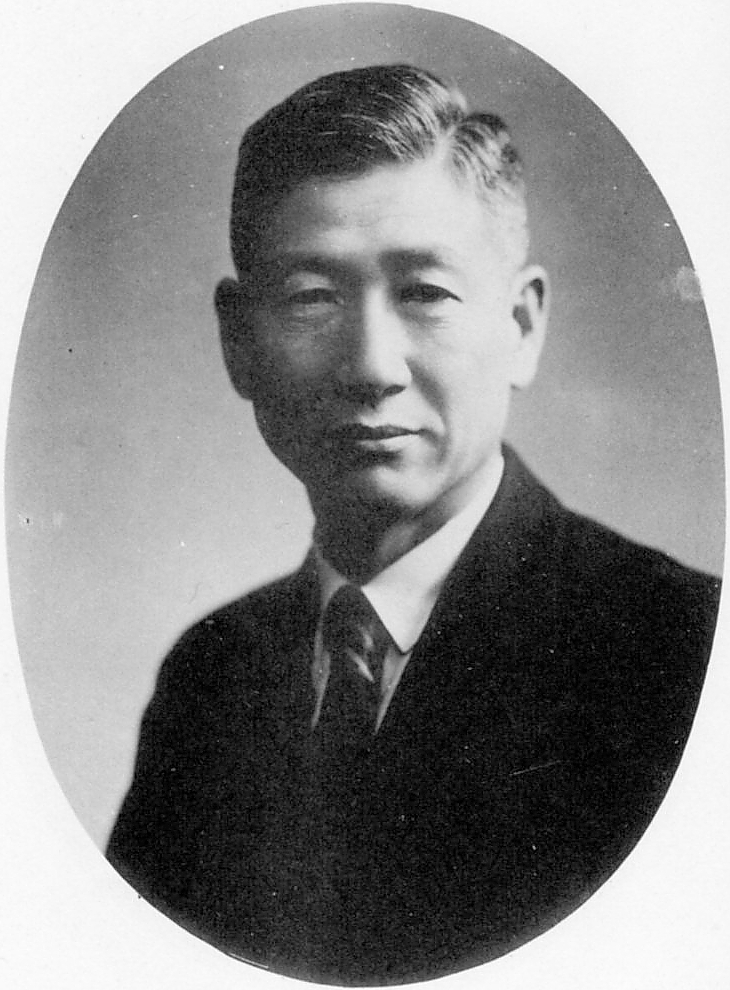
最後の常務取締役藤波収

1939年4月1日、予定通り日本発送電株式会社が発足。強制出資による同社への設備出資が同日付で実行に移され、他の作業も事前決定の通りに実施された。そして一連の作業が完了した4月2日、大同電力株式会社の解散も実行された。かくして大同電力は1919年の大阪送電会社設立以来の20年にわたる歴史に幕を閉じたのである。
最後の社長は福澤桃介にかわって1928年（昭和3年）6月に就任していた2代目の増田次郎。副社長はおらず、1932年（昭和7年）に取締役から昇格した藤波収と、1933年（昭和8年）に日本興業銀行から派遣された永松利熊の2名が常務取締役で、それぞれ経営方面と経理方面を担当していた。社長・常務を含め取締役は14名いたが、解散後清算人となった増田ら計3名を除いて全員3月末に辞任の手続きをとっている。大同の解散により、社長の増田は日本発送電初代総裁に就任、常務の藤波・永松も同社の常務理事に転じた。
日本発送電への設備強制出資の対価として、大同電力には同社株式204万6314株（額面50円全額払込済み、払込総額1億231万5700円）が割り当てられた。200万株以上の交付を受けたのは設備を出資した計33事業者のうち大同と東京電灯・日本電力の3社のみで、東京電灯に次いで2番目に多い交付株数である。この強制出資資産を含む日本発送電へと委譲する資産の価格と、同社へ継承させる負債の価格との差額、すなわち大同が受け取る金額は総額1億7673万5113万円であり、このうち大同の払込資本金と同額の1億6339万5200円は日本発送電株式の交付により、残り1333万9913円は現金交付によりそれぞれ決済された。よって、大同へと交付された日本発送電株式は計326万7904株である。日本発送電の株式はすべて額面50円全額払込済みであったが、大同電力の株式は一部に額面50円のうち30円払込みの新株が残っていたので、旧大同電力の株主に対しては大同の旧株（額面50円全額払込済み）1株につき1株、新株5株につき3株の比率で日本発送電株式が配分された。
日本発送電株式以外の残余財産分配は2度に分けて実施され、旧株1株につき1円27銭5厘、新株1株につき76銭5厘の割合で株主に現金が配られた。そして分配終了により翌1940年（昭和15年）5月14日、清算結了総会が開催され大同電力は完全に消滅した。

## 年表
- 1919年（大正8年）
  - 10月16日 - 大阪送電株式会社に対し電気事業経営許可[32]。
  - 11月8日 - 大阪送電株式会社設立[34]。資本金2000万円、初代社長福澤桃介[34]。
- 1920年（大正9年）
  - 11月2日 - 木曽電気興業・日本水力との合併を決議[38]。
- 1921年（大正10年）
  - 2月25日 - 大阪送電を存続会社として木曽電気興業・日本水力のと合併し大同電力株式会社が発足[38]。資本金1億円となる[36]。
  - 3月7日 - 関係会社尾三電力株式会社を設立[64]。
  - 8月11日 - 大桑発電所運転開始[146]。
  - 11月7日 - 鉄鋼事業を分離し大同製鋼株式会社、硫安事業を分離し大同肥料株式会社を設立[147]。
- 1922年（大正11年）
  - 7月 - 須原発電所竣工[11]。大阪方面への送電を開始[148]。
  - 8月1日 - 関係会社神岡水電株式会社を設立[149]。
  - 10月 - 毛馬発電所竣工[11]。
- 1923年（大正12年）
  - 10月1日 - 大阪市による大阪電灯の市営化に際し、市営化の対象から外れた残余財産を大阪電灯から買収[86]。これに伴い大阪電気株式会社を合併[86]、資本金1億1296万3000円となる[36]。
  - 12月 - 桃山発電所・読書発電所および大阪送電線竣工[11][148]。
- 1924年（大正13年）
  - 8月1日 - 第1回外債（米ドル建て社債）発行[127]。
  - 9月18日 - 関係会社大同土地株式会社（後の大同土地興業）を設立[150]。
  - 12月 - 大井発電所竣工[11]。
- 1925年（大正14年）
  - 7月1日 - 第2回外債発行[128]。
  - 8月15日 - 関係会社大阪電力株式会社を設立[110]。
- 1926年（大正15年 / 昭和元年）
  - 3月5日 - 関係会社天竜川電力株式会社を設立[151]。
  - 12月 - 落合発電所竣工[52]。
  - 12月27日 - 関係会社昭和電力株式会社を設立[152]。
- 1927年（昭和2年）
  - 4月18日 - 6003万7000円の増資を決議し、資本金を1億7300万円とする[36]。
- 1928年（昭和3年）
  - 6月9日 - 初代社長福澤桃介辞任[153]。
  - 6月26日 - 2代目社長に増田次郎就任[153]。
  - 9月30日 - 尾三電力を合併[64]、資本金1億7600万円となる[36]。
  - 11月19日 - 関係会社伊奈川電力株式会社（後の木曽発電）を設立[154]。
- 1930年（昭和5年）
  - 12月24日 - 関係会社南海水力株式会社を設立[155]。
- 1933年（昭和8年）
  - 11月 - 会社更生計画を発表[16]。
- 1934年（昭和9年）
  - 11月30日 - 大阪電力を合併[109]、資本金1億8600万円となる[36]。
- 1935年（昭和10年）
  - 7月20日 - 関係会社愛岐水力株式会社を設立[156]。
  - 12月 - 笹戸発電所竣工[65]。
- 1936年（昭和11年）
  - 11月 - 笠置発電所竣工[59]。
- 1938年（昭和13年）
  - 5月1日 - 千早川水力電気株式会社・和泉電気株式会社を合併[109]、資本金1億8741万円となる[36]。
  - 9月 - 寝覚発電所竣工[60]。
- 1939年（昭和14年）
  - 4月1日 - 日本発送電株式会社発足。同社に主要送電・変電設備と火力発電設備を出資、水力発電設備などを譲渡[138]。
  - 4月2日 - 日本発送電に残余資産を譲渡[138]。大同電力解散[138]。
- 1940年（昭和15年）
  - 5月14日 - 清算結了総会開催[145]。

## 本社・支店一覧

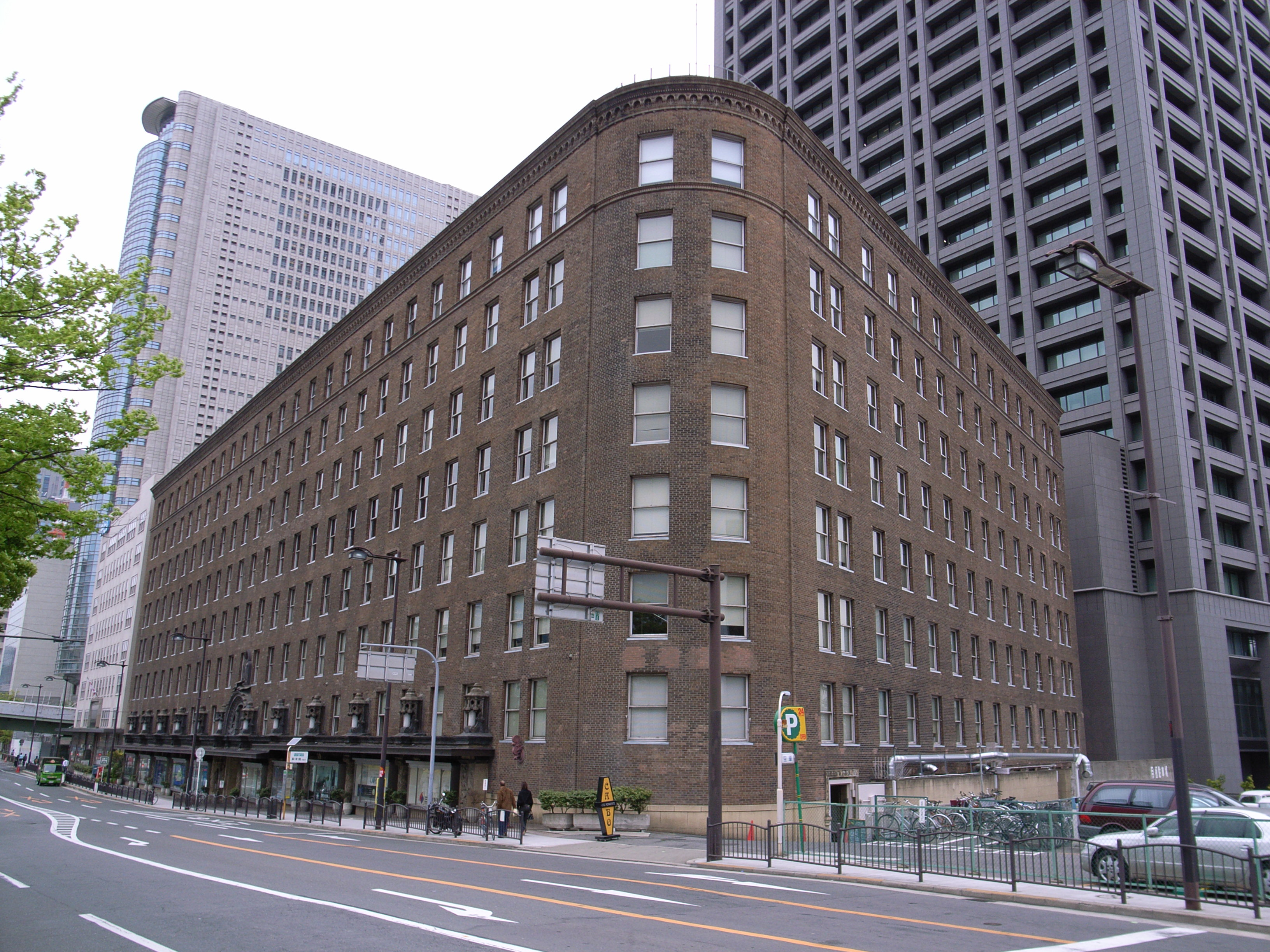
1937年より大阪支店が入った大阪ビル（2006年撮影）

大同電力では、大阪送電として設立された当初から東京府東京市（現・東京都）に本社（本店）を構え、愛知県名古屋市と大阪府大阪市の2か所に支店を置いていた。本社・支店所在地とその変遷は以下の通り。
本社
本社は東京市麹町区丸ノ内1丁目6番地1（現・千代田区丸の内1丁目）の東京海上ビルに所在。
大阪送電設立時の本社は麹町区八重洲町1丁目1番地（現・千代田区丸の内2丁目）の三菱仲15号館であった。大同電力発足翌年の1922年10月20日、麹町区永楽町1丁目1番地へ移転し、東京海上ビルに入居した。さらに1929年4月15日、住所変更で本社所在地は丸ノ内1丁目6番地1となった。
大阪支店
大阪支店は大阪市北区宗是町1番地（現・中之島3丁目）の大阪ビルに所在。
大阪送電設立時の大阪支店は東区京橋前ノ町3番地にあった。大同電力設立後の1922年10月、東区今橋2丁目1番地へと移転。3年後の1925年10月には東区高麗橋3丁目1番地に再移転した。北区宗是町1番地への移転は末期の1937年9月であった。
名古屋支店
名古屋支店は名古屋市東区東片端町3丁目（現・東片端町及び泉2丁目）13番地に所在。
大阪送電設立時の名古屋支店は中区南長島町1丁目（現・栄2丁目）3番地にあった。同地は木曽電気製鉄本店所在地でもある。大同電力発足直後の1921年6月に東区七間町1丁目（現・中区丸の内3丁目）1番地へと移転。さらに1936年5月東区東片端町3丁目13番地2へと再移転した。

## 関係会社・出資会社
大同電力は、出資する会社のうち電力会社・鉄道会社など11社を「関係会社」としていた。関係会社に含まれないが株式を保有していた会社もあり、末期の1938年11月末時点で出資していた会社は20社に及ぶ。以下、大同電力の関係会社および出資会社について記述する。

### 電気

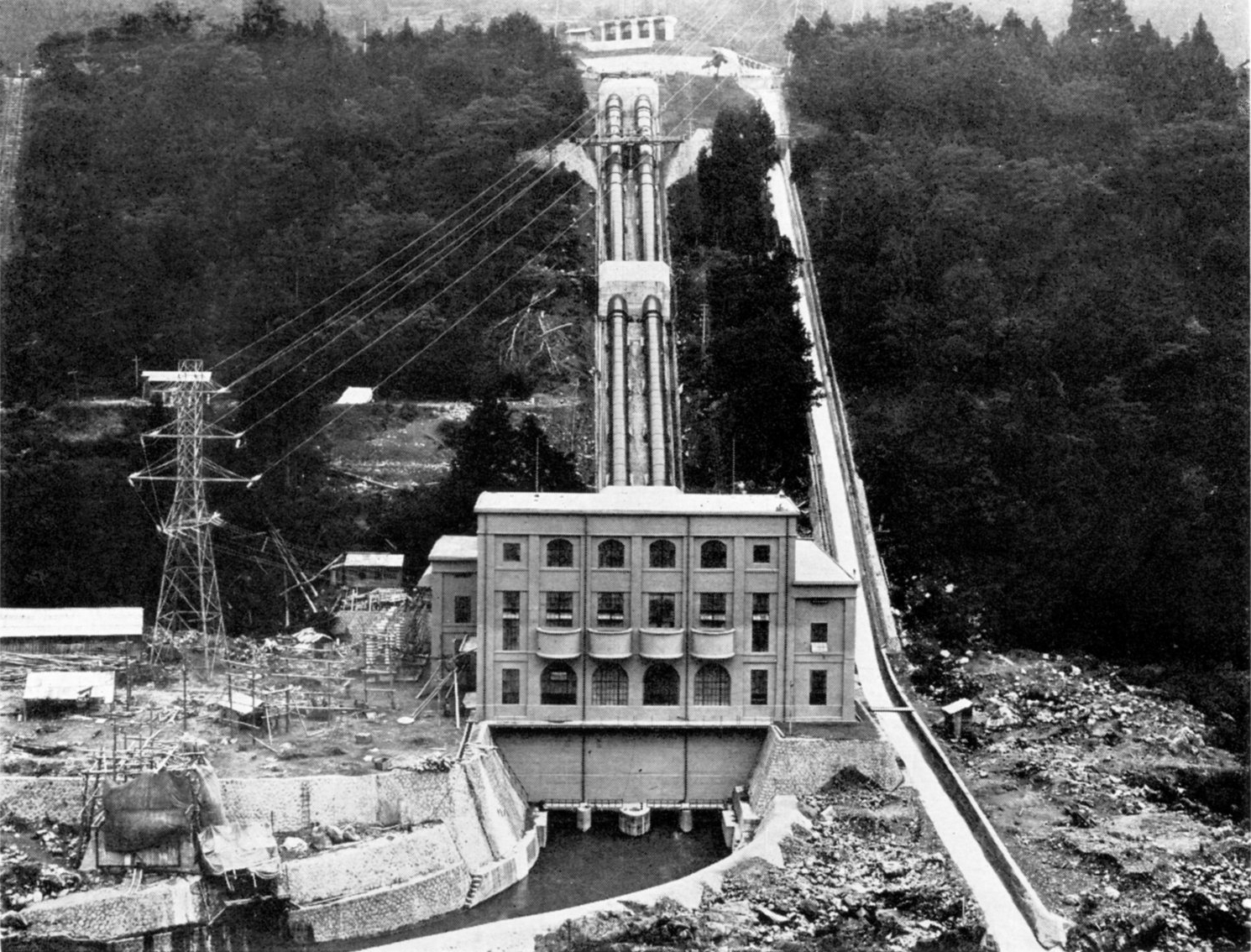
神岡水電猪谷発電所

昭和電力株式会社
北陸地方で電源開発を手がける電力会社。資本金4000万円、総株数80万株のうち55万6720株 (70%) を保有する。関係会社の一つ。
庄川・九頭竜川水系の開発などを目的として1926年（昭和元年）12月設立。祖山発電所（出力54,000kW）などの発電所や、北陸と関西を結ぶ送電線を建設した。傘下の大同土地興業も株式を保有する。
神岡水電株式会社
北陸地方で電源開発を手がける電力会社。資本金1000万円、総株数20万株のうち10万株 (50%) を保有する。関係会社の一つ。
神通川水系高原川の開発を目的として1922年（大正11年）8月、三井鉱山との共同出資により設立。猪谷発電所（出力22,300kW）などを建設し、昭和電力を通じて大同電力へ発生電力を供給した。
木曽発電株式会社
木曽川水系で電源開発を手がける電力会社。資本金320万円、総株数6万4000株のうち1万1704株 (18%) を保有する。関係会社の一つ。
木曽川水系伊那川に発電所を持つ伊那川電力と、木曽川水系与川に発電所を持つ信美電力が1932年（昭和7年）4月に合併して発足。大同電力などに発生電力を供給した。
愛岐水力株式会社
木曽川で電源開発を手がける電力会社。資本金500万円、総株数10万株のうち5万株 (50%) を保有する。関係会社の一つ。
木曽川水系飛騨川を開発する東邦電力との共同出資により1935年（昭和10年）7月設立。木曽川・飛騨川共用の逆調整ダムとして今渡ダム（今渡発電所、出力20,000kW）を建設した。
矢作水力株式会社
矢作川開発などを手がける電力会社。資本金8435万円、総株数168万7000株のうち14万9399株 (9%) を保有する。
矢作川開発を目的として福澤桃介らにより1919年（大正8年）3月に設立された電力会社で、大同電力の姉妹会社にあたる。同社は1931年（昭和6年）11月、大同電力の関係会社天竜川電力株式会社を合併している。この天竜川電力は、天竜川の開発を目的として大同電力や伊那電気鉄道などの出資により1926年（大正15年）3月に資本金5000万円で発足。南向発電所などの建設を手がけた。
南海水力株式会社
1930年（昭和5年）12月、資本金300万円、大同電力全額出資にて設立された電力会社。紀伊半島を流れる熊野川水系北山川にて電源開発を行うべく設立されたが、事業の進展は水利権の確保に留まった。関係会社の一つ。
立山水力電気株式会社
北陸地方を流れる早月川水系にて電源開発を行うべく設立された電力会社。元は日本水力の投資会社の一つで、大同電力となってからは資本金350万円、総株数7万株のうち4万4110株 (63%) を保有していた。関係会社の一つであったが、1938年（昭和13年）1月に全持株を日本海電気へ譲渡して関係を絶った。
関西共同火力発電株式会社
火力発電所を運転する電力会社。資本金4000万円、総株数8万株のうち2万株 (25%) を保有する。
関西地方の電力会社4社、大同電力・宇治川電気・日本電力・京都電灯の出資により1931年（昭和6年）に設立。兵庫県に尼崎第一・第二火力発電所を建設し、出資会社各社に送電した。
中部共同火力発電株式会社
火力発電所を運転する電力会社。資本金1500万円、総株数30万株のうち4万2000株 (14%) を保有する。
中部地方の電力会社7社、大同電力・東邦電力・矢作水力・日本電力・揖斐川電気・中部電力・合同電気の出資により1936年（昭和11年）に設立。名古屋市港区に名港火力発電所を建設し、出資会社各社に送電した。

### 鉄鋼・化学
大同製鋼株式会社
特殊鋼・鍛造鋼・鋳造鋼・合金鉄などを製造する鉄鋼メーカー。旧名株式会社大同電気製鋼所。資本金2600万円、総株数52万株のうち1万420株 (2%) を保有する。関係会社の一つ。
名古屋電灯製鉄部を起源とし、木曽電気興業から引き継いだ名古屋製鉄所を分離独立させて1921年（大正10年）11月に設立。翌1922年（大正11年）、名古屋電灯製鋼部を起源とする姉妹会社・電気製鋼所の事業を統合して社名を大同電気製鋼所としたが、1938年（昭和13年）に元の大同製鋼に復した。戦後1950年（昭和25年）企業再建整備法により解散し、新大同製鋼（現・大同特殊鋼）として新発足。
大同化学工業株式会社
炭化カルシウム（カーバイド）・石灰窒素・合金鉄などを製造する化学メーカー。旧名大同肥料株式会社。資本金250万円、総株数5万株のうち4万9850株 (99%) を保有する。関係会社の一つ。
日本水力より引き継いだ硫安事業を分離して1922年11月に設立。1945年（昭和20年）、信越化学工業に合併された。

### 鉄道

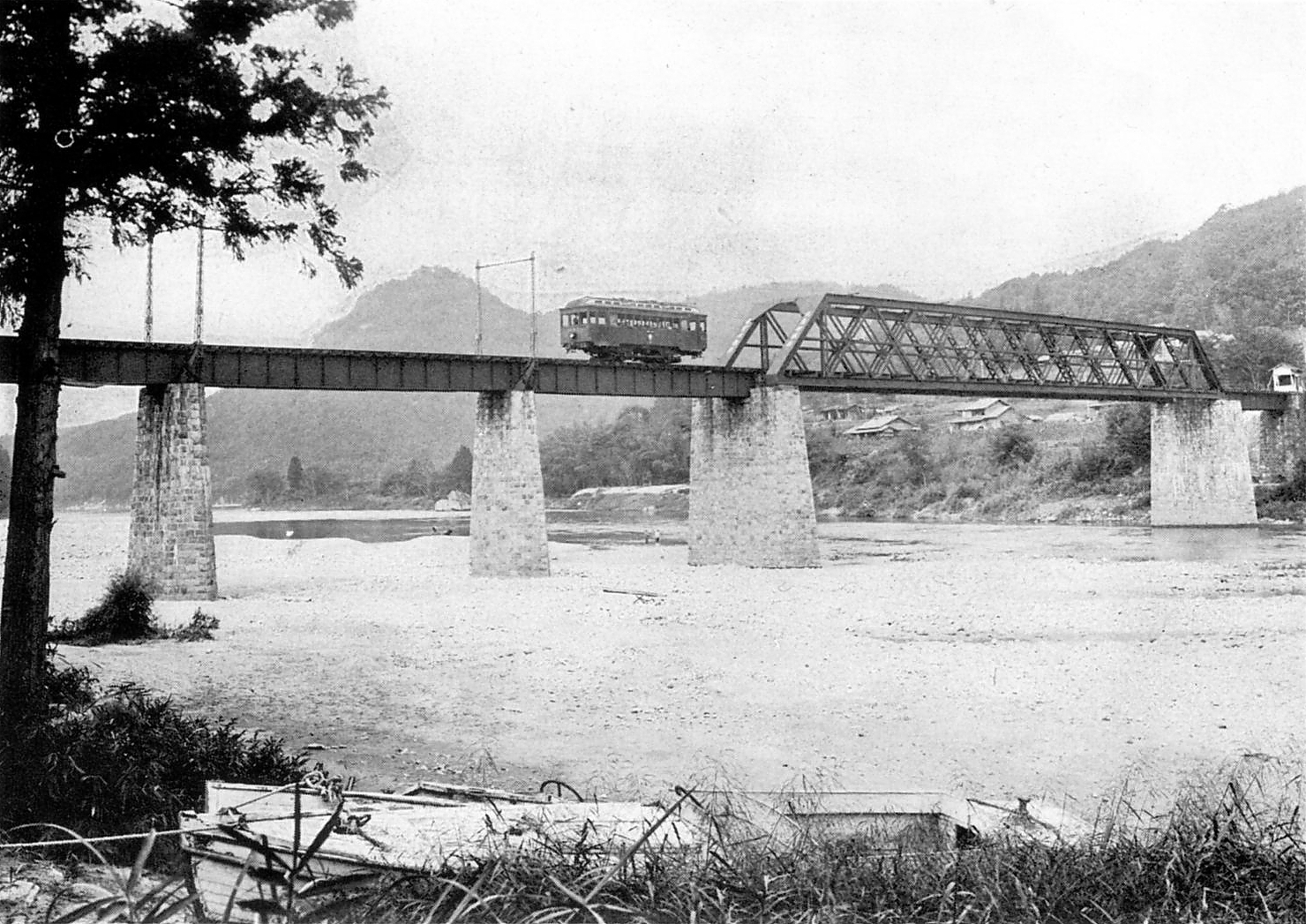
木曽川を渡る北恵那鉄道。

北恵那鉄道株式会社
岐阜県恵那郡（本社愛知県名古屋市）の鉄道会社。資本金200万円、総株数4万株のうち2万1304株 (53%) を保有する。関係会社の一つ。
大同電力と地元の共同出資により1922年（大正11年）2月に発足。大同電力が大井ダムをはじめとする木曽川のダム建設の認可を得るにあたって、その前提条件として木曽川支流付知川における木材流送を代替する鉄道の敷設を義務付けられたため、事業主体として設立したものである。1979年（昭和54年）北恵那交通に社名変更。
東美鉄道株式会社
岐阜県可児郡の鉄道会社。資本金140万円、総株数2万8000株のうち8,850株 (32%) を保有する。
名古屋鉄道（名鉄）などとの共同出資で1926年（大正15年）9月に設立。大同電力が参加したのは、丸山ダム（計画中）の建設資材輸送用鉄道をこの地域にて計画していたことによる。1943年（昭和18年）に名鉄へと合併された。

### その他
大同土地興業株式会社
土地建物や有価証券の保有会社。資本金660万円、総株数13万2000株の全株式を保有する。関係会社の一つ。
大同電力の不要な土地建物を継承し1924年（大正13年）9月18日設立。後に電力会社への投資（株式の保有）も業務に追加され、社名を大同土地から改めた。大同電力が資産一切を日本発送電へ移管した後は、日本発送電傘下の持株会社「発送電興業株式会社」として存続した。
上記に示した以外にも、1938年11月末時点で大同電力は、北海電化工業（現・日本重化学工業）、矢作工業（現・東亞合成）、北支那開発、中支那振興、朝鮮電力、東亜電力興業、華中電業の各社の株式を保有していた。

## 人物

### 大阪送電の役員

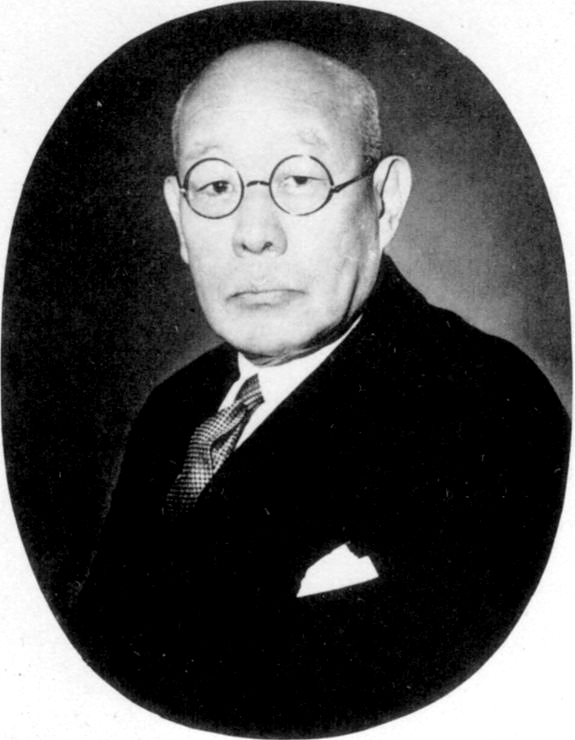
大阪送電設立から大同電力解散まで20年間監査役を務めた伊丹二郎

大阪送電の発足当初の役員、すなわち1919年11月8日の大阪送電創立総会にて選出された役員は以下の10名である。
- 取締役社長：
  - 福澤桃介 - 木曽電気興業取締役社長[185]、名古屋電灯取締役社長兼務[186]。
- 常務取締役：
  - 下出民義 - 木曽電気興業取締役副社長[185]、名古屋電灯取締役副社長兼務[186]。
  - 増田次郎 - 木曽電気興業常務取締役[185]。
  - 太田光熈 - 京阪電気鉄道常務取締役[187]。
  - 林謙吉郎 - 京阪電気鉄道取締役[187]、貿易商[188]。
- 取締役：
  - 村瀬末一 - 木曽電気興業支配人[189]。1907年慶應義塾法律科卒[190]、元名古屋電灯副支配人[186]。
  - 岡崎邦輔 - 京阪電気鉄道取締役社長[187]。立憲政友会所属衆議院議員[191]。
- 監査役：
  - 伊丹二郎 - 木曽電気興業取締役[185]。元日本郵船専務[192]。
  - 渡邊嘉一 - 京阪電気鉄道取締役（元会長）[187]。
  - 秋岡義一 - 京阪電気鉄道監査役[187]、農業・元衆議院議員[193]。

上記のうち林謙吉郎は常務取締役在任のまま1920年8月に死去している。

### 大同電力の歴代役員
大阪送電・木曽電気興業・日本水力の合併を控えた1920年11月2日、合併成立に備えて役員の陣容を整えるべく大阪送電の株主総会にて役員改選が行われ、取締役20名、監査役9名の計29名が役員に選出された。以下、これ以降の役員について記述する。

#### 取締役
1920年11月以降の取締役経験者は以下の38名である。
- 在任期間は『大同電力株式会社沿革史』62-65頁（「役員一覧表」）を典拠とする。一部、大同電力の営業報告書（J-DAC「企業史料統合データベース」収録）からも補った。
- 退任年月については、「辞任」は任期途中の辞任、「退任」は任期満了退任、「解散」は1939年4月2日付の会社解散時までの在任を意味する。

取締役は持株100株以上の株主中から選挙され、任期は3年。取締役の中から、会社を代表し業務を掌理する「代表取締役社長」が1名選出され、他にも「取締役副社長」（1924年9月以降代表権を持つ「代表取締役副社長」も設置）および「常務取締役」がそれぞれ選出された。取締役の定員は当初最大20名であったが1931年12月以降は15名に削減され、同時に副社長制も廃止されている。
| 氏名         | 就任       | 退任           | 役職                                                                                           | 備考                                                            |
| ------------ | ---------- | -------------- | ---------------------------------------------------------------------------------------------- | --------------------------------------------------------------- |
| 福澤桃介     | 1919年11月 | 1928年6月辞任  | 代取社長：1920年11月 - 1928年6月                                                               | 名古屋電灯社長（1921年まで）                                    |
| 宮崎敬介     | 1920年11月 | 1928年10月死去 | 副社長：1920年11月 - 1928年10月                                                                | 日本水力副社長から転任 大阪電灯社長（1923年まで）               |
| 増田次郎     | 1919年11月 | 1939年4月解散  | 常務：1920年11月 - 1924年9月 代取副社長：1924年9月 - 1928年6月 代取社長：1928年6月 - 1939年4月 |                                                                 |
| 太田光熈     | 1919年11月 | 1939年3月辞任  | 常務：1920年11月 - 1928年6月 代取副社長：1928年6月 - 1931年12月                                | 京阪電気鉄道常務→社長→会長                                      |
| 関口寿       | 1920年11月 | 1923年12月退任 | 常務：1920年11月 - 1923年12月                                                                  | 日本水力常務から転任                                            |
| 三根正亮     | 1920年11月 | 1929年12月退任 | 常務：1920年11月 - 1925年12月                                                                  | 木曽電気興業常務から転任                                        |
| 近藤茂       | 1920年11月 | 1932年12月辞任 | 常務：1920年11月 - 1929年12月                                                                  | 日本水力常務から転任、工学博士                                  |
| 村瀬末一     | 1919年11月 | 1939年3月辞任  | 常務：1925年12月 - 1928年6月 代取副社長：1928年6月 - 1931年12月                                |                                                                 |
| 志方勢七     | 1920年11月 | 1921年9月死去  |                                                                                                | 大阪の肥料商                                                    |
| 木村又三郎   | 1920年11月 | 1922年12月辞任 |                                                                                                | 名古屋の株式仲買人                                              |
| 大澤善助     | 1920年11月 | 1923年12月退任 |                                                                                                | 京都電灯社長                                                    |
| 渡邊龍夫     | 1920年11月 | 1923年12月退任 |                                                                                                | 愛知県会・名古屋市会議員                                        |
| 岡崎邦輔     | 1919年11月 | 1925年3月辞任  |                                                                                                | 京阪電気鉄道社長 衆議院議員（立憲政友会）                       |
| 山本条太郎   | 1920年11月 | 1927年8月辞任  |                                                                                                | 元・日本水力社長 衆議院議員（立憲政友会）                       |
| 角田正喬     | 1920年11月 | 1929年12月退任 |                                                                                                | 元・木曽電気興業常務 名古屋電灯常務→東邦電力常務                |
| 成瀬正行     | 1920年11月 | 1929年12月退任 |                                                                                                | 大戦期の船成金 東邦電力取締役兼任                               |
| 八木平兵衛   | 1920年11月 | 1929年12月退任 |                                                                                                | 名古屋の太物商                                                  |
| 下出民義     | 1919年11月 | 1931年6月辞任  |                                                                                                | 名古屋電灯副社長（1921年まで） 衆議院議員・貴族院多額納税者議員 |
| 寺田甚与茂   | 1920年11月 | 1931年11月死去 |                                                                                                | 大阪電灯取締役（1923年まで） 岸和田の実業家、岸和田紡績創業者   |
| 島徳蔵       | 1920年11月 | 1932年12月辞任 |                                                                                                | 大阪電灯取締役（1923年まで） 大阪株式取引所理事長               |
| 松永安左エ門 | 1922年11月 | 1936年12月辞任 |                                                                                                | 東邦電力副社長→社長                                             |
| 田中博       | 1923年12月 | 1939年3月辞任  |                                                                                                | 監査役から異動 京都電灯常務→社長                                |
| 若尾璋八     | 1925年12月 | 1930年7月辞任  |                                                                                                | 東京電灯副社長→社長                                             |
| 藤波収       | 1928年12月 | 1939年3月辞任  | 常務：1932年12月 - 1939年3月                                                                   | 社員重役                                                        |
| 斎藤直武     | 1928年12月 | 1931年12月退任 |                                                                                                | 社員重役                                                        |
| 木村森蔵     | 1928年12月 | 1933年12月死去 |                                                                                                | 社員重役                                                        |
| 有村慎之助   | 1928年12月 | 1939年4月解散  |                                                                                                | 社員重役                                                        |
| 杉山栄       | 1929年12月 | 1938年10月死去 |                                                                                                | 矢作水力副社長                                                  |
| 宮崎弥作     | 1929年12月 | 1939年3月辞任  |                                                                                                | 大阪の鋳物商宮崎家の一族                                        |
| 萩原挙吉     | 1931年12月 | 1934年12月退任 |                                                                                                | 東京電灯監査役                                                  |
| 寺田甚吉     | 1931年12月 | 1939年3月辞任  |                                                                                                | 甚与茂長男、寺田財閥当主                                        |
| 佐藤得四郎   | 1932年12月 | 1935年12月死去 |                                                                                                | 社員重役                                                        |
| 宇木幸吉     | 1932年12月 | 1939年4月解散  |                                                                                                | 社員重役                                                        |
| 永松利熊     | 1933年12月 | 1939年3月辞任  | 常務：1933年12月 - 1939年3月                                                                   | 日本興業銀行から転任                                            |
| 宮寺敏雄     | 1934年12月 | 1939年3月辞任  |                                                                                                | 社員重役                                                        |
| 師尾誠治     | 1934年12月 | 1939年3月辞任  |                                                                                                | 社員重役                                                        |
| 秋谷謙太郎   | 1935年12月 | 1939年3月辞任  |                                                                                                | 社員重役                                                        |
| 石川栄次郎   | 1937年6月  | 1939年3月辞任  |                                                                                                | 社員重役                                                        |

- 1920年11月に就任した14名のうち、三根・木村・渡邊・角田・成瀬・八木の6名は木曽電気興業役員から[185]、宮崎・関口・近藤・志方・大澤・山本・寺田・島の8名は日本水力役員からの転任である[40]。

#### 監査役
1920年11月以降の監査役経験者は以下の14名である。
- 在任期間は『大同電力株式会社沿革史』62-65頁（「役員一覧表」）を典拠とする。一部、大同電力の営業報告書（J-DAC「企業史料統合データベース」収録）からも補った。
- 退任年月については、「辞任」は任期途中の辞任、「退任」は任期満了退任、「解散」は1939年4月2日付の会社解散時までの在任を意味する。

監査役は持株100株以上の株主から選挙され、任期は2年。定員は当初最大9名であったが、1931年12月以降は5名に削減された。
| 氏名       | 就任       | 退任           | 役職                               | 備考                                   |
| ---------- | ---------- | -------------- | ---------------------------------- | -------------------------------------- |
| 浅野長七   | 1920年11月 | 1923年9月死去  | 常任監査役：1920年11月 - 1923年9月 | 元・日本水力常務                       |
| 田中博     | 1920年11月 | 1923年12月辞任 |                                    | 京都電灯常務                           |
| 秋岡義一   | 1919年11月 | 1923年12月退任 |                                    | 京阪電気鉄道監査役                     |
| 坂仲輔     | 1920年11月 | 1924年1月辞任  |                                    | 大阪藤田組総務理事                     |
| 祇園清次郎 | 1920年11月 | 1924年1月辞任  |                                    | 大阪加島屋幹部                         |
| 藍川清成   | 1920年11月 | 1924年1月辞任  |                                    | 愛知電気鉄道社長                       |
| 馬場斉吉   | 1920年11月 | 1924年1月辞任  |                                    | 京阪電気鉄道取締役（のち常務）         |
| 渡邊嘉一   | 1919年11月 | 1931年12月退任 |                                    | 京阪電気鉄道取締役（元会長）           |
| 伊丹二郎   | 1919年11月 | 1939年4月解散  |                                    | 麒麟麦酒社長 東邦電力監査役→取締役兼任 |
| 田辺正四郎 | 1923年12月 | 1931年12月退任 | 常任監査役：1923年12月 - 1931年5月 | 日本興業銀行から転任                   |
| 下出民義   | 1931年6月  | 1939年4月解散  | 常任監査役：1931年6月 - 1939年4月  | 取締役から異動 貴族院多額納税者議員    |
| 窪田四郎   | 1931年12月 | 1939年3月辞任  |                                    | 元・早川電力社長                       |
| 福澤駒吉   | 1931年12月 | 1939年3月辞任  |                                    | 福澤桃介長男、矢作水力社長             |
| 萩原挙吉   | 1934年12月 | 1939年3月辞任  |                                    | 取締役から異動、東京電灯監査役         |

- 1920年11月に就任した6名のうち、藍川は木曽電気興業役員から[185]、浅野・田中・坂・祇園の4名は日本水力役員からの転任である[40]。

### 備考：社員重役について

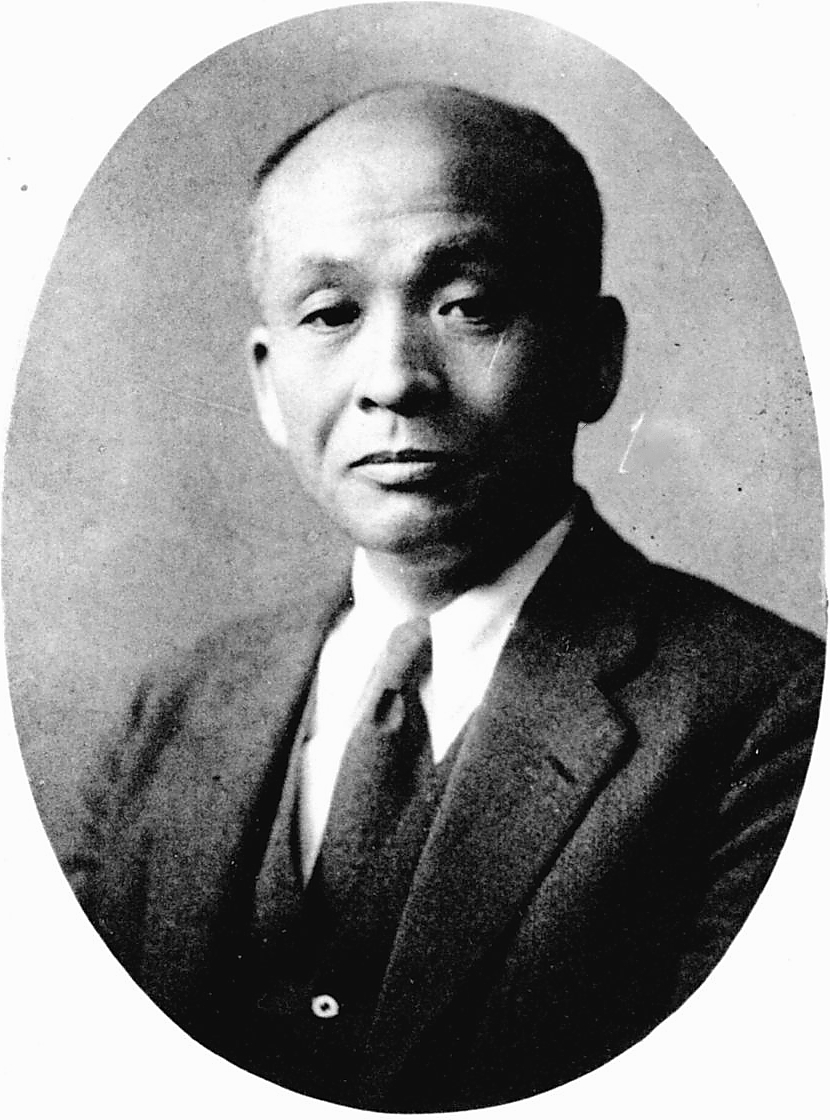
初代支配人村瀬末一

当初の役員のうち、取締役村瀬末一は支配人を兼ねた。1931年3月時点でも在任が確認できる（副社長兼支配人）。
1928年12月に取締役となった4名は古参社員からの登用で、斎藤直武は名古屋支店長（1909年慶應義塾理財科卒）、木村森蔵は大阪支店長（1909年関西大学法律科卒・元大阪府警警視）、藤波収は技術課長（1911年東京帝大工科大学電気工学科卒・1914年名古屋電灯入社）、有村慎之助は営業課長（1909年東京帝大工科大学電気工学科卒・元日本水力所属）をそれぞれ務める。また翌年12月に取締役となった杉山栄は土木課長を務めるが、杉山は1919年からすでに矢作水力の専務・副社長であった。
1931年6月、職制改革により支配人制に替えて部制が敷かれ、取締役の中から斎藤が経理部長、木村が庶務部長、藤波が工務部長、有村が営業部長に就く。しかし半年後の12月に部制は廃止となり支配人・技師長の職制に置き換えられ、藤波が支配人、有村が技師長に転じた。その後藤波は支配人を会社解散直前まで務めている。職制変更直後の時点では各課長に取締役はいない。
1935年1月再び部制が敷かれ、取締役に昇格していた中から営業部長に宮寺敏雄（1915年慶應義塾卒・名古屋電灯入社）、庶務部長に師尾誠治（1915年東京高商専攻部卒・1920年木曽電気興業入社）、経理部長に宇木幸吉（三井銀行より1932年9月入社）、工務部長に有村慎之助、東京事務部長に佐藤得四郎（松山棟庵の男子、1906年東京帝大法科大学卒）がそれぞれ就任する。後に経理部次長の秋谷謙太郎（1914年慶應義塾卒・名古屋電灯入社）、工務部次長兼土木課長の石川栄次郎（1910年名古屋高工卒・1914年名古屋電灯入社）も取締役となっている。

## 主要株主一覧

### 1921年時点
大同電力発足直後、1921年5月末時点における主要株主は以下の通り。この時点での株式数は200万株、株主数は1万4684名である。
| 株主名             | 持株数  | 持株比率 | 備考             |
| ------------------ | ------- | -------- | ---------------- |
| 名古屋電灯（株）   | 524,150 | 26.21%   |                  |
| 京阪電気鉄道（株） | 194,850 | 9.74%    |                  |
| 福興社（資）       | 31,850  | 1.59%    | 代表は福澤桃介   |
| 内外鉱業（株）     | 23,158  | 1.16%    |                  |
| 電気化学工業（株） | 20,000  | 1.00%    |                  |
| 竹原商店（株）     | 19,414  | 0.97%    | 代表は竹原友三郎 |
| 伊丹二郎           | 16,100  | 0.81%    |                  |
| 寺田（名）         | 15,054  | 0.75%    | 代表は寺田甚与茂 |
| 日本生命保険（相） | 14,905  | 0.75%    |                  |
| 成瀬正行           | 11,560  | 0.58%    |                  |
| 上位10位株主合計   | 871,041 | 43.55%   |                  |

### 1929年時点
1929年11月末時点における主要株主は以下の通り。この時点での株式数は352万株、株主数は2万9088名である。
| 株主名                 | 持株数  | 持株比率 | 備考               |
| ---------------------- | ------- | -------- | ------------------ |
| 京阪電気鉄道（株）     | 257,400 | 7.31%    |                    |
| 東電証券（株）         | 150,000 | 4.26%    | 東京電灯の子会社   |
| 大同土地興業（株）     | 100,964 | 2.87%    | 大同電力の子会社   |
| 東邦証券保有（株）     | 98,850  | 2.81%    | 東邦電力の子会社   |
| 寺田（名）             | 68,342  | 1.94%    |                    |
| 千代田生命保険（相）   | 45,000  | 1.28%    |                    |
| 東邦電力（株）         | 27,451  | 0.78%    |                    |
| 吉田定七               | 24,225  | 0.69%    |                    |
| 第一徴兵保険（株）     | 22,175  | 0.63%    |                    |
| 岩崎久弥               | 20,200  | 0.57%    |                    |
| 東京海上火災保険（株） | 18,000  | 0.51%    |                    |
| 上位10位株主合計       | 731,643 | 20.79%   | 大同土地興業を除く |

### 1938年時点
解散半年前にあたる1938年11月末時点における主要株主は以下の通り。この時点での株式数は374万8200株、株主数は3万7391名である。
| 株主名               | 持株数  | 持株比率 | 備考               |
| -------------------- | ------- | -------- | ------------------ |
| 大同土地興業（株）   | 273,577 | 7.30%    | 大同電力の子会社   |
| 東電証券（株）       | 147,000 | 3.92%    | 東京電灯の子会社   |
| 京阪電気鉄道（株）   | 126,550 | 3.38%    |                    |
| 千代田生命保険（相） | 67,180  | 1.79%    |                    |
| 寺田（名）           | 62,685  | 1.67%    |                    |
| 東邦証券保有（株）   | 38,950  | 1.04%    | 東邦電力の子会社   |
| 仁寿生命保険（株）   | 32,545  | 0.87%    |                    |
| 東信電気（株）       | 30,000  | 0.80%    |                    |
| 山崎種二商店         | 23,900  | 0.64%    |                    |
| 岩崎久弥             | 18,200  | 0.49%    |                    |
| 第一徴兵保険（株）   | 18,200  | 0.49%    |                    |
| 上位10位株主合計     | 565,210 | 15.08%   | 大同土地興業を除く |

## 社史・文献
- 『大同電力株式会社沿革史』 - 大同電力社史編纂事務所より1941年1月刊行。元々大同電力創立20周年記念の企画として同社社内で準備が始まったが、途中会社の解散があり、創立より解散に至るまでの歴史をまとめた社史となった（同書巻頭「編纂に就いて」より）。
- 『事業金融人物 大同電力二十年金融史考』 - 師尾誠治により1940年6月刊行。上記沿革史の編纂に著者が提供した外債・社債関係の資料を改めてまとめたもの。著者は末期の大同電力庶務部長兼取締役で[220]、秘書役として外債発行のための福澤桃介の渡米（1924年5月）にも随行していた[227]。
- 『串原発電事業誌』 - 発電事業叢書第1巻。大同電力より1925年3月刊行。串原発電所についてまとめたもの。
- 『大桑発電事業誌』 - 発電事業叢書第2巻。大同電力より1926年3月刊行。大桑発電所についてまとめたもの。
- 『西勝原発電事業誌』 - 発電事業叢書第3巻。大同電力より1926年3月刊行。西勝原発電所についてまとめたもの。